# Dinastia Joseon
Joseon (també transcrit com a Chosŏn, AFI /tɕo.sʌn/, hangul 조선국; hanja 大朝鮮國, RR Joseon-guk, McCune-Reischauer Chosŏn-guk, "Regne de Joseon" o bé 조선 왕조; 朝鮮王朝; Joseon Wangjo; Chosŏn Wangjo, "Dinastia Joseon") fou un regne dinàstic coreà que va durar aproximadament cinc segles. Fou el darrer regne dinàstic de Corea. Va ser fundat per Yi Seong-gye el juliol de 1392 i substituït per l'Imperi Coreà l'octubre de 1897. El regne va ser fundat sobre les ruïnes d'un altre regne coreà, Goryeo, quan aquest aquest va ser enderrocat. El país va rebre el seu nom ben aviat i la capital es va traslladar a l'actual Seül. Al nord, les fronteres del regne es van expandir fins als límits naturals dels rius Amnok i Tumànnaia a través de la submissió dels jurtxets.
Durant els seus 500 anys de durada, Joseon va encoratjar la consolidació dels ideals i doctrines confucianes a la societat coreana. El neoconfucianisme es va instal·lar com a ideologia del nou estat. En conseqüència, es va desencoratjar el budisme, que ocasionalment es va enfrontar a persecucions. Joseon va consolidar el seu domini efectiu sobre el territori de l'actual Corea i va contemplar l'apogeu de la cultura clàssica coreana, el comerç, la literatura i la ciència i la tecnologia. A la dècada de 1590, el regne es va veure greument afeblit causa de les invasions japoneses. Diverses dècades més tard, Joseon va ser envaït per la dinastia Jin posterior i la dinastia Qing el 1627 i el 1636–1637 respectivament, fet que donà lloc a una política aïllacionista cada cop més dura, per la qual el país va ser conegut com el "regne ermità" a la literatura occidental.
Després del final d'aquestes invasions des de Manxúria, Joseon va experimentar un període de gairebé 200 anys de pau i prosperitat, juntament amb un desenvolupament cultural i tecnològic. No obstant això, tot el poder que el regne va recuperar durant el seu aïllament es va esvair a mesura que el segle xviii arribava al final. Enfrontat a les lluites internes, a la pressió internacional i a les rebel·lions internes, el regne de Joseon va decaure ràpidament a finals del segle xix.
El període de Joseon ha deixat un important llegat a la Corea moderna; gran part de la cultura, l'etiqueta, les normes i les actituds socials modernes cap als temes d'actualitat, juntament amb l'idioma coreà modern i els seus dialectes, deriven de la cultura i tradicions de Joseon. La burocràcia i les divisions administratives modernes de Corea també es van establir durant el període de Joseon.

## Història

### Primer període Joseon

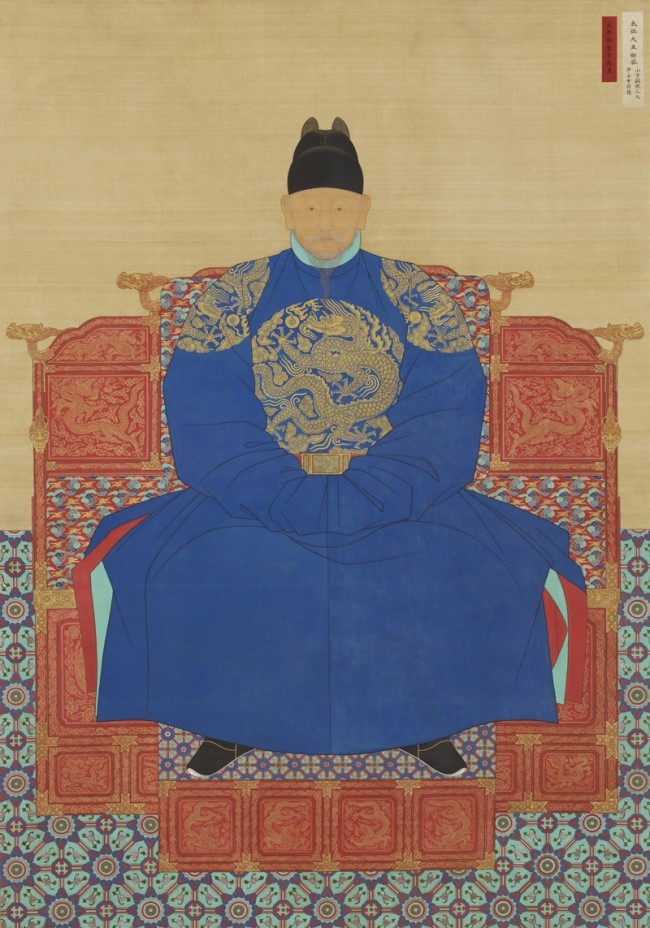
Retrat del rei Taejo de Joseon.

#### Fundació
A finals del segle xiv, el Regne de Goryeo, de gairebé 500 anys d'antiguitat, establert per Wang Geon el 918, trontollava; les funcions de l'estat s'havien col·lapsat després d'anys de guerra i una ocupació de facto de l'Imperi Mongol. Després de l'aparició de la dinastia Ming, la cort reial de Goryeo es va dividir en dues faccions rivals: un grup liderat pel general Yi Seong-gye que donava suport a la Xina Ming i un grup liderat pel general Choe Yeong, que donava suport a la Xina Yuan. Quan un missatger de Ming va arribar a Goryeo el 1388 (14è any de regnat del rei U) per exigir el retorn d'una part important de la part nord de Goryeo, el Choe va aprofitar l'oportunitat per argumentar a favor d'un atac a la península de Liaodong. Goryeo afirmava ser el successor del Regne de Goguryeo i, per tant, també reclamava parts de Manxúria com a part del territori coreà.
El general Yi Seong-gye va ser elegit per dirigir l'atac, però en el seu camí cap al nord es va rebel·lar. Va dirigir les seves forces cap al sud i les va conduir cap a la capital de Goryeo, l'actual Kaesong, on va fer un cop d'estat i va deposar el rei U a favor del seu fill, el rei Chang el 1388. L'any següent, va matar el rei U i el seu fill, després d'una restauració fallida. Yi Seonggye va obligar un altre rei anomenat Yi a fer-se càrrec del tron (es va convertir en el rei Gongyang). El 1392, Yi va eliminar Jeong Mong-ju, un líder molt respectat d'un grup lleial a Goryeo, va destronar el rei Gongyang i el va enviar a l'exili a Wonju, i després a Samcheok, on va ser assassinat el 1394 al costat del seu fill, el príncep hereu Jeongseong. Així, el regne de Goryeo arribava a la seva fi després de gairebé 500 anys d'existència.
Al començament del seu regnat, Yi Seonggye, ara com a rei Taejo, tenia la intenció de continuar utilitzant el nom de Goryeo per al país que governava i simplement canviar la línia reial de descendència per la seva, per tal de mantenir una façana com si res no hagués passat i continuar la tradició de Goryo. No obstant això, després de nombroses amenaces de motí dels nobles Gwonmun, dràsticament debilitats però encara influents, que van continuar jurant lleialtat a les restes dels Goryeo i ara al degradat clan Wang, el consens a la cort reformada va ser que era necessari un nou títol dinàstic per marcar un canvi. En anomenar el nou regne, Taejo va contemplar dues possibilitats: "Hwaryeong" i "Joseon". Després de moltes deliberacions internes, així com de l'aval de l'emperador veí de la dinastia Ming, Taejo va declarar que el nom del regne era Joseon, un tribut a l'antic estat coreà de Gojoseon. També va traslladar la capital de Kaesong a Hanyang, l'actual Seül.

#### Conflicte entre els prínceps

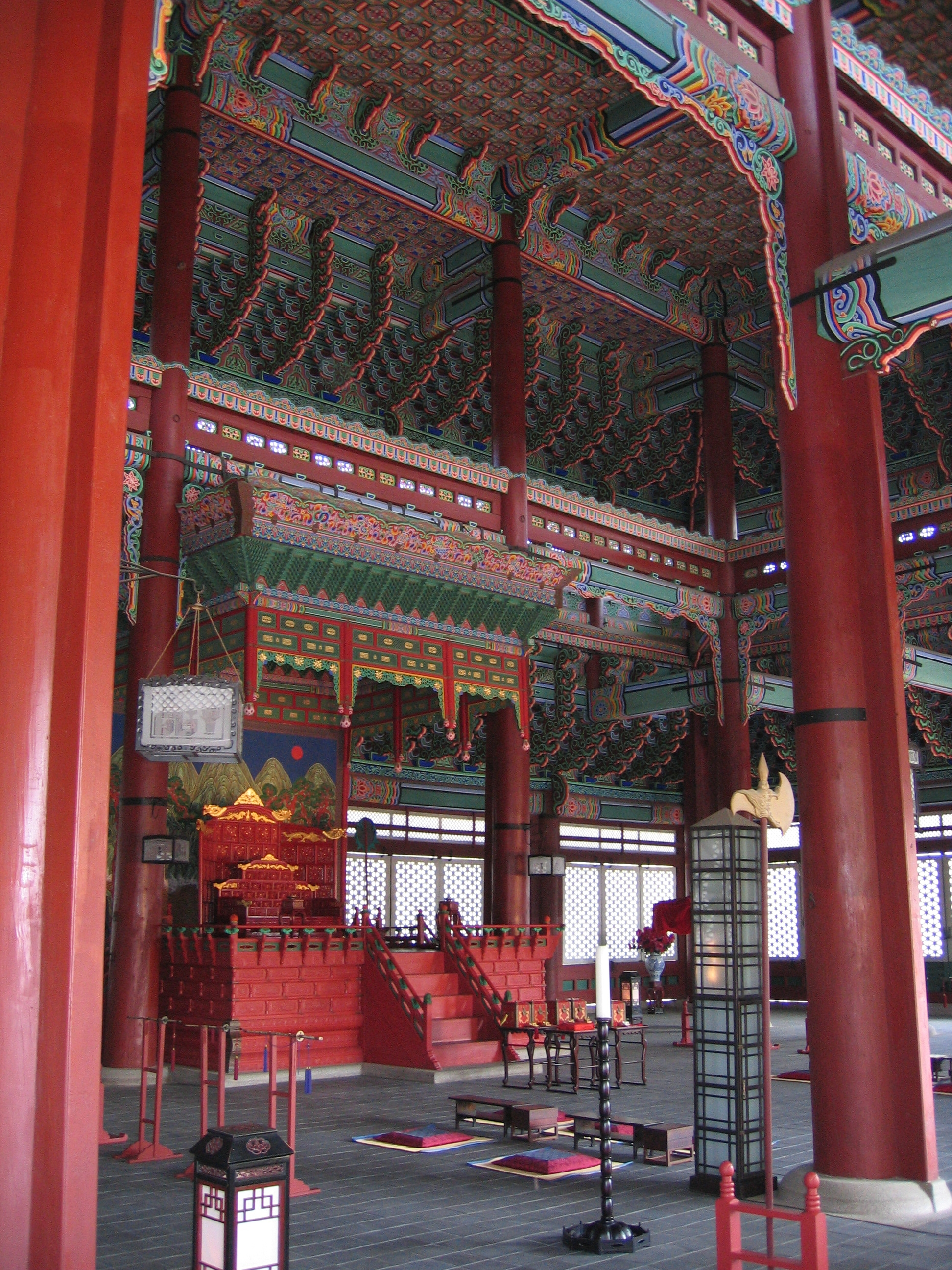
El tron a Gyeongbokgung

Després de l'establiment del regne també va sorgir la qüestió de quin dels fills de Yi havia de succeir al seu pare com a rei de Joseon. Tot i que Yi Bang-won, cinquè fill de Taejo amb la reina Sineui, havia contribuït més a ajudar a l'ascens al poder del seu pare, el primer ministre Jeong Dojeon i Nam Eun van utilitzar la seva influència sobre el rei Taejo per proposar el seu vuitè fill (segon fill amb la reina Sindeok), el príncep Uian (Yi Bang-seok) com a príncep hereu el 1392.
Aquest conflicte va sorgir principalment perquè Jeong Do-jeon, que va donar forma i va establir la base ideològica, institucional i jurídica del nou regne més que ningú, veia Joseon com un regne encapçalat per ministres designats pel rei, mentre que Yi Bang-won volia establir. una monarquia absoluta governada directament pel rei. Amb el suport de Taejo, Jeong Do-jeon va limitar el poder de la família reial en prohibir la participació política dels prínceps i en intentar desmantellar els exèrcits privats dels prínceps. Ambdós bàndols eren conscients de l'odi entre ells i es preparaven per atacar primer.
Després de la mort sobtada de la reina Sindeok, mentre el rei Taejo encara estava de dol per la seva segona esposa, Yi Bangwon va colpejar primer, va assaltar el palau i va matar Jeong Dojeon i els seus partidaris, així com els dos fills de la reina Sindeok (els seus germanastres), inclòs el príncep hereu el 1398. Aquest incident es va conèixer com la Primera Lluita dels Prínceps.
Horroritzat pel fet que els seus fills estiguessin disposats a matar-se per la corona, i esgotat psicològicament per la mort de la seva segona esposa, el rei Taejo va abdicar i immediatament va coronar el seu segon fill Yi Banggwa com a rei Jeongjong. Un dels primers actes del rei Jeongjong com a monarca fou revertir la capital a Kaesong, on es creu que se sentia molt més còmode, lluny de la tòxica lluita pel poder. No obstant això, Yi Bangwon va conservar el poder real i aviat va entrar en conflicte amb el seu descontent germà gran, Yi Banggan, que també anhelava poder. L'any 1400, la tensió entre la facció de Yi Bang-won i els partidaris de Yi Bang-gan era tan forta que va esdevenir un conflicte total que es va conèixer com la Segona Lluita dels Prínceps. Després de la lluita, el derrotat Yi Banggan va ser exiliat a Dosan mentre els seus partidaris eren executats. Totalment intimidat, el rei Jeongjong va investir immediatament Yi Bangwon com a hereu presumptiu i va abdicar voluntàriament. Aquest mateix any, Yi Bangwon va assumir per fi el tron de Joseon com a rei Taejong, tercer rei de Joseon.

#### Consolidació del poder reial
Al principi del regnat de Taejong, l'antic rei Taejo es va negar a renunciar al segell reial que significava la legitimitat del govern de qualsevol rei. Tot i això, Taejong va posar en marxa polítiques que creia que demostrarien la seva capacitat per governar. Un dels seus primers actes com a rei va ser abolir el privilegi que havien tingut molts membres de la classe alta i de l'aristocràcia fins aleshores: poder tenir exèrcits privats. La seva revocació d'aquests drets per formar forces independents va eliminar la seva capacitat per organitzar revoltes a gran escala i va augmentar dràsticament el nombre d'homes emprats a l'exèrcit nacional. La següent decisió va ser revisar la legislació vigent sobre la tributació de la propietat de la terra, així com un registre de població. Amb el descobriment de terres prèviament ocultes, els ingressos de l'estat es van duplicar.
El 1399, Taejong havia tingut un paper important en el desmantellament de Dopyeong, una assemblea dels temps de l'antiga administració estatal que tenia el monopoli del poder judicial sota el debilitat poder estatal de Goryeo, a favor del consell d'estat de Joseon, (hangul 의정부 hanja 議政府) un nou òrgan del poder central al voltant del rei i dels seus edictes. Després d'implementar les seves decisions inicials, el rei Taejong va redactar un nou decret, segons el qual totes les decisions aprovades pel Consell d'Estat només podien entrar en vigor amb l'aprovació del rei. Això va acabar amb el costum dels ministres i assessors de la cort de prendre decisions mitjançant debats i negociacions entre ells, amb la qual cosa s'aplegava més poder en mans del rei. Aleshores, Taejong va establir la seva pròpia oficina, 
coneguda com l'oficina Sinmun, on els residents podien presentar casos si havien estat tractats injustament o amenaçats per funcionaris del govern o per l'aristocràcia. Tanmateix, Taejong va mantenir intactes les reformes de Jeong Do-jeon en la seva major part. A més, Taejong va executar o exiliar molts dels seus partidaris que l'havien ajudat a pujar al tron per tal d'enfortir la seva pròpia autoritat reial. Per limitar la influència dels seus parents, també va matar els quatre germans de la seva reina i el seu fill Sejong. Taejong segueix sent una figura controvertida que va matar molts dels seus rivals i familiars per aconseguir el poder i, tanmateix, va governar amb eficàcia per millorar la vida de la població, va reforçar la defensa nacional i va establir una base sòlida per al govern del seu successor Sejong.

#### Sejong el Gran

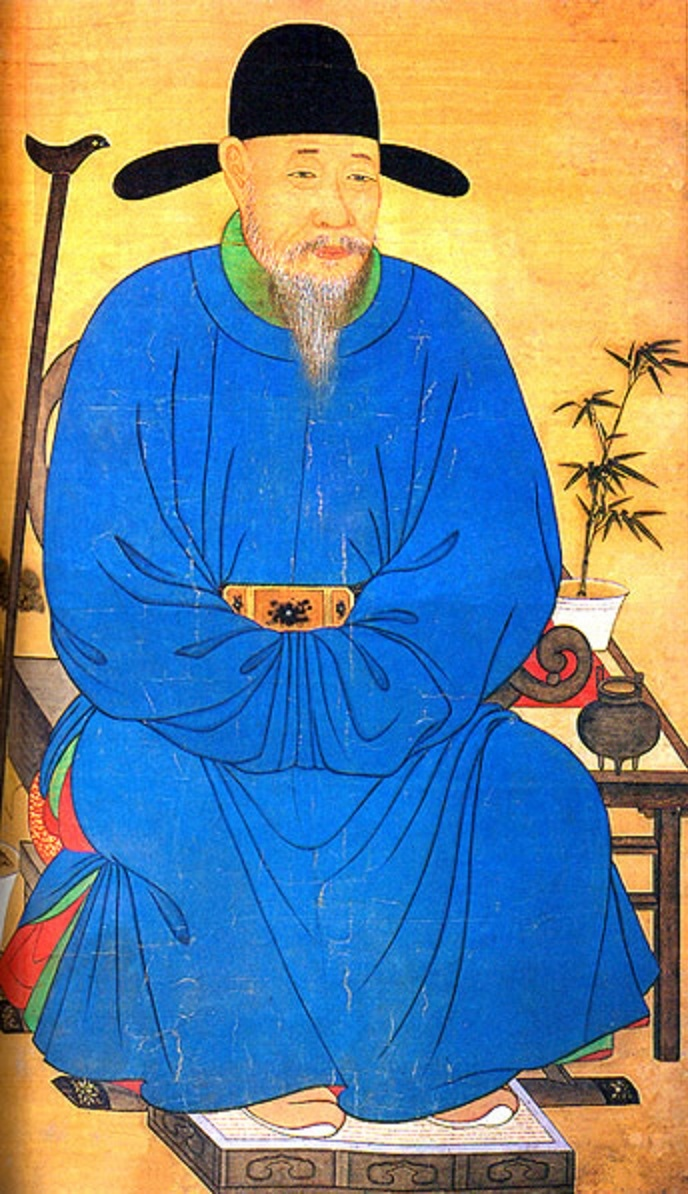
Retrat de Ha Yeon que va servir com a yeonguijeong durant el regnat del rei Sejong.

Una pàgina del Hunmin Jeong-eum Eonhae, una traducció parcial del Hunminjeongeum, la promulgació original de l'alfabet coreà.

L'agost de 1418, després de l'abdicació de Taejong dos mesos abans, Sejong el Gran va pujar al tron. El maig de 1419, el rei Sejong, sota el consell i la guia del seu pare Taejong, es va embarcar en l'expedició oriental de Gihae per eliminar les molèsties dels waegu (pirates costaners) que havien estat operant des de l'illa de Tsushima.
El setembre de 1419, el dàimio de Tsushima, Sadamori, va capitular davant la cort de Joseon. El 1443, es va signar el tractat de Gyehae, que atorgava al dàimio de Tsushima el dret de comerciar amb Corea amb 50 vaixells l'any, a canvi d'enviar tributs a Corea i ajudar a aturar qualsevol incursió pirata costanera dels waegu als ports coreans.
A la frontera nord, Sejong va establir quatre forts i sis posts fronterers (hanja:四郡六鎭; hangul: 사군육진) per protegir la població dels jurtxets, que més tgard es convertirien en manxús. El 1433, Sejong va enviar el general Kim Jong-seo al nord per defensar-se dels jurtxets. La campanya militar de Kim va capturar diversos castells, va continuar cap al nord i va recuperar l'antiga terra coreana, aproximadament on es troba la posterior frontera coreana-xinesa.
Durant el govern de Sejong, Corea va contemplar avenços en ciències naturals, agricultura, literatura, medicina tradicional xinesa i enginyeria. L'èxit de Sejong en diverses àrees va fer que després de la seva mort se li donés el títol de "el Gran". La contribució més recordada del rei Sejong és la creació del hangul, l'alfabet coreà, el 1443; L'ús quotidià del hanja per a l'escriptura finalment va ser superat pel hangul a la meitat posterior del segle xx.

#### Sis ministres màrtirs
Després de la mort del rei Sejong, el seu fill Munjong va continuar el llegat del seu pare, però aviat va morir de malaltia el 1452, només dos anys després de la coronació. El va succeir el seu fill de dotze anys, Danjong. Com que era massa jove per governar, el govern del regne va recaure en el conseller en cap d'estat, Hwangbo In, i en el general Kim Jong-seo, juntament amb la seva germana, la princesa Gyeonghye, que li feia de tutora.No obstant això, l'oncle de Danjong, Sejo, va aconseguir el control del govern i finalment va deposar el seu nebot per convertir-se en el setè rei de Joseon el 1455. El 1456, el rei Sejo va ordenar l'execució de sis ministres, sospitosos d'haver planejat un intent d'assassinat contra el rei amb l'objectiu d'aconseguir que Danjong tornés al tron, i també va assassinar Danjong al palau de Yeongwol, on havia estat enviat a l'exili
Tot i haver arrabassat el tron al seu jove nebot, Sejo va demostrar ser almenys tan bon monarca com Taejong. Va reforçar el sistema administratiu del país, inclosos els censos, i un sistema per mobilitzar les tropes de manera eficaç. Va introduir reformes agràries per millorar l'economia i va fomentar la publicació de llibres. El més important és que va compilar el Gran Codi per a l'Administració de l'Estat, que es va convertir en la pedra angular de l'administració dinàstica i va proporcionar la primera forma de dret constitucional en forma escrita a Corea.

#### Prosperitat cultural i reformes administratives
El feble fill de Sejo, Yejong, el va succeir com a vuitè rei, però va morir dos anys més tard, el 1469. El nebot de Yejong, Seongjong, va pujar al tron. El seu regnat va estar marcat per la prosperitat i el creixement de l'economia nacional i l'ascens d'erudits neoconfucians anomenats sarim que van ser animats per Seongjong a entrar en la política de la cort. Va establir la Hongmungwan (hanja:弘文館), la biblioteca reial i el consell assessor format per erudits confucians, amb els quals parlava de filosofia i polítiques governamentals. Va inaugurar una època daurada cultural que va rivalitzar amb el regnat de Sejong amb la publicació de nombrosos llibres sobre geografia, ètica i diversos altres camps.
També va enviar diverses campanyes militars contra els jurtxets a la frontera nord el 1491, com molts dels seus predecessors. La campanya, dirigida pel general Heo Jong, va tenir èxit, i els derrotats jurtxets, liderats pel clan Udige (hanja:兀狄哈), es van retirar al nord del riu Yalu. El rei Seongjong va ser succeït pel seu fill, Yeonsangun, el 1494.

#### Purgues de literats

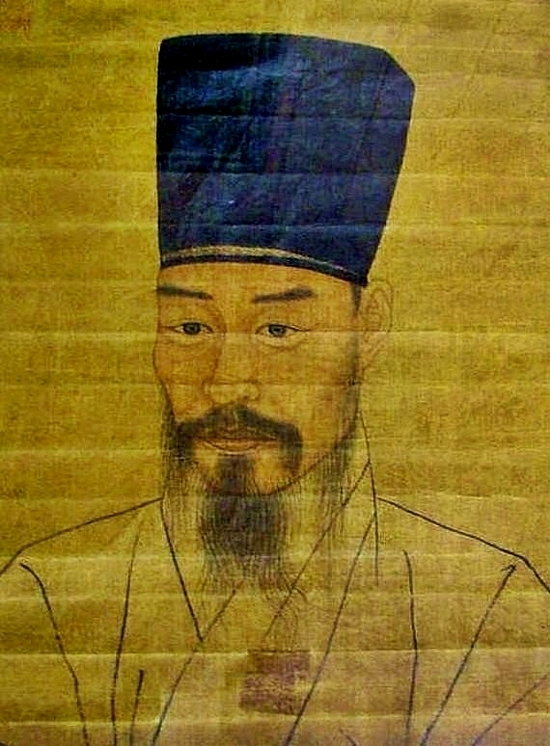
Retrat de l'erudit neoconfucià, Jo Gwang-jo 조광조 (1482–1519)

Yeonsangun és considerat sovint el pitjor tirà dels Joseon, principalment com a resultat de la persecució dels erudits entre 1498 i 1506.El seu comportament es va tornar erràtic després que va saber que la seva mare biològica no era la reina Junghyeon sinó la deposada reina Yun, que es va veure obligada a beure verí després d'enverinar una de les concubines de Seongjong per gelosia i deixar una marca de rascades a la cara de Seongjong. Quan se li va mostrar una peça de roba presumptament tacada amb la sang de la seva mare com a resultat del vòmit després de beure verí, va matar dues de les concubines de Seongjong que havien acusat Yun, i va donar una espenta a la Gran Reina Insu, que després va morir. Va executar els membres del govern que havien donat suport a la mort de Yun juntament amb les seves famílies. També va executar erudits sarim per escriure frases crítiques sobre com Sejo havia usurpat el tron.
Yeonsangun també es va apoderar de mil dones de les províncies per servir com a animadores del palau i es va apropiar del Sungkyunkwan com a lloc de plaer personal. Va abolir l'Oficina de Censors, la funció de la qual era criticar les accions i polítiques inadequades del rei, i el Hongmungwan. Va prohibir l'ús del hangul després que alguns veïns haguessin criticat el rei amb cartells escrits en hangul. Després de 12 anys de desgovern, finalment va ser deposat en un cop d'estat que va donar el tron al seu germanastre Jungjong el 1506.
Jungjong fou un rei fonamentalment feble a causa de les circumstàncies que el van situar al tron, però el seu regnat també va viure un període de reformes importants dirigides pel seu ministre Jo Gwang-jo, un carismàtic líder de l'escola sarim. Va establir un sistema d'autogovern local anomenat hyangyak per enfortir l'autonomia local i l'esperit comunitari entre la gent, va intentar reduir la bretxa entre els rics i els pobres amb una reforma agrària que distribuiria les terres als agricultors de manera més equitativa i limitaria la quantitat de terra i nombre d'esclaus que una persona podia posseir, va publicar escrits confucians en dialectes locals i va intentar reduir la mida de l'aparell estatal reduint el nombre de buròcrates. Segons els Anals de la dinastia Joseon, es deia que cap funcionari no gosava d'acceptar suborns o explotar la seva posició durant aquest període perquè el rei, com a inspector general, aplicava la llei estrictament.
Les reformes radicals van ser ben rebudes pel poble, però es van trobar amb una ferotge oposició per part dels funcionaris conservadors del govern que havien ajudat Jungjong a pujar al tron. Van fer plans perquè Jungjong dubtés de la lleialtat del seu ministre Jo tot escrivint: "Jo serà el rei" (주초위왕, 走肖爲王) amb mel o aigua ensucrada a les fulles d'una morera, de manera que les erugues deixessin aquesta la mateixa frase com una mena de manifestació sobrenatural. Jo Gwang-jo va ser executat, i la majoria de les reformes van morir amb ell, i un nou període de persecució dels erudits va tenir lloc el 1519. Durant els següents 50 anys, la cort va ser devastada per lluites sagnants i caòtiques entre faccions que donaven suport a consorts i prínceps rivals.

### Període Joseon mitjà

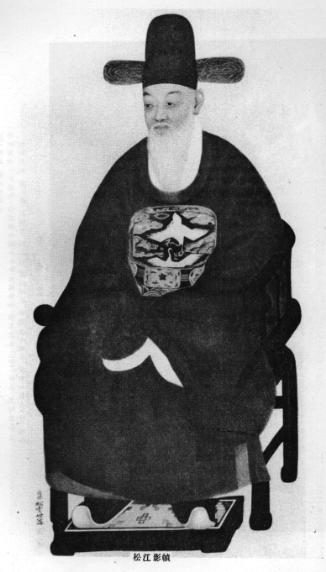
Jeong Cheol 정철 (1536-1593), cap de la facció occidental

El període intermedi del regne de Joseon va estar marcat per una sèrie d'intenses i sagnants lluites de poder entre faccions polítiques que van debilitar el país i invasions a gran escala per part del Japó i Manxúria que gairebé van enderrocar el regne.

#### Lluita entre faccions
La facció sarim que havia sofert una sèrie de derrotes polítiques durant els regnats de Yeonsangun, Jungjong i Myeongjong, va aconseguir el control del govern durant el regnat del rei Seonjo, però aviat es va dividir en faccions oposades, conegudes com els orientals i els occidentals. Al cap de dècades, els propis orientals es van dividir en els del sud i els del nord; al segle XVII els occidentals també es van dividir permanentment en els noron i els soron. Les alternances de poder entre aquestes faccions anaven sovint acompanyades de càrrecs de traïció i purgues sagnants, que iniciaven un cicle de venjança amb cada canvi de règim.
Un exemple és el cas de traïció de 1589 (기축 옥사), en què un membre de la facció oriental, Jeong Yeo-rip, va ser acusat de conspirar amb la intenció d'iniciar una revolta. Jeong havia establert un grup de partidaris que també havien rebut entrenament militar per lluitar contra els pirates japonesos. Encara hi ha incertesa sobre la finalitat del grup, que reflectia el desig d'una societat sense classes i que es va estendre a la regió de Honam. El líder de la facció occidental, Jeong Cheol, va dirigir la investigació i va utilitzar l'incident per perseguir tots els membres de la facció oriental que menys havien tingut a veure amb Jeong. Finalment, més de 1.000 persones van ser assassinades o enviades a l'exili.

#### Primeres invasions japoneses

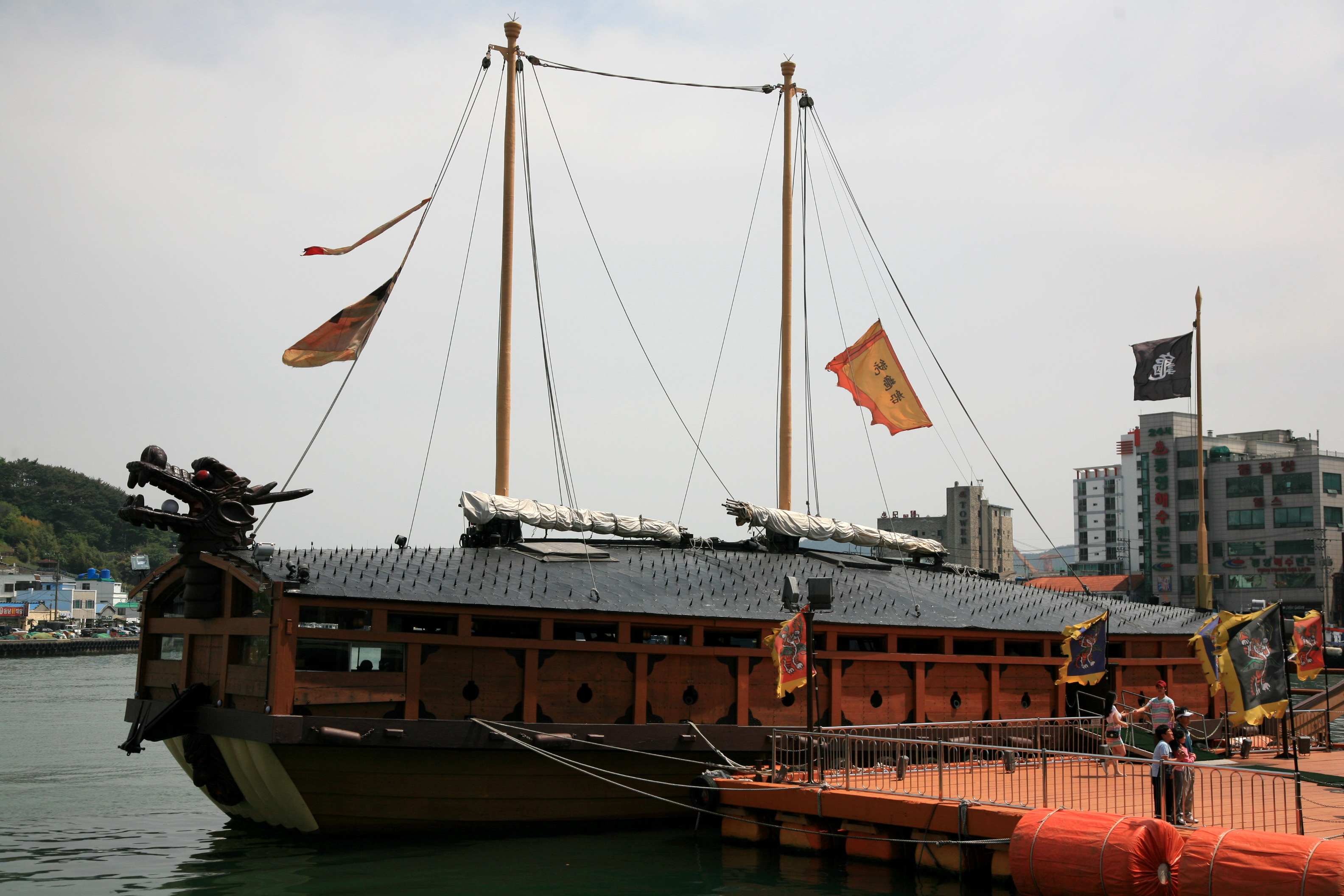
Un vaixell tortuga (rèplica)

Al llarg de la història de Corea, hi va haver freqüent pirateria al mar i bandolerisme a terra. L'únic propòsit de la marina de Joseon era assegurar el comerç marítim contra els wokou. L'armada repel·lia els pirates utilitzant una forma avançada de tecnologies de pólvora que incloïen canons i sagetes de foc en forma de singijeon desplegats per hwacha.
Durant les invasions japoneses de la dècada de 1590, Toyotomi Hideyoshi, que planejava la conquesta de la Xina Ming amb canons portuguesos, va envair Corea amb els seus dàimios i les seves tropes, amb la intenció d'utilitzar Corea com a trampolí. La divisió de faccions a la cort de Joseon, la incapacitat per avaluar la capacitat militar japonesa i els intents fallits de diplomàcia van provocar una mala preparació per part de Joseon. L'ús japonès d'armes de foc europees va fer que la major part de la part sud de la península coreana fos ocupada en pocs mesos, i tant Hanseong (actual Seül) com Pyongyang també foren ocupades.

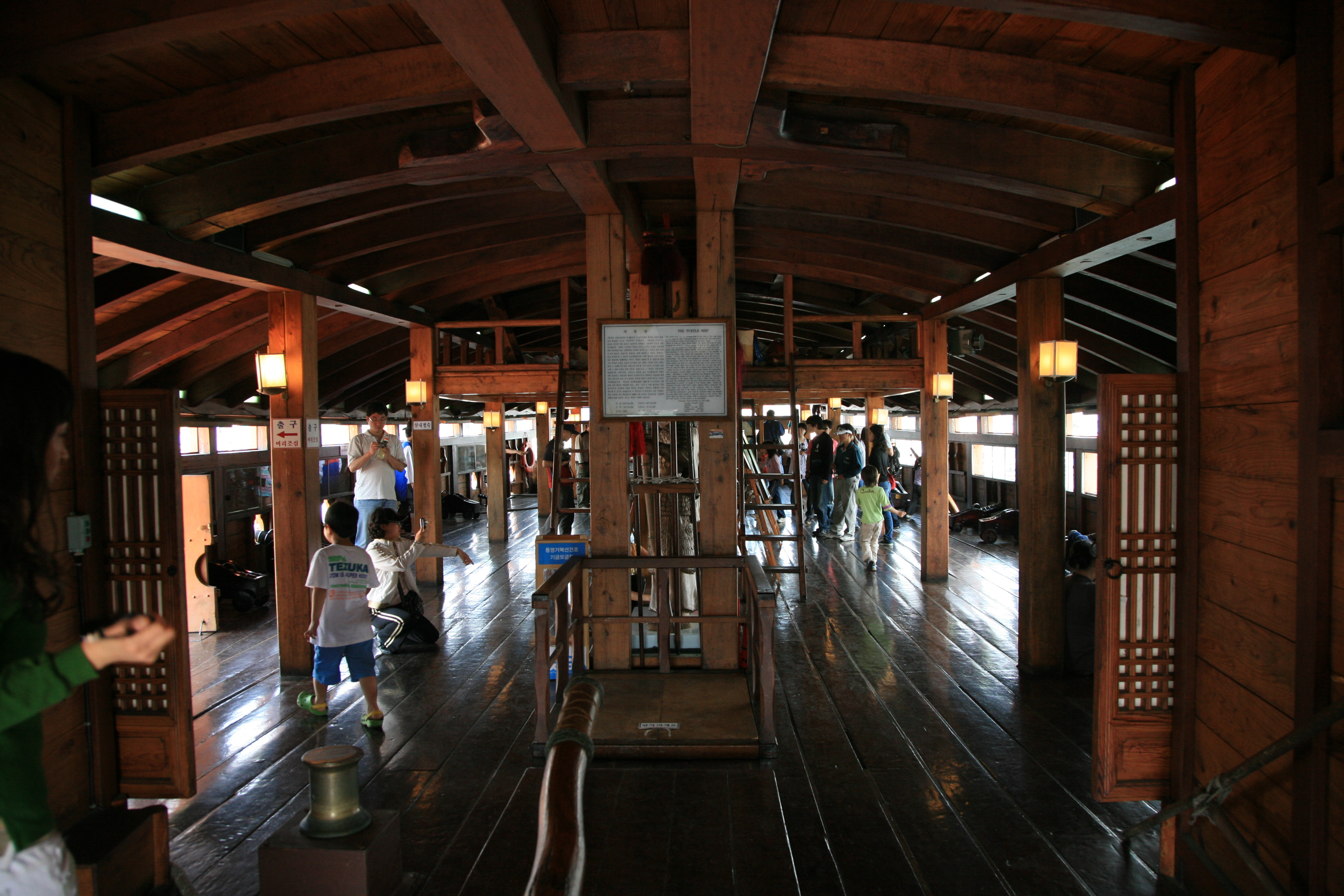
Interior d'un vaixell tortuga.

La resistència local, inclosa la guerra de guerrilles, va frenar les forces japoneses, i la invasió es va aturar completament després que l'almirall Yi Sun-sin destruís la flota d'invasió japonesa. Corea va aconseguir el control de les rutes marítimes, la qual cosa obstaculitzà greument les línies de subministrament japoneses. A més, la Xina Ming va intervenir al costat dels coreans, i va enviar una gran força el 1593 que, juntament amb els soldats coreans, va fer retrocedir els soldats japonesos.
Durant la guerra, els coreans van desenvolupar poderoses armes de foc i els vaixells tortuga. Les forces Joseon i Ming van derrotar els japonesos, però a un preu elevat. Després de la guerra, les relacions entre Corea i Japó van quedar totalment suspeses fins al 1609.

#### Invasions manxús

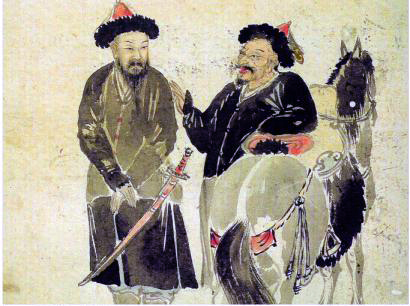
Una pintura coreana que representa dos guerrers jurtxets i els seus cavalls

Després de les invasions japoneses, la península de Corea va quedar devastada. Mentrestant, Nurhaci (r. 1583–1626), el cap dels jianzhou jurchens, estava unificant les tribus jurtxets de Manxúria en una forta coalició que el seu fill Huang-Taiji (r. 1626––1643) acabaria rebatejant com a "manxús". Després de declarar set greuges contra la Xina Ming el 1618, Nurhaci i els Ming es van involucrar en diversos conflictes militars. En aquestes ocasions, Nurhaci va requerir l'ajuda de Gwanghaegun de Joseon (r.1608–1623), la qual cosa posà l'estat coreà en una posició difícil perquè la cort Ming també demanava ajuda.Gwanghaegun va intentar mantenir la neutralitat, però la majoria dels seus funcionaris es van oposar a ell per no donar suport a la Xina Ming, que havia salvat Joseon durant les invasions de Hideyoshi.
El 1623, Gwanghaegun va ser deposat i substituït per Injo de Joseon (r. 1623–1649), que va bandejar els partidaris de Gwanghaejun. Revertint la política exterior del seu predecessor, el nou rei va decidir donar suport obertament als Ming, però el 1624 va esclatar una rebel·lió liderada pel comandant militar Yi Gwal, i va destrossar les defenses militars de Joseon al nord.Fins i tot després d'acabar l'aixecament, el rei Injo va haver de dedicar forces militars per garantir l'estabilitat de la capital, fet que deixava menys soldats per defensar les fronteres del nord.
L'any 1627, un exèrcit de 30.000 jurchens liderat pel nebot de Nurhaci, Amin, va envair les defenses de Joseon.Després d'una campanya llampec, assistida pels yangban del nord que havien donat suport a Gwanghaegun, els jurchens van imposar un tractat que va obligar Joseon a acceptar "relacions fraternes" amb el regne dels jurchens. Com que Injo va persistir en les seves polítiques antimanxús, l'emperador Qing Huang-Taiji va enviar una expedició punitiva de 120.000 homes a Joseon el 1636.Derrotat, el rei Injo es va veure obligat a acabar amb les seves relacions amb els Ming i reconèixer, en canvi, els Qing com a suzeranis.El successor d'Injo, Hyojong de Joseon (r. 1649–1659) va intentar formar un exèrcit per allunyar els seus enemics i conquerir els Qing per venjar-se, però mai va poder actuar segons els seus designis.
Malgrat el restabliment de les relacions econòmiques i entrar oficialment al sistema tributari imperial xinès, els líders i intel·lectuals de Joseon es van mantenir ressentits amb els manxús, als quals consideraven bàrbars. Molt després de sotmetre's als Qing, la cort de Joseon i molts intel·lectuals coreans van continuar utilitzant els períodes de regnat Ming, com quan un erudit va marcar el 1861 com "l'any 234 de Chongzhen".

### Darrer període Joseon

#### Aparició del silhak i renaixement dels Joseon

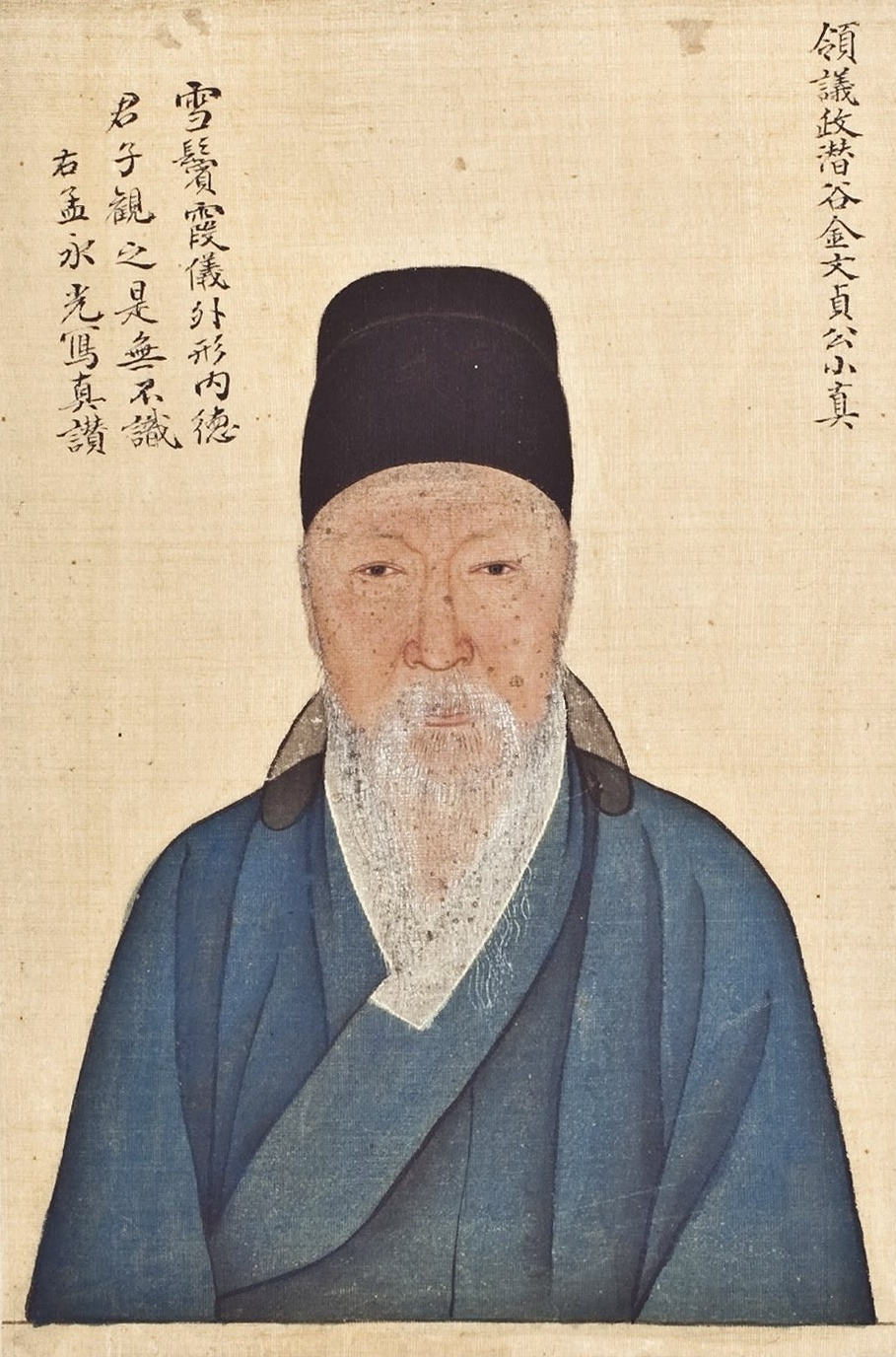
Retrat de Kim Yuk 김육 (1570–1658) un dels primers filòsofs silhak del període Joseon

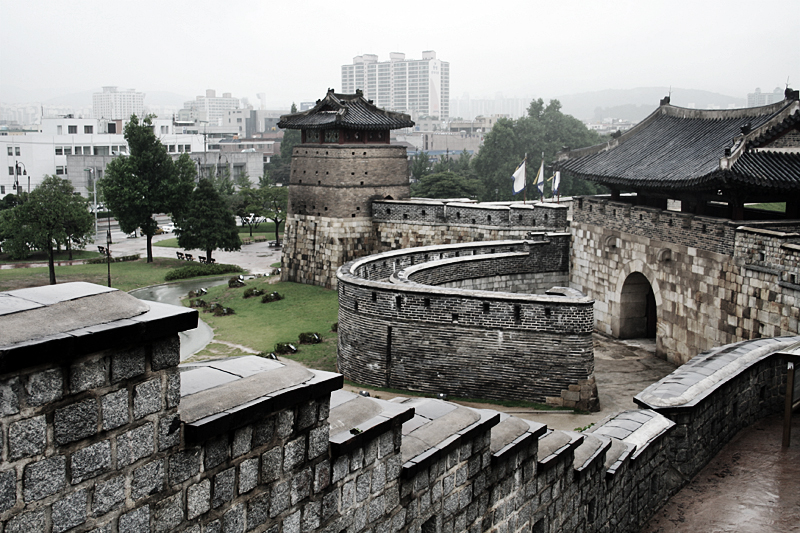
Fortalesa de Hwaseong a Suwon

Després de les invasions del Japó i Manxúria, Joseon va viure un període de pau de gairebé 200 anys. Joseon va ser testimoni de l'aparició del silhak (aprenentatge pràctic). El primer grup d'estudiosos del silhak defensava una reforma integral dels exàmens de la funció pública, la fiscalitat, les ciències naturals i la millora de les tècniques agrícoles i de gestió. Pretenia reconstruir la societat Joseon després que hagués estat devastada per les dues invasions. Sota el lideratge de Kim Yuk, el primer ministre del rei Hyeonjong, es van implementar les reformes, que van demostrar tenir beneficis significatius, tant per als ingressos del Tresor com també per a la majoria dels camperols.
El conflicte entre faccions va créixer amb particular intensitat, especialment sota els regnats dels reis Sukjong i Gyeongjong, amb importants i ràpids de la facció governant, coneguda com a hwanguk (hanja 換局; literalment canvi en l'estat de les coses). Per tant, els següents reis, Yeongjo i Jeongjo, van implantar una política molt estricta, anomenada tangpyeongchaek (hanja 蕩平策) on ningú no es veia afavorit i tothom era tractat per igual. Els individus eren reclutats per a l'administració de l'estat independentment de la facció política a què pertanyien.
El rei Yeongjo i el rei Jeongjo van liderar el renaixement del regne de Joseon. El net de Yeongjo, Jeongjo, va dur a terme diverses reformes durant el seu regnat, la més coneguda va ser potser l'establiment de la Biblioteca Reial Gyujanggak en un intent de millorar la posició cultural i política de Joseon. El rei Jeongjo també va liderar diverses iniciatives socials i va obrir l'aparell estatal a persones que normalment no hi haurien pogut accedir a causa del seu estatus i posició socials. El rei Jeongjo va tenir el suport de molts dels estudiosos del silhak. El regnat del rei Jeongjo també va contemplar el creixement i desenvolupament de la cultura popular de Joseon. Els estudiosos del silhak van animar l'estat a reflectir les tradicions i estils de vida dels seus habitants i van establir estudis sobre la història de Corea, geografia, epigrafia i llengua.

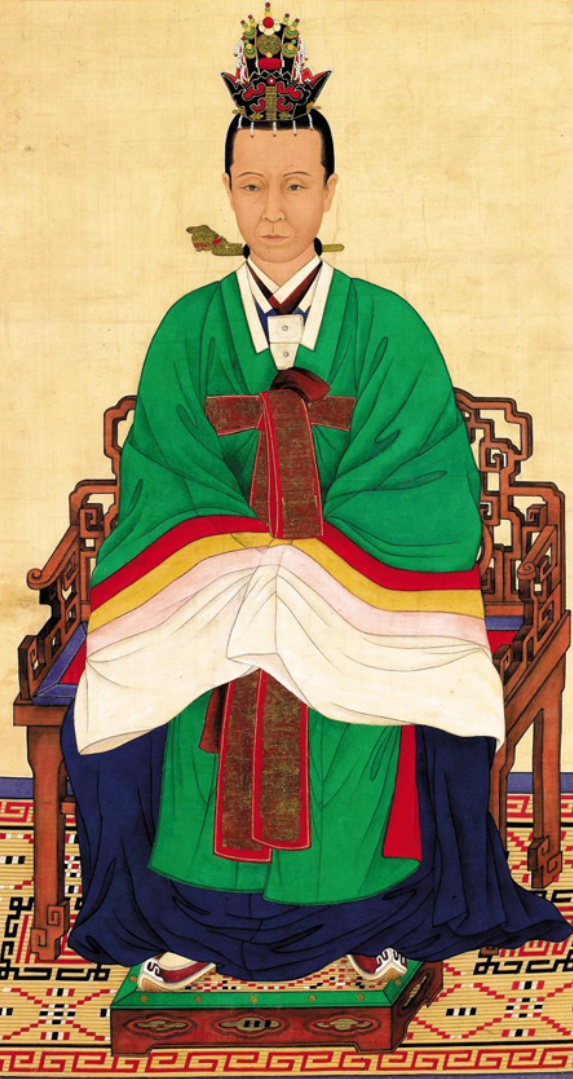
Sinjeong, reina regent de Joseon. Va servir com a regent nominal de Joseon, i va seleccionar Gojong per col·locar-lo al tron.

#### Decadència
Després de la mort del rei Jeongjo, els Joseon es van haver d'enfrontar a problemes externs i interns difícils. Internament, els fonaments de la llei i l'ordre nacionals es van afeblir com a resultat de la sedo jeongchi, hangul 세도 정치, hanja 勢道政治 ("política del parentiu") per part dels parents de la família reial.
El jove rei Sunjo va succeir el rei Jeongjo el 1800. Amb la mort de Jeongjo, la facció del Patriarca Intransigent va prendre el poder amb la regència de la reina vídua Jeongsun, la família de la qual tenia forts lligams amb els intransigents, i va iniciar una persecució dels catòlics. Però després de la retirada i mort de la reina vídua, els intransigents van ser derrocats gradualment i la facció noron, inclosa la família Andong Kim de Kim Jo-sun, pare de la reina Sunwon, va aconseguir el poder. A poc a poc els Andong Kim van arribar a dominar la cort.
Amb el domini dels Andong Kim, va començar l'era de la sedo jeongchi. El poder estava en mans de les reines (la mare del nen rei) familiars i funcionaris favorits. Aquests reis no tenien autoritat monàrquica i no podien dirigir el govern. Els yangban d'altres famílies, aclaparats pel poder exercit pels parents reials, no podien parlar. A mesura que el poder es concentrava en mans dels llinatge reial dels parents, hi va haver desordre en el procés de govern i la corrupció es va fer rampant. S'oferien grans sumes en suborn als llinatges poderosos per obtenir càrrecs amb un rang nominalment alt. Fins i tot els càrrecs de baix rang es compraven i venien. A més de la lluita pel poder, durant aquesta època Joseon fou devastat per inundacions, fam i epidèmies, un fet que van augmentar la insatisfacció de la gent, i va provocar l'esclat de nombrosos aixecaments i disturbis.

#### Final de la dinastia

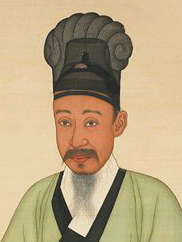
Heungseon Daewongun 흥선 대원군(이하응)

El 1863 el rei Gojong va pujar el tron. El seu pare, el regent Heungseon Daewongun, va governar per ell fins que Gojong va arribar a l'edat adulta. Durant mitjans de la dècada del 1860 el regent va ser el principal defensor de l'aïllacionisme i l'instrument de la persecució dels catòlics nadius i estrangers, una política que va conduir directament a la campanya francesa contra Corea el 1866. Els primers anys del seu govern també van ser testimonis d'un gran esforç per restaurar el ruïnós palau de Gyeongbok, seu de l'autoritat reial. Durant el seu regnat, el poder i l'autoritat dels favorits, com els Andong Kim, van disminuir bruscament. Per desfer-se de les famílies Andong Kim i Pungyang Cho, va promoure persones sense fer referència a partits polítics o afiliacions familiars, i per reduir les càrregues del poble i consolidar la base de l'economia de la nació, va reformar el sistema fiscal. El 1871, les forces estatunidenques i coreanes es van enfrontar en un intent estatunidenc de "diplomàcia de canoneres", després de l'incident del "General Sherman" de 1866.
El 1873, el rei Gojong va anunciar que assumia el govern reial. Amb la posterior retirada de Heungseon Daewongun, la futura reina Min (més tard anomenada emperadriu Myeongseong) es va convertir en un poder a la cort, i va col·locar la seva família en alts càrrecs de la cort.
El Japó, després de la Restauració Meiji, va adquirir tecnologia militar occidental i va obligar Joseon a signar el tractat de Kanghwa el 1876 després de l'incident de l'illa Ganghwa, pel qual s'obrien tres ports al comerç i es concedia als japonesos l'extraterritorialitat.

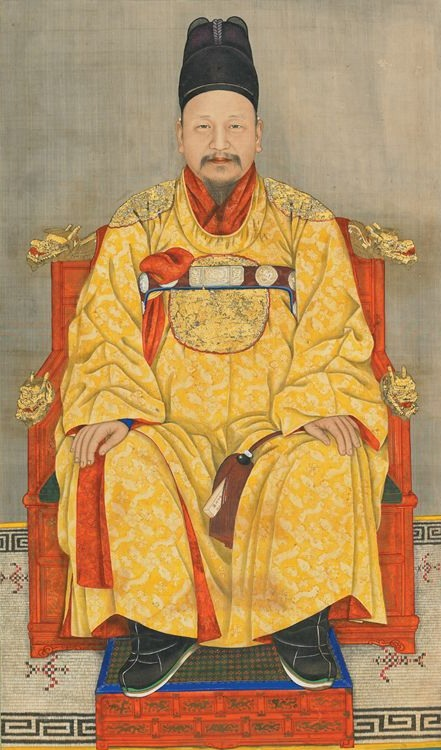
L'emperador Gojong

Molts coreans menyspreaven les influències japoneses i estrangeres sobre la seva terra i el corrupte govern opressor de la dinastia Joseon. El 1881 es va formar el Byeolgigun, una moderna unitat militar d'elit, amb instructors japonesos. Els sous dels altres soldats es van veure frenat i l'any 1882 els soldats amotinats van atacar els oficials japonesos i fins i tot van obligar la reina a refugiar-se al camp. La legació japonesa va ser destruïda pels amotinats i els diplomàtics japonesos es van veure obligats a fugir del país. Quan es va restablir l'ordre, el govern japonès va exigir danys i altres concessions al govern coreà mitjançant el tractat de Chemulpo. Port Hamilton va ser ocupat breument per la Royal Navy el 1885.
El 1894, la revolució camperola de Donghak va contemplar els agricultors aixecar-se en una rebel·lió massiva, amb el líder camperol Jeon Bong-jun derrotant les forces del governant local Jo Byong-gap a la batalla de Go-bu l'11 de gener de 1894; després de la batalla, les propietats de Jo van ser lliurades als camperols. Al maig, l'exèrcit camperol havia arribat a Jeonju, i el govern de Joseon va demanar ajuda al govern de la dinastia Qing per acabar amb la revolta.
Els Qing van enviar 3.000 soldats i els rebels van negociar una treva, però els japonesos van considerar la presència dels Qing com una amenaça i van enviar 8.000 soldats propis, que s'apoderaren del Palau Reial de Seül i instal·laren un govern pro-japonès el 8 de juny de 1894. Això aviat es va convertir en la Primera Guerra sino-japonesa (1894–1895) entre el Japó i la Xina Qing, lliurada principalment a Corea.
L'emperadriu Myeongseong (coneguda com a "Reina Min") havia intentat contrarestar la interferència japonesa a Corea i estava considerant recórrer a l'Imperi Rus i a la Xina per obtenir suport. El 1895, l'emperadriu Myeongseong va ser assassinada per agents japonesos. El ministre japonès a Corea, el tinent general vescomte Miura gairebé segur que va orquestrar el complot contra ella. Un grup d'agents japonesos va entrar al Palau Reial de Gyeongbokgung a Seül, que estava sota control japonès,i la reina Min va ser assassinada. Posteriorment, el seu cos fou violat, ruixat amb oli i cremat.
Els Qing van reconèixer la derrota al Tractat de Shimonoseki (17 d'abril de 1895), que garantia oficialment la independència de Corea de la Xina. [40] Va ser un pas cap al Japó aconseguint l'hegemonia regional a Corea. La cort de Joseon, pressionada per la invasió de poders més grans, va sentir la necessitat de reforçar la integritat nacional i va declarar l' Imperi coreà, juntament amb la reforma de Gwangmu el 1897. El rei Gojong va assumir el títol d' emperador.per tal d'afirmar la independència de Corea. A més, es van buscar altres potències estrangeres per a tecnologia militar, especialment Rússia, per defensar-se dels japonesos. Tècnicament, el 1897 marca la fi del període Joseon, ja que es va canviar el nom oficial de l'imperi; tanmateix, la dinastia Joseon encara regaria, encara que pertorbada pel Japó i Rússia.
Els Qing van reconèixer la derrota al tractat de Shimonoseki (17 d'abril de 1895), que garantia oficialment la independència de Corea de la Xina.Va ser un pas cap a l'assoliment, per part del Japó, de l' hegemonia regional a Corea. La cort de Joseon, pressionada per la invasió de poders més grans, va sentir la necessitat de reforçar la integritat nacional i va declarar l'Imperi coreà, juntament amb la reforma de Gwangmu el 1897. El rei Gojong va assumir el títol d' emperador, per tal d'afirmar la independència de Corea. A més, es van buscar altres potències estrangeres per a tecnologia militar, especialment Rússia, per defensar-se dels japonesos. Tècnicament, el 1897 marca la fi del període Joseon, ja que es va canviar el nom oficial de l'imperi; tanmateix, la dinastia Joseon encara regnaria, tot i que pertorbada pel Japó i Rússia.
En una complicada sèrie de maniobres i contramaniobres, el Japó va fer retrocedir la flota russa a la batalla de Port Arthur el 1905. Amb la conclusió de la Guerra russo-japonesa de 1904-1905 amb el tractat de Portsmouth, el camí estava obert per al Japó per prendre el control de Corea. Després de la signatura del tractat d'Eulsa el 1905, Corea es va convertir en un protectorat del Japó. El príncep Itō va ser el primer resident general de Corea, tot i que va ser assassinat per l'activista independentista coreà An Jung-geun el 1909 a l'estació de tren de Harbin. El 1910 l'Imperi japonès finalment es va annexionar Corea.

## Govern
El regne de Joseon era una monarquia altament centralitzada i una burocràcia neoconfuciana tal com va codificar el Gyeongguk daejeon, una mena de constitució de Joseon.

### Rei

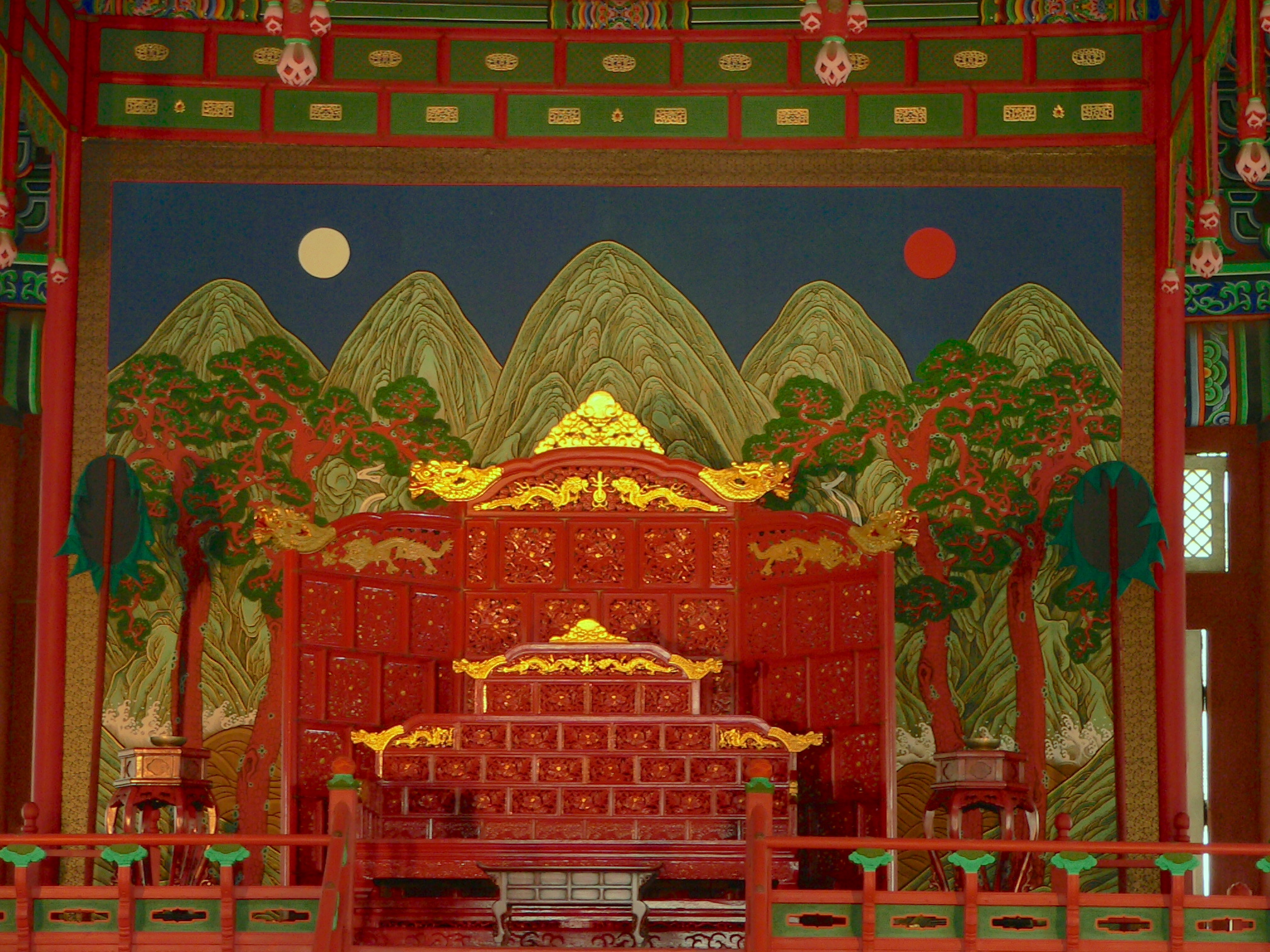
El tron del fènix del rei de Joseon a Gyeongbokgung

Estendard reial del rei de Joseon

El rei tenia autoritat absoluta, però el poder real del rei variava segons les condicions polítiques imperants. Estava lligat per tradicions, decisions dels reis anteriors, el Gyeongguk daejeon i la doctrina confuciana. El rei exigia una lleialtat absoluta als seus funcionaris i súbdits, però s'esperava que els funcionaris havien de guiar el rei en cas que creguessin que estava fent alguna cosa estúpida o dolenta. Es considerava que els desastres naturals es produïen a causa dels errors del rei i, per tant, els reis de Joseon eren molt sensibles a aquests fets. Durant les sequeres o altres catàstrofes, que sovint es repetien, el rei acceptava sovint les crítiques tant dels funcionaris com dels habitants, i fos el que fos el que haguessin de dir o escriure, estaven protegits de la persecució per la llei (tot i que hi havia algunes excepcions).
La comunicació directa entre el rei i la gent comuna era possible mitjançant el sistema de peticions escrites sangeon (hangul 상언 ;hanja 上言) i el sistema de peticions orals gyeokjaeng (hangul 격쟁 ; hanja 擊錚). Mitjançant el sistema de peticions orals gyeokjaeng, els plebeus podien colpejar un gong o un tambor davant del palau o durant les processons públiques del rei per apel·lar directament les seves queixes o peticions al rei. Això permetia que fins i tot els membres analfabets de la societat Joseon fessin una petició al rei. A l'Ilseongnok es registren més de 1.300 relats relacionats amb el gyeokjaeng.

#### Segells reials

Segell utilitzat del 1392 al 1401.
Segells utilitzats simultàniament a la dinastia Ming, de 1401 a 1637.[53]
Segells utilitzats simultàniament a la dinastia Qing - utilitzats entre 1637[54]i 1653.[55]
Segell utilitzat simultàniament a la dinastia Qing - entre 1653 i 1776.[56]
Segell utilitzat simultàniament a la dinastia Qing, entre 1776 i 1876.
El segell es va produir el 15 de desembre de 1876 per utilitzar-lo en documents estatals relacionats amb el Japó.
"Daegunjubo" dissenyat per substituir l'antic "Joseongukwangjiin", utilitzat com a segell del rei per a documents, com ara els documents de nomenament d'alts càrrecs governamentals i les ordenances proclamades a Corea.- Entre 1882 i 1897[57]
"DaejoseonDaegunjubo" es va utilitzar com "el segell de l'estat" per a les credencials en les relacions diplomàtiques amb altres països. : entre 1882[57]

### Funcionaris
Els funcionaris governamentals estaven classificats en nou nivells, i cada nivell estava dividit en un nivell sènior i un nivell júnior. Per tant, la classificació anava des del primer nivell sènior (정1품, 正一品) fins al novè nivell júnior (종9품, 從九品). La promoció s'aconseguia per l'edat o mitjançant un reial decret basat en un examen o recomanació estatal. Els oficials del 1r grau superior al 3r grau superior portaven túnica vermella. Els del 3r al 6è vestien de blau. Els de grau inferior portaven túnica verda.
El càrrec de funcionari sovint donava un estatus de yangban, un títol nobiliari que podia ser heretat durant tres generacions. Per obtenir aquest títol, calia aprovar una sèrie d'exàmens gwageo. Aquests presentaven tres variants, literària, militar i variada, i l'examen literari era el més prestigiós. Moltes dels càrrecs clau, incloses les tres oficines del Samsa, només estaven oberts als graduats amb titulacions literàries.
L'examen literari comportava una sèrie de quatre proves, i s'havien d'aprovar totes per ser funcionari. 33 candidats escollits d'aquesta manera passarien a l'examen final, davant el rei. El candidat amb la puntuació més alta seria nomenat per a un càrrec de 6è rang junior (un salt de sis rangs). Els dos candidats amb les següents puntuacions més altes serien designats per a un càrrec de 7è rang júnior. Els set candidats amb les següents puntuacions més altes serien assignats al vuitè rang junior. Els 23 candidats restants rebrien el 9è rang junior, el més baix dels 18 rangs.
Els oficials del primer nivell sènior i júnior, així com del segon nivell sènior s'anomenaven amb el títol honorífic de "dae-gam" (대감, 大監) mentre que el segon júnior i el tercer sènior rebien el nom de "yeonggam" (영감, 令監).Aquests funcionaris vestits de vermell, anomenats col·lectivament "dangsanggwan" (당상관, 堂上官), participaven en el procés de presa de decisions assistint a les reunions del consell del rei. La resta s'anomenaven "danghagwan" (당하관, 堂下官).

### Govern central

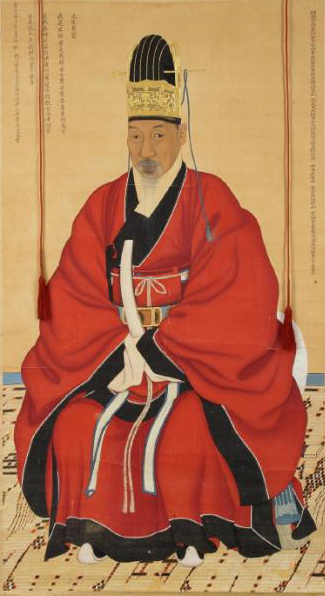
Retrat del conseller d'estat en cap (yeonguijeong) Chae Je-gong. (1720~1799)

#### Consell d'Estat
El Consell d'Estat de Joseon (Uijeongbu, 의정부, 議政府) era l'assemblea suprema del país, però el seu poder i autoritat van anar disminuint gradualment. El cap de l'assemblea (Yeonguijeong, 영의정, 領議政), el conseller d'Estat Dret (Jwauijeong, 좌의정, 左議政), i el conseller d'Estat Esquerre (Uuijeong, 우의정, 右議政) eren els màxims funcionaris del govern. Tots tres eren assistits per un ministre Esquerre (Jwachanseong, 좌찬성, 左贊成) i un ministre Dret (Uichangseong, 우찬성, 右贊成), tots dos de primer rang menor, i set oficials de rang inferior. El poder del Consell d'Estat era inversament proporcional al poder del rei. Hi va haver períodes en què controlava directament els Sis Ministeris, l'òrgan executiu suprem de la monarquia, però en general només tenia una funció assessora a un rei més fort. Els funcionaris podrien ocupar diversos càrrecs alhora.

#### Sis ministeris
Els Sis Ministeris (Yukjo, 육조, 六曹)) eren el poder executiu suprem del regne, a part del rei. Cada ministre (Panseo, 판서, 判書) ocupava el rang número tres després dels líders i ajudants del primer ministre i tots tenien un viceministre (Champan, 참판, 參判), al mateix nivell. Dels sis ministres, un era de rang superior als altres: el ministre encarregat del personal. A mesura que la influència del Consell d'Estat va disminuir amb el pas del temps, el ministre de Personal es va convertir sovint en el líder de facto dels altres ministres. Els sis càrrecs ministerials, classificats per importància, eren els següents:
- Ministeri de Personal (Ijo, 이조, 吏曹) - es preocupava principalment pel nomenament dels funcionaris.
- Ministeri d'Hisenda (Hojo, 호조, 戶曹) - polítiques fiscals, finances, censos, agricultura i política territorial.
- Ministeri de Ritus (Yejo, 예조, 禮曺) - rituals, cultura, diplomàcia, examen gwageo.
- Ministeri de Defensa (Byeongjo, 병조, 兵曺) - afers militars
  - Oficina de la Policia (Podocheong, 포도청, 捕盜廳) - oficina d'ordre públic.

- Ministeri de Justícia (Hyeongjo, 형조, 刑曺) - administració de la llei, esclavitud, càstigs.
- Ministeri de Comerç (Gongjo, 공조, 工曹) - indústria, obres públiques, producció, mineria.

#### Tres Oficines

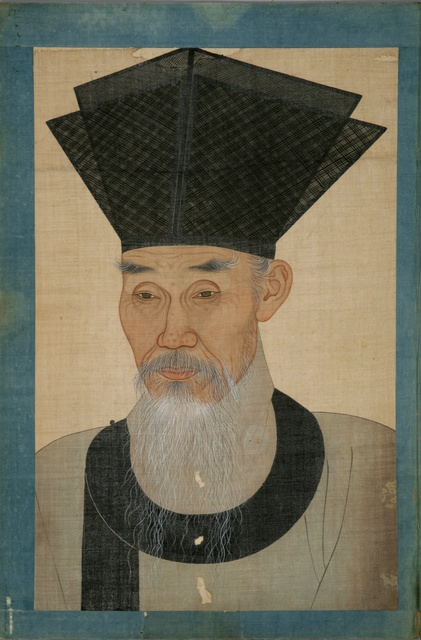
Retrat de l'inspector general Yun Bonggu (1681-1767)

Tres Oficines, o Samsa (hangul 삼사) és un nom comú per a les tres organitzacions que van servir com a principals cossos d'impressió, així com per a les finances i l'equilibri del rei i els funcionaris. Tot i que seguir el model del sistema xinès, van tenir un paper molt més destacat al govern de Joseon que els seus homòlegs xinesos. En el paper de responsable d'impressió, no tenien autoritat real per decidir o implementar polítiques, però sí que van tenir veu influent en el debat posterior.
Els funcionaris que servien a les tres organitzacions eren sovint més joves i d'un estatus inferior al d'altres funcionaris, però a canvi tenien una forta reputació acadèmica, i gaudien de privilegis i prestigi (per exemple, els que practicaven la censura podien beure alcohol en horari laboral per la seva funció de criticar el rei). Per ser nomenats, havien de passar per una revisió més exhaustiva del caràcter i els antecedents familiars. El camí més difícil cap als càrrecs més alts del sistema era a través dels òrgans de Samsa, i gairebé sempre era a partir d'aquí on es reclutaven els membres al Consell d'Estat.
- Oficina de l'Inspector General (Saheonbu, 사헌부), supervisava l'administració del poder estatal i els funcionaris tant als organismes centrals com als locals, per detectar corrupció, malversació o ineficiència. També s'encarregava de promoure la moral pública i els costums confucians i de reparar els greuges de la població. Estava encapçalat per l'Inspector General (Daesaheon·대사헌), un funcionari de segon nivell que supervisava 30 funcionaris en gran part independents.

- Oficina de la Censura (Saganwon·사간원) - la seva funció principal era protestar contra el rei si hi havia accions o polítiques incorrectes o inadequades. Els decrets importants del rei eren revisats primer pels censors, que podien demanar la seva retirada si es consideraven inadequats. També emetia opinions sobre l'estat general de les coses. Estava compost per cinc funcionaris, encapçalats pel Censor en Cap (Daesagan·대사간), de 3r rang superior.

Tot i que l'objectiu principal de l'Oficina de l'Inspector General eren els funcionaris i el de l'Oficina de la Censura era el rei, les dues oficines sovint feien les tasques de l'altra. Juntes, s'anomenaven "Yangsa" (양사) que literalment significa "tots dos oficis", i sovint treballaven conjuntament, especialment quan intentaven revertir una decisió del rei.
- L'Oficina d'Assessors Especials (Hongmungwan, 홍문관 弘文 館 s'encarregava de la Biblioteca Reial i actuava com a com a institut d'investigació per estudiar la filosofia confuciana i respondre les preguntes del rei. Els seus funcionaris assistien a conferències diàries anomenades gyeongyeon, (경연), on es parlava amb el rei d'història i de filosofia confuciana. Aquestes discussions sovint portaven a parlar d'esdeveniments polítics d'actualitat i, per tant, això també donava influència a l'Assemblea com a consellera. Estava encapçalada per un acadèmic sènior (Daejehak, 대제학), un càrrec a temps parcial que servia simultàniament en un altre alt càrrec (com ara al Consell d'Estat), així com un líder adjunt (Bujehak, 부제학), que era un alt càrrec a temps complet de nivell tres, i que de fet era qui realment dirigia l'oficina. Ser un erudit destacat era una posició molt prestigiosa a la comunitat coreana profundament confuciana. L'oficina es va establir per substituir el Saló dels Notables (Jiphyeonjeon; 집현전), que va ser liquidat pel rei Sejo arran dels cas dels Sis ministres màrtirs.

#### Altres institucions
Les principals oficines inclouen les següents:
- El Secretariat Reial (Seungjeongwon, 승정원), era un enllaç entre el rei i els departaments. Hi havia sis secretaries, una per cada departament, i tots els funcionaris eren de tercer nivell. La tasca principal era remetre els reials decrets als departaments i presentar peticions dels funcionaris i del poble al rei, però també eren consellers del rei i també ocupaven càrrecs clau a la cort del rei. Això era especialment cert pel que fa al secretari en cap reial, (도승지), que era l'enllaç amb el departament de personal i era el més proper al rei de tots els funcionaris, i sovint gaudia d'un gran poder que es derivava del favor del rei. Hong Guk-yeong (durant el regnat de Jeongjo) i Han Myeong-hwe (durant el de Sejo) són alguns exemples de secretaris reials en cap que van ser els funcionaris més poderosos del seu temps.

- L'Oficina de la Capital (Hanseongbu, 한성부) era l'encarregada de dirigir la capital, Hanyang o l'actual Seül. Era dirigida pel Panyoon (판윤), de 2n rang sènior, equivalent a l'actual alcalde de Seül.

- L'Oficina Reial d'Investigació (Uigeumbu, 의금부) era un òrgan d'investigació i execució sota el control directe del rei. Principalment tractava de traïció i altres casos greus que concernien al rei i la família reial i servien per arrestar, investigar, empresonar i executar condemnes contra els presumptes delinqüents, que sovint eren funcionaris del govern.[63]

- Els funcionaris de l'Oficina de Registres (Chunchugwan, 춘추관) escrivien, compilaven i mantenien el govern i els registres històrics. L'encapçalava un conseller d'Estat, i molts dels càrrecs eren ocupats per funcionaris que també treballaven en altres cossos. Hi havia vuit historiògrafs, l'única tasca dels quals era redactar actes de reunions per als arxius històrics.[64]

- El Seonggyungwan o Acadèmia Reial (성균관) preparava els futurs funcionaris del govern. Els que aprovaven les dues primeres etapes dels exàmens gwageo (examen literari) eren admesos al Seonggyungwan. Cada classe constava normalment de 200 estudiants, que vivien a al seu propi internat pagat per l'estat i que seguien les estrictes rutines i normes de l'escola. També servia com a santuari estatal per als savis confucians coreans. Les opinions dels estudiants sobre les polítiques governamentals, especialment les declaracions col·lectives i les manifestacions, podien ser influents, ja que representaven un consens fresc i incorrupte dels joves estudiosos. El funcionari a càrrec era el Daesaseong (대사성), de 3r rang superior, i 36 funcionaris més, inclosos els d'altres oficines, estaven implicats en la gestió de l'acadèmia.

### Govern local
Els alts funcionaris eren enviats des del govern central. De vegades, un inspector reial secret (Amhaeng-eosa·암행어사) era nomenat pel rei per viatjar d'incògnit i supervisar els funcionaris provincials. Aquests inspectors encoberts eren generalment joves funcionaris de rang inferior, però estaven investits amb autoritat reial per acomiadar funcionaris corruptes.
- Províncies (Do·도道) - Hi havia vuit províncies, cadascuna de les quals estava governada per un governador (gwanchalsa, 관찰사 觀察使), un càrrec de 2n rang menor.
- Bu(부) - oficines administratives a càrrec de les principals ciutats de les províncies. Cada bu estava dirigit pel buyoon (부윤), que equivalia al governador en rang.
- Mok (목 牧) - Hi havia vint moks, que governaven grans comtats anomenats 'ju' (주州). Estaven dirigits pel moksa (목사 牧使), de 3r rang sènior.
- Comtat (Gun·군 郡) - Hi havia vuitanta comtats a Joseon, cadascun governat per un gunsu (군수 郡守), un funcionari de quart rang júnior.
- Hyeon (현縣) - Els hyeons grans estaven governats pel hyeongryeong (현령 縣令) de 5è rang júnior, mentre que els hyeons més petits estaven governats pel hyeonggam (현감 縣監) de 6è rang júnior.

### Divisions administratives
Durant la major part del període Joseon, el país estigué dividit en vuit províncies (do; 도; 道). Els límits provincials es van mantenir sense canvis durant gairebé 500 anys, des del 1413 fins al 1895, i configuraren el paradigma geogràfic que es manté evident a la península coreana en les divisions administratives actuals, els dialectes i els costums i característiques regionals. Els noms de les vuit províncies encara estan en ús d'una forma o una altra.

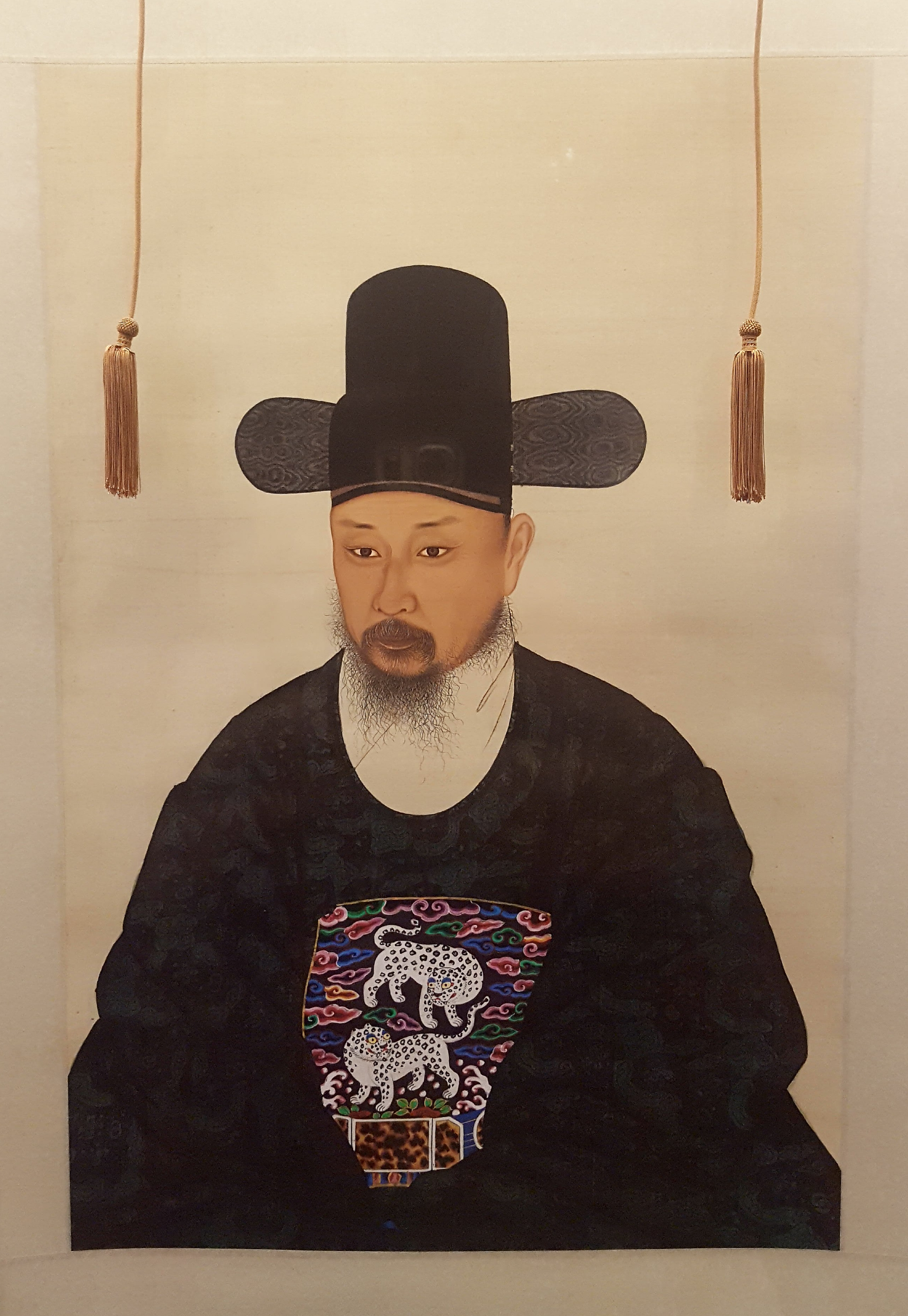
Retrat de Kim Hu (1751-1805), un oficial militar de la dinastia Joseon

### Forces armades

#### Naegeumwi
Aquests guàrdies reials eren tropes d'elit de 200 homes que custodiaven el rei, la reina i els ministres. Aquests eren soldats seleccionats personalment pel rei. Normalment portaven túnica vermella.

#### Guàrdia privada del rei
La guàrdia privada del rei estava formada per guardaespatlles personals del rei. Portaven túnica negra.

#### Exèrcit
L'exèrcit principal estava format per 50.000 soldats, i el rei nomenava els seus generals. Normalment portaven túniques blanques i negres i diversos tipus d'armadures. Constava d'infanteria, soldats d'elit o pengbaesu, cavalleria o gabsa, arquers i artilleria.

#### Marina
La marina de Joseon constava de dos tipus de vaixells de guerra principals, el panokseon i el vaixell tortuga. També utilitzava petits vaixells i barques de pesca per al reconeixement i desembarcament. El rei també nomenava els seus almiralls.

## Relacions exteriors

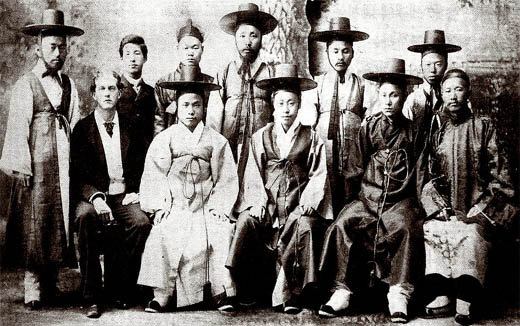
Delegació de Pobingsa (보빙사), primera delegació diplomàtica de Joseon que va visitar Occident, inclòs els Estats Units, el 1883.

Joseon va dur a terme una política aïllacionista des del segle XVII fins a finals del segle xix, ajudat per la seva experiència amb els conqueridors anteriors. Les relacions comercials i diplomàtiques foren limitades, i per això sovint se l'anomena "regne ermità". Segons Seth, el motiu de l'aïllament de Corea es troba en gran part en la seva ubicació geogràfica, cosa que la feia menys exposada a qualsevol altra cosa que no fossin les influències japoneses i xineses, a diferència dels països del sud-est asiàtic, on els europeus arribaven abans i amb més facilitat.
Seth afirma, tanmateix, que aquest adjectiu és una "exageració" perquè durant el mateix període, els xinesos i els japonesos (així com els pobles del sud-est asiàtic) eren igualment distants, i Corea no va trencar tots els vincles amb el món exterior, atès que mantenia contacte amb la Xina i el Japó, tot limitant-ne la comunicació. Als coreans no se'ls permetia viatjar a l'estranger i també es prohibia la construcció de grans vaixells. Va ser només durant els viatges diplomàtics que els funcionaris i els científics van poder viatjar als països veïns en rutes preestablertes. Les ocasionals delegacions xineses van poder entrar al país amb un procediment similar, no estaven en contacte amb ningú més que amb les persones designades, se'ls permetia d'entrar al palau per una porta especial i s'allotjaven en un edifici emmurallat separat.
Les delegacions coreanes poques vegades visitaven el Japó, fins i tot llavors principalment només a l'illa de Tsushima a l'estret de Corea. Els comerciants japonesos només podien desembarcar a Busan, on només podien romandre a l'anomenada Casa del Japó i comerciar només amb determinades persones. Les relacions comercials amb els xinesos i els japonesos, malgrat el seu caràcter limitat,foren fonts importants de noves tecnologies, però també van permetre que els moniatos, els bitxos o el tabac, ara indispensables per als coreans, entressin a l'agricultura coreana. També a través de la Xina, els estudiosos coreans es van familiaritzar amb les idees "il·lustrades" i el cristianisme.

### Xina
Tot i que la dinastia Joseon considerava el 1392 com l'any de fundació del regne Joseon, la Xina imperial no va reconèixer immediatament el nou govern a la península de Corea. El 1401, la cort Ming va reconèixer Joseon com a estat tributari en el seu sistema tributari. El 1403, l'emperador Yǒnglè va enviar una patent i un segell d'or a Taejong de Joseon, la qual cosa confirmava el seu estatus i el de la seva dinastia.
Al segle xix, la Xina s'havia enfrontat a grans disputes a causa de l'ascens d'Occident i el Japó. Aquests països, que ja havien establert un sistema d'estat sobirà, es preguntaven sobre l'"estat desconegut" de la relació entre Qing i Joseon. Els seus motius eren la Byeong-in yangyo (1866) i la Shinmiyangyo (1871). França i els Estats Units van preguntar si la guerra amb Joseon seria una invasió de la dinastia Qing i la dinastia Qing intervindria. Aleshores la Xina va respondre: "Joseon és un estat tributari, però és un estat independent i és un estat independent, però és un estat tributari". Aleshores, el món va confirmar que Joseon és un estat sobirà com qualsevol altre estat tributari de la Xina.
Tradicionalment, la Xina tenia una política de laissez-faire cap a Joseon; tot i ser tributari de la Xina, Joseon era autònom en els seus afers interns i externs, i la Xina no els manipulava ni hi interferia. Tanmateix, després de 1879, la Xina va abandonar la seva política de laissez-faire i es va implicar directament en els afers de Joseon. Aquest "canvi radical en la política de la Xina" va ser com a reacció a la creixent influència de les potències occidentals i el Japó a Joseon, i per garantir la seguretat nacional de la Xina. La nova política de la Xina cap a Joseon va ser establerta per Li Hongzhang i implementada per Yuan Shikai. Segons Ming-te Lin: "El control de Li sobre Corea del 1885 al 1894 a través de [Yuan Shikai] com a funcionari resident representava una política anacrònica d'intervenció cap a Corea."

### Gyorin
Aquesta política estratègica a llarg termini contrasta amb la diplomàcia gyorin (kyorin) (relacions de veïnatge) en els tractes amb els jurtxets, el Japó, el Regne de Ryūkyū, Siam i Java. El gyorin es va aplicar a una política exterior multinacional. La naturalesa única d'aquests intercanvis diplomàtics bilaterals va evolucionar a partir d'un marc conceptual desenvolupat pels xinesos. A poc a poc, els models teòrics s'anirien modificant, per a reflectir l'evolució d'una relació única.

### Japó
Com a pas inicial, es va enviar una missió diplomàtica al Japó l'any 1402. L'enviat de Joseon pretenia aconseguir el restabliment de relacions amistoses entre ambdós països i se li va encarregar de commemorar les bones relacions que existien en l'antiguitat. Aquesta missió va tenir èxit, i es diu que el shōgun Ashikaga Yoshimitsu va quedar favorablement impressionat per aquesta ambaixada inicial. No menys de 70 missions diplomàtiques van ser enviades des de la capital de Joseon al Japó abans de l'inici del període Edo del Japó.
Les missions recíproques s'interpretaven com un mitjà de comunicació entre els reis coreans i els shōguns japonesos de gairebé el mateix rang. Els emperadors del Japó de l'època eren testaferros sense poder polític o militar real.i els veritables governants polítics i militars del Japó amb què Joseon es comunicava eren els shoguns, que eren representats com a "magnat del Japó" en moltes comunicacions estrangeres per evitar el conflicte amb el sistema sinocèntric en què l'emperador de la Xina era la màxima autoritat, i tots els governants dels estats tributaris eren coneguts com a "reis".

## Societat

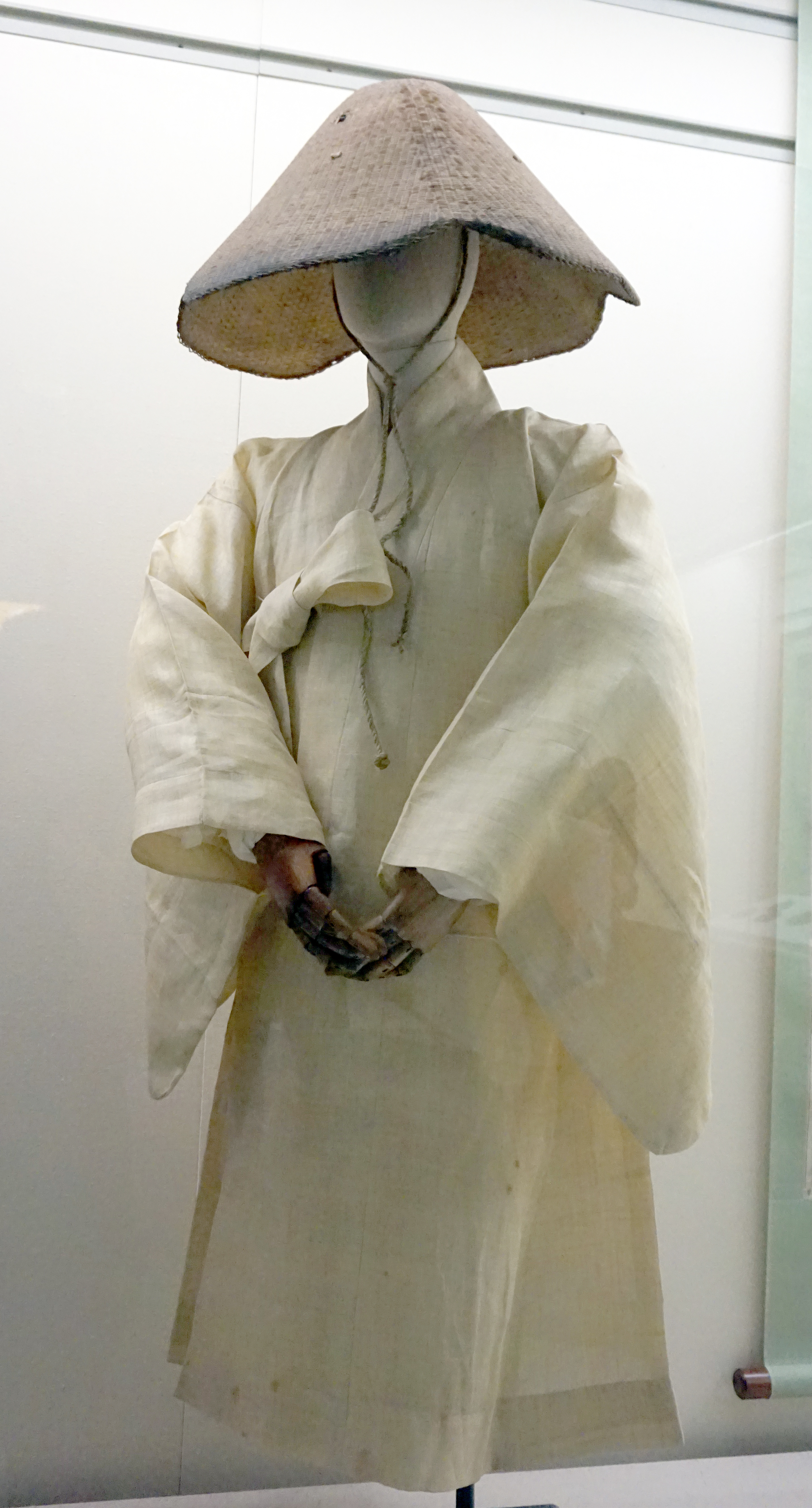
Roba de dol de dona a Joseon

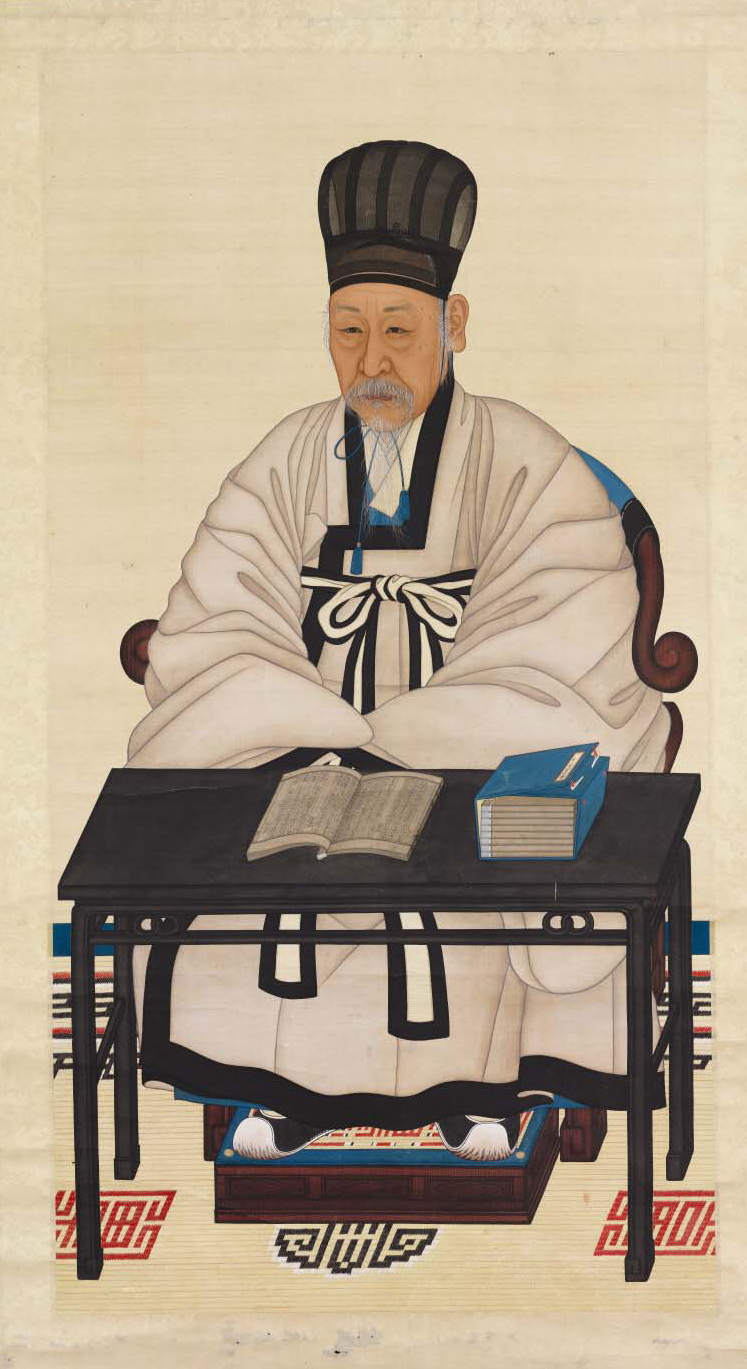
Retrat d'un buròcrata civil en el període Joseon

Les xifres exactes de la població de Corea de l'època de Joseon són discutides, ja que els registres governamentals de les llars es consideren poc fiables en aquest període. Entre 1810 i 1850, la població va disminuir aproximadament un 10% i es va mantenir estable. Abans de la introducció de la medicina moderna pel govern de l'Imperi Coreà a principis del segle xx, l'esperança de vida mitjana dels homes camperols i plebeus coreans era de 24 anys i de 26 anys per a les dones, tenint en compte la mortalitat infantil.
| Evolució de la població a Joseon | Evolució de la població a Joseon | Evolució de la població a Joseon |
| Any                              | Llars                            | Població (persones)              |
| -------------------------------- | -------------------------------- | -------------------------------- |
| 1657                             | 658 771                          | 2 290 083                        |
| 1669                             | 1 313 453                        | 5 018 614                        |
| 1675                             | 1 234 512                        | 4 703 505                        |
| 1717                             | 1 557 708                        | 6 846 639                        |
| 1768                             | 1 679 865                        | 7 006 248                        |
| 1807                             | 1 764 504                        | 7 561 403                        |
| 1834                             | 1 578 823                        | 8 755 280                        |

La millora de la productivitat agrícola també va comportar un creixement demogràfic a Joseon. La capital, Hanjang (Seül), tenia una població d'uns 110.000 habitants el 1528 i uns 199.000 el 1786, després del qual no va canviar de manera significativa. Al segle XVII es va produir un important descens de la població, quan, com a conseqüència de les invasions japoneses i manxú, la població de la capital va caure a 80.572 habitants el 1657, i després va tornar a augmentar gradualment.
Corea de Joseon va instaurar un sistema administratiu centralitzat controlat per buròcrates civils i oficials militars anomenats col·lectivament yangban. A finals del segle xviii, els yangban havien adquirit la majoria dels trets d'una noblesa hereditària, llevat que l'estatus es basava en una barreja única de posició familiar, exàmens gwageu d'aprenentatge confucià i un sistema de servei civil. La família d'un yangban que no aconseguia ser funcionari del govern a la tercera generació perdia el seu estatus de yangban i es convertia en plebea.
Per a la majoria, l'única forma d'arribar a ser funcionari del govern era aprovar una sèrie d'exàmens gwageo (calia aprovar l'examen de "gwageo menor" (소과) en dues etapes per poder accedir a l'examen de "gwageo major", que novament calia aprovar en dues etapes per arribar a ser funcionari del govern). Els yangban i el rei, en un incòmode equilibri, controlaven el govern central i les institucions militars. La proporció de yangban pot haver arribat fins al 30% el 1800, a causa de les pràctiques posteriors de transacció de l'estatus de yangban als camperols, tot i que hi havia una considerable variació local.Donat que el govern era petit, molts yangban eren nobles locals d'alt estatus social, però no sempre d'ingressos elevats.
Una altra part de la població eren esclaus o serfs (nobi), "de baixa naixença" (cheonmin) o pàries intocables (baekjeong). L'esclavitud a Corea era hereditària, a més d'una forma de càstig legal. Els nobi eren socialment diferents dels homes lliures que no pertanyien a la classe governant yangban, i alguns posseïen drets de propietat, entitat legal i drets civils. Per això, alguns estudiosos sostenen que és inapropiat anomenar-los "esclaus",mentre que altres els descriuen com a serfs.Hi havia nobi de propietat governamental i privada, i el govern els cedia ocasionalment als yangban. Els nobi de propietat privada podien ser heretats com a propietat personal. La població de nobi podia fluctuar fins a un terç de la població, però de mitjana els nobi constituïen un 10% de la població total. Els esclaus de Joseon podien, i sovint ho feien, tenir propietats. Els esclaus privats podien comprar la seva llibertat.

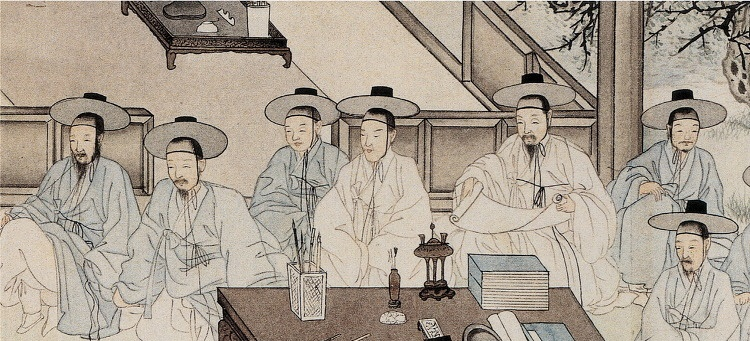
Una pintura de Joseon que representa els chungin (literalment "gent mitjana"), equivalent a la petita burgesia.

Bona part del 40-50% restant de la població eren segurament agricultors, però treballs recents han plantejat qüestions importants sobre la mida d'altres grups: comerciants i mercaders, funcionaris del govern local o quasi-governamentals (chungin), artesans i obrers, treballadors tèxtils, etc.Donada la mida de la població, pot ser que una persona típica tingués més d'un paper. En qualsevol cas, la major part de l'agricultura era comercial i no de subsistènciaA més de generar ingressos addicionals, és possible que calgués una certa destresa professional per evitar els pitjors efectes d'un sistema fiscal sovint pesat i corrupte.
Durant el període tardà de Joseon, els ideals confucians de correcció i "pietat filial" es van equiparar gradualment amb l'estricta observança d'una complexa jerarquia social, amb moltes i fines gradacions. A principis del segle xviii, el crític social Yi Chung-hwan (1690-1756) es queixava sarcàsticament que "amb tants rangs i graus diferents que separen les persones, aquestes no solen tenir un cercle d'amics molt ampli...".Però, fins i tot com va escriure Yi, les distincions socials informals dels primers Joseon es veien reforçades per la discriminació legal, com la llei sumptuària que regulava la vestimenta de diferents grups socials, i les lleis que restringien l'herència i la propietat de les dones. Precisament a causa dels principis del confucià Clàssic de la pietat filial, la pràctica masculina adulta de Joseon Corea prescrivia de mantenir tant el cabell com la barba, en contrast amb el període Tokugawa japonès.
No obstant això, aquestes lleis poden haver-se anunciat precisament perquè la mobilitat social estava augmentant, especialment durant el pròsper segle que va començar cap al 1710. La jerarquia social original de l'era Joseon es va desenvolupar a partir de la jerarquia social de l'era Goryeo. Als segles XIV-XVI, aquesta jerarquia era estricta i estable. Com que les oportunitats econòmiques per canviar d'estatus eren limitades, no calia cap llei.
Tanmateix, a final del segle xvii, van sorgir nous grups de comerciants i l'antic sistema de classes es va afeblir enormement. Especialment, la població de la classe yangban de la regió de Daegu va assolir gairebé el 70% el 1858.
El 1801, tots els esclaus propietat del govern es van emancipar, i la institució es va extingir gradualment al llarg del segle següent. El 1858 la població nobi era d'aproximadament l'1,5 per cent de la població total de Corea. La institució va ser completament abolida com a part d'un pla social a la reforma Gabo de 1894.

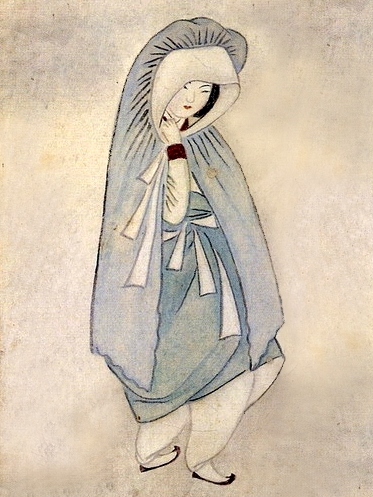
Sseugaechima, hangul 쓰개치마, amb el qual dones de rang inferior es cobrien el cap quan sortien al carrer

Durant aquest període, l'estructura de clans de la societat coreana es va fer molt més rígida, i el llinatge va passar a ser primordial. La vida familiar es regia per un codi de lleis que exigia certes cerimònies i especificava els seus ritus. En comparació amb període de Goryeo, la institució del matrimoni va patir importants canvis i estava subjecta a una sèrie de normes estrictes. L'era Joseon es va caracteritzar per una exogàmia extremadament estricta; és a dir, estava prohibit casar-se dins d'un clan. Un home podia tenir més d'una esposa o concubina, però els fills nascuts de plebees o esclaves es consideraven il·legítims. També existia la institució dels minmyeoneuri (민며느리), o matrimonis infantils, en què es casava a nenes d'entre 6 i 7 anys per utilitzar-les com a minyones dels seus futurs sogres fins uns anys després del casament. La major part dels béns de la família eren heretats pel primogènit (Changja, 장자), i els altres fills rebien alguna herència, però les filles no podien heretar res.
La posició de les dones es va deteriorar considerablement en comparació amb èpoques anteriors, ja que les dones d'origen noble estaven completament excloses del món exterior. S'esperava que les dones s'ajustessin als perfectes ideals confucians, vivint en total subordinació, obedients als pares, marits, sogres i fills. A casa vivien separades dels homes, fins i tot a les cases dels camperols hi havia habitacles separats per a homes i dones. La gran majoria de les dones eren analfabetes perquè les escoles només educaven els homes. La idea confuciana era que una dona havia de ser eternament fidel al seu marit, fins i tot després de la mort, i per això no es permetia a les vídues de tornar-se a casar. Només hi havia quatre tipus d'ocupació per a les dones: sanggung, o dama de palau, xaman, curandera i kisaeng.Al final de l'època, les dones havien esdevingut gairebé "anònimes", identificades pel nom del seu marit ("la dona de xy") o pel nom del seu fill ("la mare de xy").

## Cultura
La dinastia Joseon va presidir dos períodes de gran creixement cultural, durant els quals la cultura Joseon va crear la primera cerimònia coreana del te, jardins coreans i extenses obres històriques. La dinastia reial també va construir diverses fortaleses i palaus.

### Gastronomia

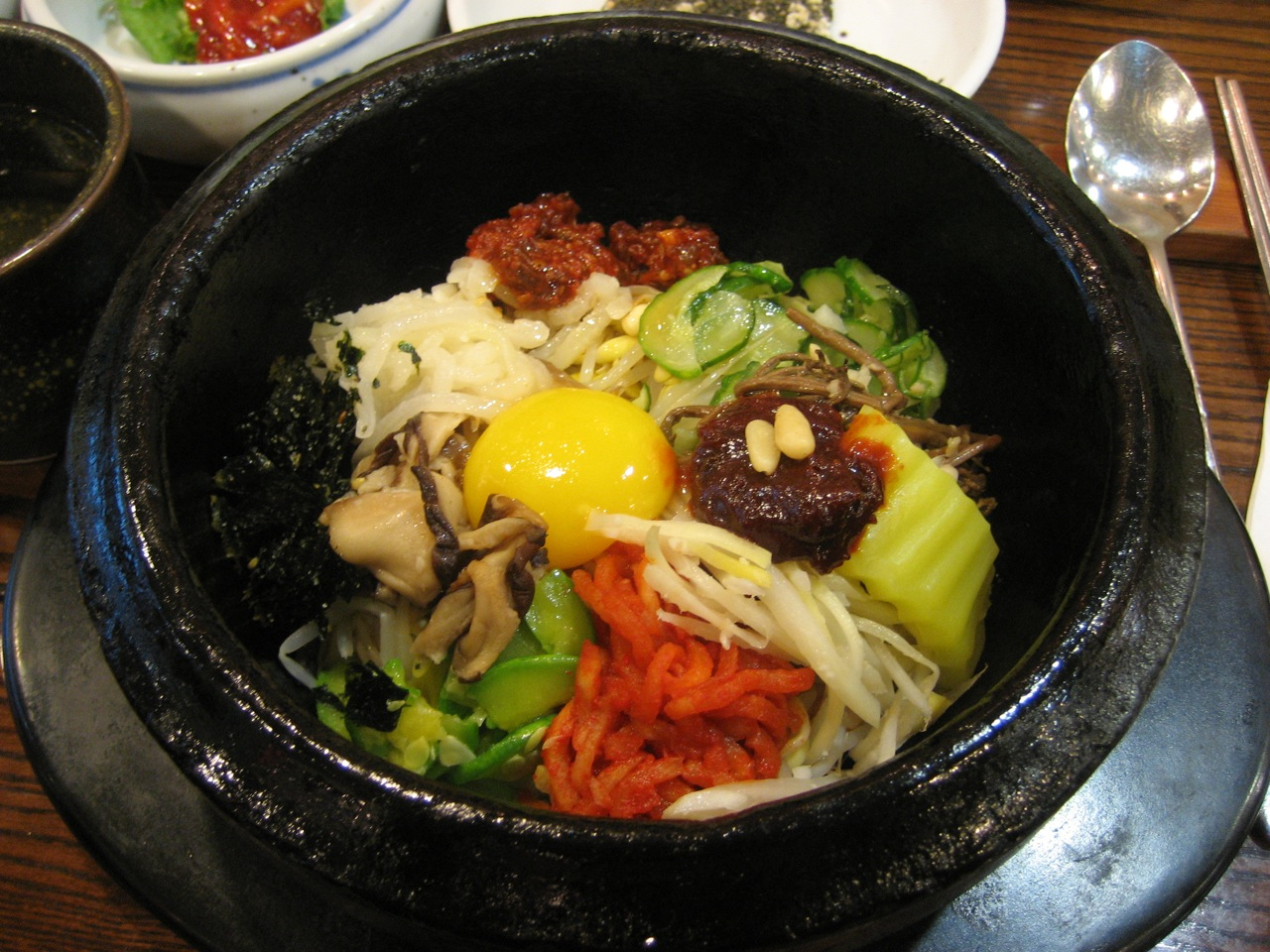
Bibimbap

Gran part del menjar de l'època és un llegat d'èpoques anteriors, com ara la soja, el mandu, el kimchi, el ttok i els plats de pasta. El bitxo, que confereix avui al kimchi el seu gust picant i color vermell característics, no va arribar a Corea fins al segle xvi.La salsa de soja i el doenjang tenen una llarga tradició en la cultura coreana, però el tofu no es va introduir a la cuina coreana fins a aquest període, per mediació de la Xina. L'arròs (bap) era una part important de la dieta, i la gent més pobra el barrejava amb altres cereals. El bibimbap o "arròs barrejat", elaborat amb els ingredients que sobraven de les celebracions de l'Any Nou Lunar, es remunta a la darrera època de Joseon. La mongeta azuki, associada a moltes creences, tenia un paper important en la dieta. Les patates, els moniatos i els llegums també es van incloure a la dieta durant l'era Joseon.Els plats de carn eren rars per al poble pla, i estaven disponibles sobretot durant els festivals i les celebracions. La carn de gos es menjava al costat de la de vaca, porc i pollastre. Ja aleshores, el peix i el marisc eren part essencial de la cuina coreana i estaven a l'abast del poble.
El color, com en qualsevol altre aspecte de la vida coreana, també era molt important a les arts culinàries. Basant-se en la filosofia dels cinc elements (oheng), el menjar coreà han utilitza i encara utilitzen els colors blau/verd, vermell, groc, blanc i negre. El color verd ve donat per les verdures (cebes tendres, carabasses, cogombres, altres verdures), el color vermell el donen el bitxo, les pastanagues i el gínjol, els colors blanc i groc els donen les clares i els rovells d'ou fregits per separat, i el color negre prové dels bolets foscos i el gim. Aquest tipus d'experiència estètica estava més a l'abast dels nobles i de la cort.
També se servia menjar i beguda als difunts durant les commemoracions dels avantpassats, diverses vegades l'any per a les classes altes, amb menys freqüència per a les més pobres. Aquest costum confucià continua existint actualment. Les begudes alcohòliques exercien un paper important en la societat deJoseon. També s'elaborava vi amb ginseng, fulles de pi, branques de pi, pol·len de pi i fulles de bambú, i es coneixen més de 60 tipus de vi d'herbes. Totes les cases tenien vi d'arròs per a les ofrenes de begudes. També eren populars els "vins de flors", aromatitzats amb pètals de flors (azalea, rosa, flor de prunera, bossa de pastor, flor de cirerer, camèlia). El vi era una part important de l'hospitalitat; un bon amfitrió mai no deixava un convidat sense beure.

#### Gastronomia de la cort

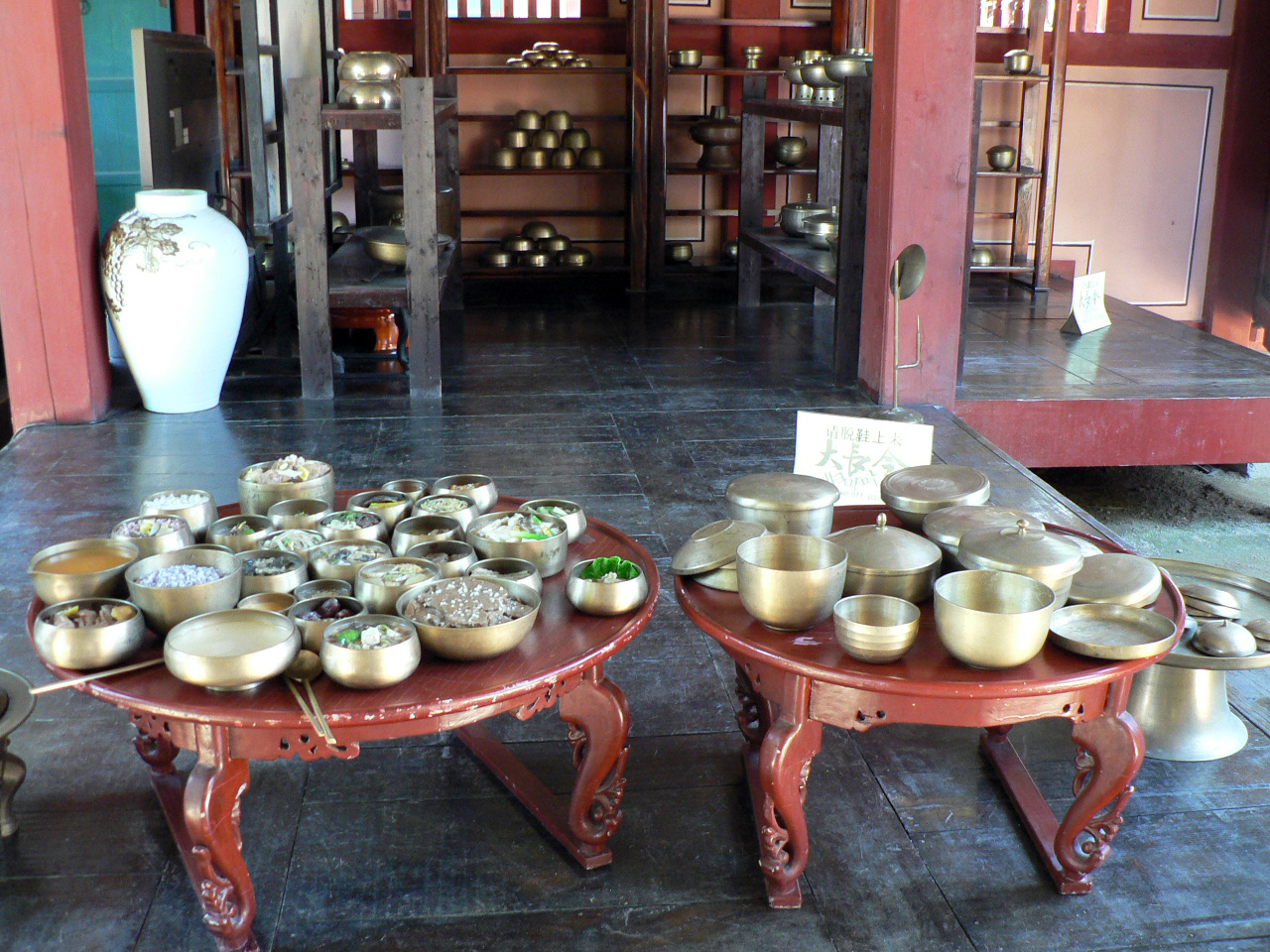
Surasang

A la cort de Csoszon, l'alimentació era d'una importància cabdal, com ho demostra el fet que als Sis Ministeris (육조, Yukcho) uns quants funcionaris s'encarregaven de tots els afers relacionats amb l'adquisició i el consum d'aliments i begudes per a la cort reial. A més, al palau hi havia centenars de dones, anomenades gungnyeo (“dama de palau”), que s'encarregaven, entre altres coses, de preparar i servir el menjar, segons el tipus de plat. Hi havia una cuinera diferent per als plats de ttok, les sopes, els tes, etc. La jerarquia exacta estava establerta a la llei.
Hi havia regles per a la preparació del surasang (수라상), la taula reial, no només sobre els aliments que es podien servir, sinó també sobre l'ordre i la col·locació dels aliments a la taula. En general, se servien dos tipus d'arròs, dos de sopa, dos d'estofat (jjigae), un plat de jjim (carn estofada), un plat de jeongol (una mena de cassola de carn i verdura), tres tipus de kimchi, tres de jang (장) i dotze acompanyaments anomenats els dotze cheop (12 첩). Els menjars es feien al suragan (수라간), una sala específicament dissenyada per a prendre els àpats, amb el rei assegut a l'est i la reina a l'oest. Cadascun tenia el seu propi grup de taules i era atès per tres serventes de palau conegudes com a sura sanggung (수라상 궁). Aquestes dones retiraven les tapes dels bols i oferien el menjar als reis després d'assegurar-se que no estava enverinat. Els coberts, la vaixella i els utensilis eren d'aliatge de bronze forjat, coneguts col·lectivament com a bangjja (방짜) o yugi (유기). Eren fàcilment esterilitzables, inodors i no tòxics, per la qual cosa eren molt populars entre la noblesa.

### Religió
La religió oficial de l'estat de Joseon era el neoconfucianisme, però també seguien existint el budisme i el xamanisme antic. El cristianisme es va introduir al país al segle xvii.

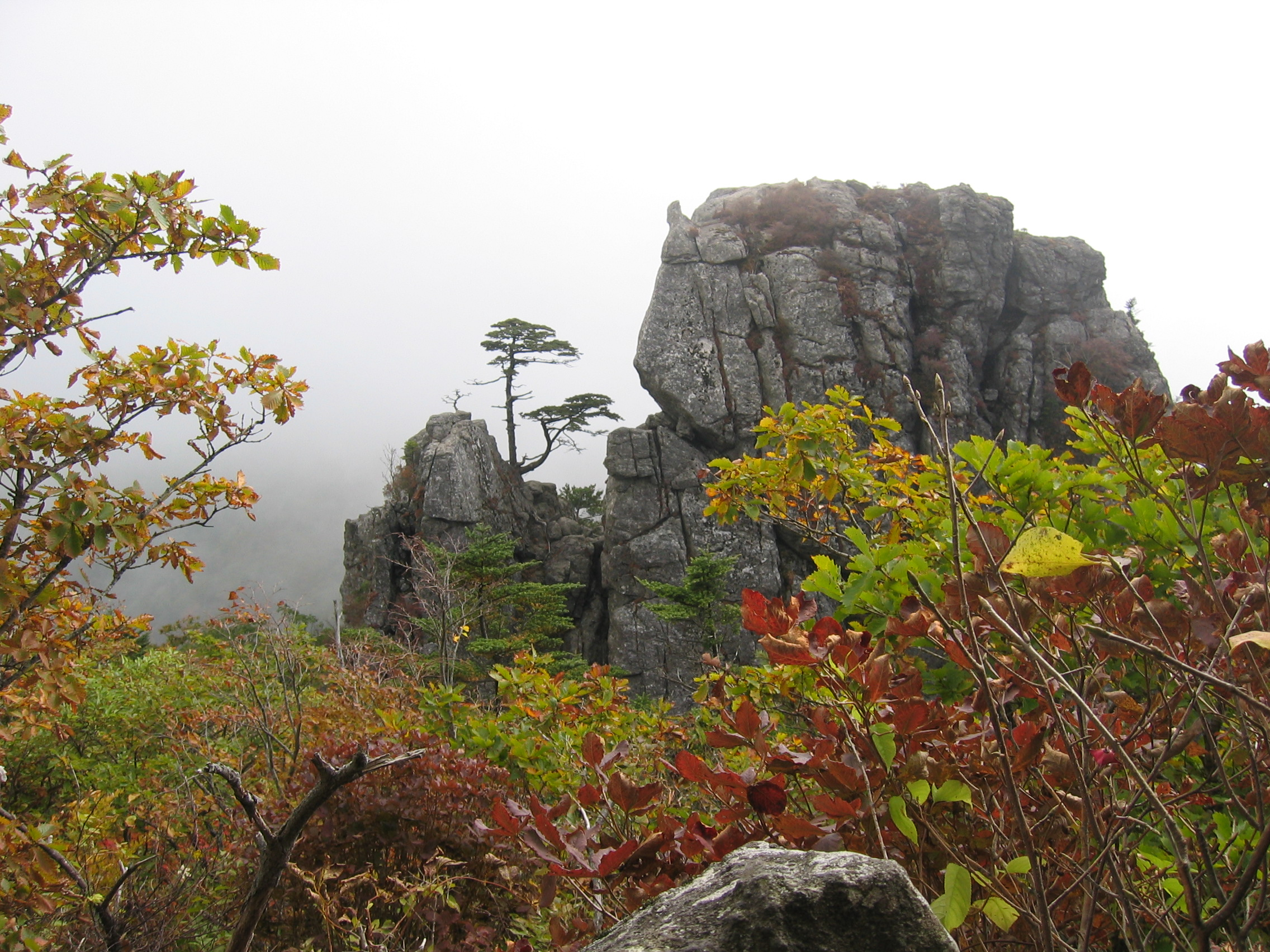
El Jirisan

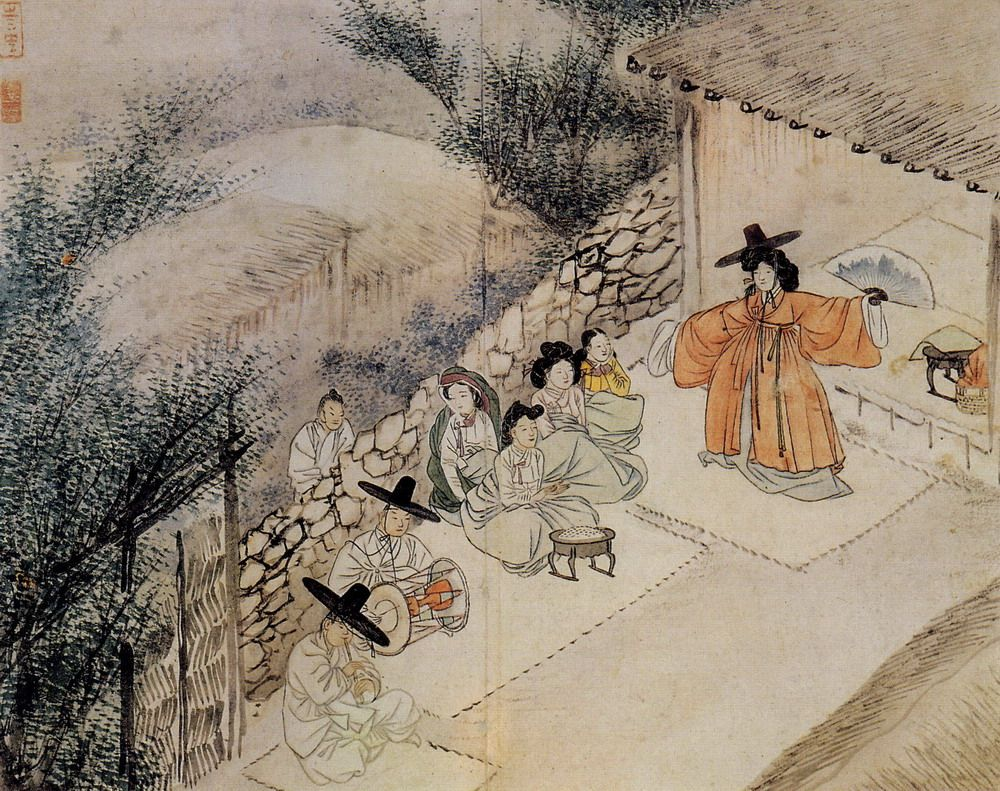
Ritual d'un xaman cap al 1805

Quan l'Estat es va decantar oficialment pel neoconfucianisme, va començar la reorganització de la vida religiosa. En primer lloc, el budisme va ser relegat a un segon pla, i les cerimònies budistes van ser prohibides a la vida estatal i substituïdes per rituals confucians. El poder polític dels summes sacerdots budistes, exercit anteriorment com a consellers reials, va ser abolit. Es va expulsar els monjos de la capital, es van arrabassar moltes terres i un gran nombre d'esclaus dels temples i se'n van prohibir la construcció de nous. Al segle xvi, es van suprimir el rang dels sacerdots i l'examen sacerdotal, i només es va permetre la permanència dels temples en zones muntanyoses remotes. Molts temples es van convertir en escoles confucianes. No obstant això, la religió no podia ser desterrada del tot de la vida de la gent comuna, especialment de les dones, i la seva pràctica a la vida privada no estava prohibida, però no se li permetia tenir un paper a la vida pública. El mateix va passar amb el taoisme i el xamanisme. Les branques kyo i seon del budisme coreà van sobreviure i diversos mestres i pensadors destacats van viure durant el període, malgrat el declivi general del budisme.
Per al poble menut, les creences basades en les religions antigues seguien sent importants. El confucianisme no oferia una descripció plausible del que passava després de la mort, per exemple, i no s'ocupava dels déus i els esperits, però la gent seguia interessada en aquests fenòmens. Certes malalties s'atribuïen als fantasmes, o gwisin, i es temia els esperits atrapats al món terrenal per afers pendents. Els arbres, les pedres i les muntanyes també tenien esperit, i els santuaris fets a l'esperit de la muntanya, els Sansin, eren tan comuns que fins i tot podien trobar-se als temples budistes. Per exemple, Paektusan, a la frontera entre Corea del Nord i la Xina, és una muntanya sagrada des del segle xiii, però Jirisan i Myohyangsan també eren molt importants des del punt de vista espiritual. Les dones coreanes encara van a les muntanyes a pregar per la salut de les seves famílies.
A més, els esperits i deïtats domèstiques exercien un paper important en la vida quotidiana, i els rituals eren realitzats per dones, que estaven excloses de les cerimònies jesa confucianes. Hi havia diferents esperits que vivien a diferents racons de la casa i en supervisaven les seves respectives parts. Entre les bigues del porxo hi vivia el seongju (성주), el “senyor”, Samsin Halmeoni (삼신 할머니), l'“àvia” que supervisava el part a l'habitació interior, és a dir, l'habitació de les dones, el jowang (조왕), “la deïtat de la cuina” a la cuina. L'esperit del lavatori es deia Byeonso Gaksi (변소 각시, "senyora del lavatori"). Als fonaments de la casa hi vivia el Jisin (지신), la "deïtat de la terra", i la porta principal estava protegida per un esperit sumun (수문, "porter"). Els onggi contenien l'esperit Bonhyang Sansin (본향 산신, "deïtat de la muntanya") i l'esperit Chilseong (칠성, literalment "set estrelles", o sigui el Carro Gran de l'Ossa Major). L'esperit més important de la casa era el Teoju Daegam (터줏대감), la deïtat de la casa a la qual les dones oferien menjar en un ritual. Aquest costum se segueix practicant avui dia, oferint menjar al déu de la casa abans de construir un nou edifici. Cada poble tenia la seva pròpia deïtat protectora, el seonghwang (성황), a la qual se li erigia un santuari. El culte als esperits de la casa va ser adoptat de la Xina, però els rituals eren diferents a Corea.
Des de l'antiguitat, els xamans (무당, mudang) han estat l'enllaç entre els esperits i les deïtats per als coreans. Els erudits confucians condemnaven els rituals xamànics i tenien poca tolerància amb els xamans, que eren, tanmateix, un important mitjà de comunicació amb el poble menut, per la qual cosa l'Estat també els necessitava. Els xamans estaven registrats, supervisats per una oficina especial, pagaven impostos i, fins al segle xvii, existia fins i tot un càrrec reial de xaman i la família reial consultava els xamans. Els funcionaris també els utilitzaven per espantar els esperits malignes, fer ploure o allunyar les tempestes. La majoria dels xamans eren dones i, al final del període, els seus serveis eren utilitzats sobretot per dones, per exemple, per allunyar malalties.
Els coreans també eren aficionats a la geomància (fengshui), que exercia un paper important en l'elecció de la ubicació de llocs importants, com ara tombes i santuaris. L'errant jisa (지사) feia aquesta tasca. Fins i tot l'elecció de la ubicació de Seül es va basar en principis de geomància, amb les muntanyes i el riu Han protegint la ciutat.
Van ser les delegacions coreanes que van visitar Pequín al segle XVII les primeres que van portar a Corea obres relacionades amb el cristianisme, com les de Matteo Ricci i Johann Adam Schall von Bell. En aquesta època es va formar el seohak, un grup que propagava "l'aprenentatge occidental", i que també estudiava la filosofia cristiana, entre altres coses. Diversos intel·lectuals coreans que visitaren la Xina es van convertir al catolicisme i altres es van batejar en tornar a casa. Tot i que el rei Jeongjo va emetre un edicte anticatòlic el 1785 i va castigar diversos conversos, l'interès pel cristianisme no va disminuir. El 1795, uns 4.000 coreans eren catòlics. Amb l'arribada de Sunjo al tron, la facció noron, més conservadora, va arribar al poder, i el 1800 va començar la sagnant persecució dels catòlics a Corea, amb la mort d'unes 300 persones, entre les quals hi havia destacats erudits partidaris de les formes de vida i la ciència occidentals. Tot i això, els catòlics no es van doblegar, van arribar missioners francesos i xinesos des de la Xina i, tot i que diversos van ser arrestats i executats, ja no es va poder aturar el cristianisme, i el nombre de conversos passà d'11.000 el 1850 a 23.000 el 1865.

### Educació

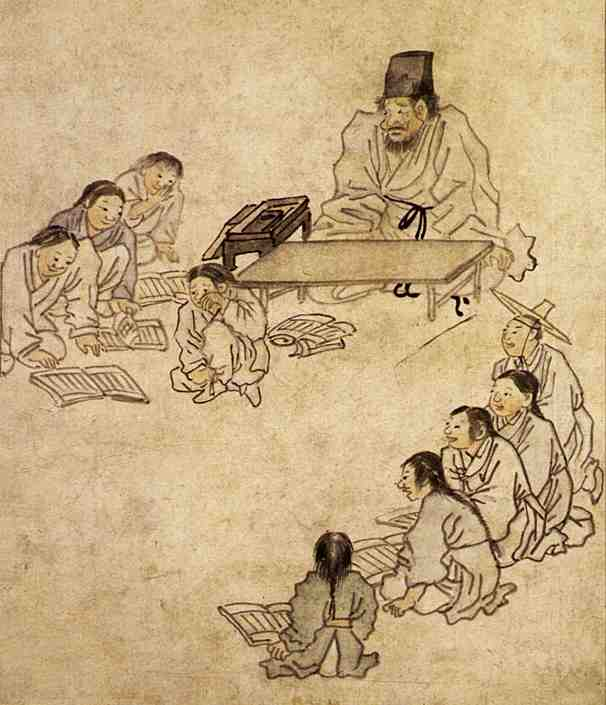
Seodang, escola de poble. Dibuix del segle XVII

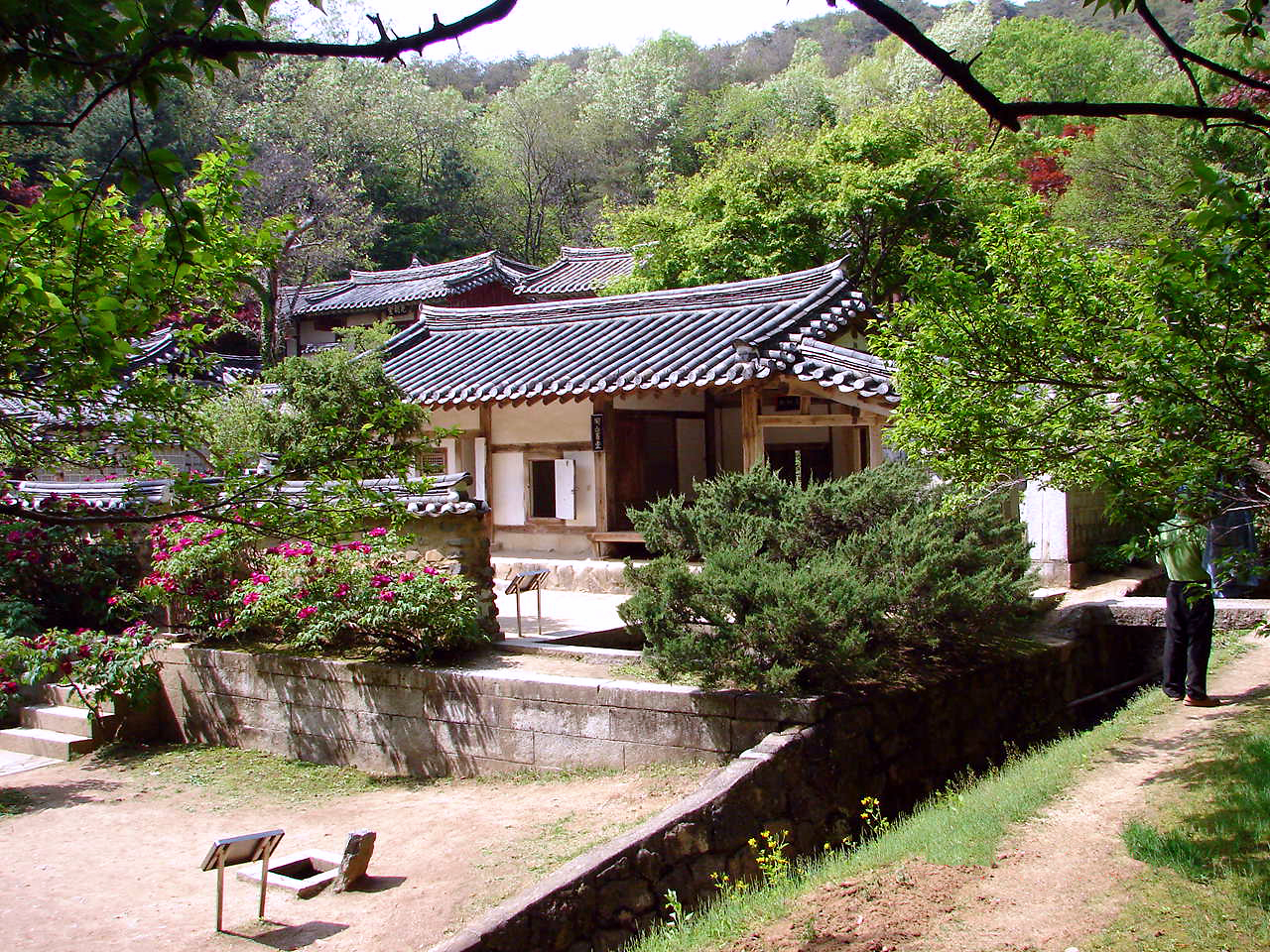
El Dosan Seowon a l'actual Andong.

A Joseon, l'educació i l'alfabetització exercien un paper molt important per als yangban. L'home educat era vist com un model moral, de manera que l'educació bàsica estava disponibles als pobles, perquè la societat creia que sense els coneixement moral confucià cap home podia ser un bon cap de família, espòs o simplement un bon membre de la societat. Per aquesta raó, l'alfabetització estava molt estesa entre els homes. L'educació no estava a l'abast de les dones i, amb l'excepció d'algunes dones de famílies riques i de les kisaeng, les dones eren analfabetes, amb taxes d'alfabetització que seguien sent inferiors al 4% a finals del segle xix.
Els professors-estudiosos eren molt respectats, ja que proporcionaven un model moral molt apreciat. La seva funció no era només educar les generacions més joves, sinó que vetllaven perquè els funcionaris i governants actuessin en tot moment segons l'esperit de la llei confuciana, i si veien que no es feia, podien denunciar-ho. Els estudiants del Sungkyunkwan, la més alta institució educativa de l'època, també estaven autoritzats a fer manifestacions, protestar contra la imposició de lleis o la condemna de persones innocents. Per exemple, durant el regnat del rei Sunjo (1800–1834), es van registrar vint manifestacions massives d'estudiants de l'acadèmia.
L'educació es feia a diverses escoles. L'escola privada primària més bàsica dels pobles era la seodang (서당), de la qual n'hi havia unes 16.000 a tot el país al final de l'edat, i qualsevol podia obrir-ne una. Al seodang, els nens de diferents edats acostumaven a estudiar junts, però no és estrany que hi hagués alumnes de més de vint anys. Aquí es llegien els clàssics confucians bàsics.
A la capital, Seül, hi havia quatre escoles estatals, conegudes col·lectivament com a sahak (사학, "quatre escoles"), que preparaven els alumnes per als exàmens estatals i que només acollien 160, posteriorment 100, alumnes cadascuna. També va ser la seu de l'Acadèmia Sungkyunkwan. Les escoles estatals establertes als centres provincials es deien hyanggyo (香校), amb un nombre superior a 300, i per llei s'hi admetien entre 30 i 90 alumnes. A aquestes escoles assistien els fills dels yangban, i el títol de yuhak (유학, estudiant) es considerava un privilegi, que per exemple els eximia del servei militar. Aquí, els estudiants de 16 a 19 anys es preparaven per a l'examen estatal inferior, la sama (사마), que era el títol d'accés a l'Acadèmia Sungkyunkwan. Per accedir a aquesta darrera, els estudiants havien de tenir entre 18 i 19 anys, i entre els 20 i els 23 podien presentar-se a l'examen de gwageo, necessari per als secretaris.
Al segle XVI van aparèixer les escoles privades d'elit, les seowon (서원), que ràpidament es van convertir en rivals de les escoles estatals hyanggyo. Aquestes escoles van ser fundades principalment per erudits, intel·lectuals i funcionaris jubilats, i a finals del segle xviii el seu nombre ascendia a 680. No només funcionaven com a centres d'aprenentatge, sinó també com a llocs de reunió de les faccions polítiques, i la vida política s'organitzava al seu voltant. Moltes van ser tancades després de les reformes Gabo (1864).
Per a l'elit de Joseon, el coneixement general era el més important i el coneixement especialitzat estava mal vist. L'examen de coneixements especialitzats (잡과, jabgwa), que havien d'aprovar, per exemple, metges, astrònoms o intèrprets, era realitzat principalment per membres de la classe chungin.

### Literatura
La vida literària del període Joseon estava dominada per l'elit yangban, l'estrat de la gent erudita, de la qual s'esperava que entengués de poesia i literatura. La llengua literària escrita utilitzava el sistema hanja basat en l'escriptura xinesa, que es feia servir per transliterar el coreà a caràcters xinesos o per escriure en xinès. La introducció d'un alfabet hangul independent al segle xv, que representa la llengua coreana, no va suposar un gran canvi, ja que l'elit considerava l'escriptura xinesa com a qüestió de prestigi.
Les classes mitjanes i altes de la societat de Joseon eren competents en xinès clàssic. Els registres oficials de Joseon (com ara els Annals de la dinastia Joseon el Seungjeongwon ilgi) i les obres escrites dels literats yangban es van escriure en xinès clàssic.
Els diaris com el Hwangseong Sinmun cap al final del període es van escriure en llengua coreana utilitzant l'escriptura mixta coreana.

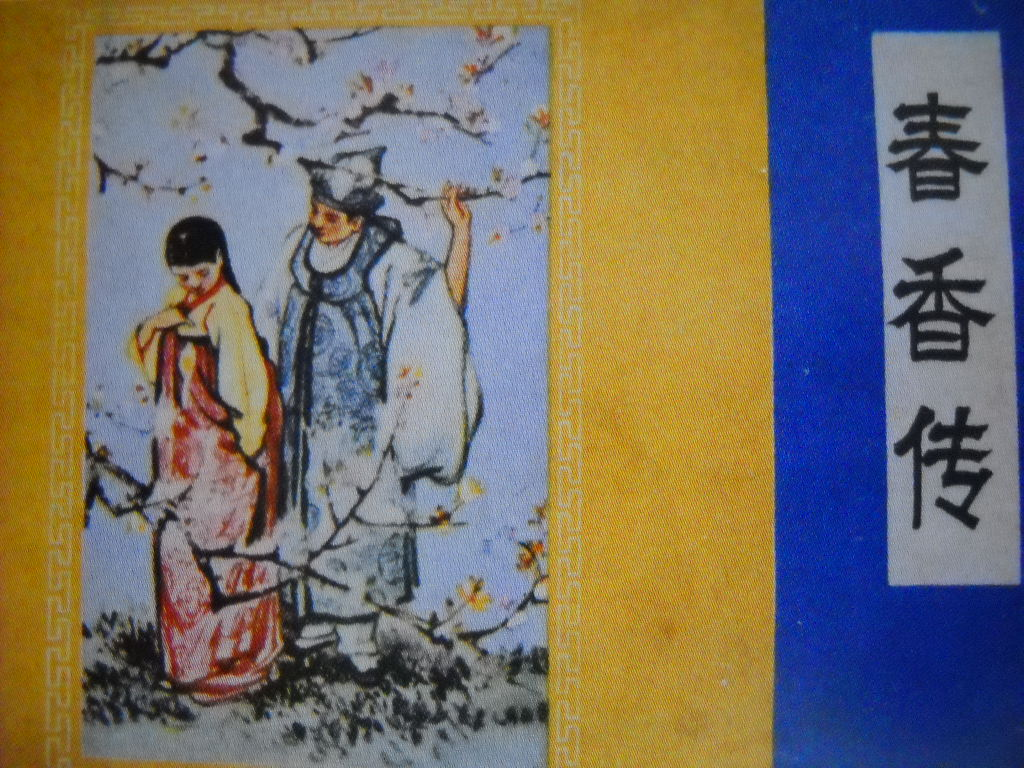
Portada d'una antiga edició de Chunhyangjeon

Gairebé tots els membres de la classe erudita es dedicaven a la poesia. El seu gènere més popular era el sijo, un poema de tres versos sense rima, conegut en el període Joseon com a tanga (단가). A causa de l'ordre fix de les paraules de l'idioma coreà, s'utilitzava l'al·literació en lloc de les rimes a final de paraula. També van escriure sijos poetes menors molt cultes, el més famós dels quals és la kisaeng Hwang Jini, de la qual es conserven vuit poemes en xinès. Es considera que un dels majors mestres del gènere és el poeta Yun Seon-do (윤선도).
L'altre gènere popular era la gasa, que és més llarga que el sijo i sovint tracta de la bellesa de la natura. Entre els seus conreadors hi havia, per exemple, Jeong Cheol (정철) (1537-1594) i Heo Nanseolheon (허난설헌) (1563-1585), una de les destacades poetes de l'època que va haver de superar les convencions socials que es mostraven escèptiques amb el talent literari femení. La gasa s'escrivia en hangul, i en part per aquesta raó era molt popular, tant entre els homes com entre les dones.
També van aparèixer obres que representaven o imitaven contes i faules populars. Neix un dels herois populars coreans més populars, Hong Gildong, creat per Heo Gyun (虚菌). La majoria de les obres que critiquen la societat o pertorben l'ordre social existent estan escrites per autors desconeguts i solen ser històries d'amor amb una protagonista femenina o sobre funcionaris corruptes. Un exemple és l'obra literària ja clàssica Chunhyangjeon (춘향전, "La història de Chunhjang"), sobre l'amor extraordinari entre la filla d'una kisaeng i el fill d'un funcionari del govern. Es van publicar novel·les històriques i es van popularitzar obres que personifiquen animals, en les quals parlen conills, vaques, tigres, tortugues, ocells i altres animals.

#### Annals de la dinastia Joseon
Els Veritables registres de la dinastia Joseon (també coneguts com a Annals de la dinastia Joseon) són els registres anuals de la dinastia Joseon, que es van conservar des del 1413 fins al 1865. Els annals, o sillok, consten de 1.893 volums i es creu que cobreixen el període continu més llarg d'una sola dinastia al món. Amb l'excepció de dos sillok compilats durant l'època colonial, els Annals són el 151è tresor nacional de Corea i figuren al Memòria del Món de la UNESCO.

### Arts

#### Música, balls, folklore

##### Música de la cort i balls

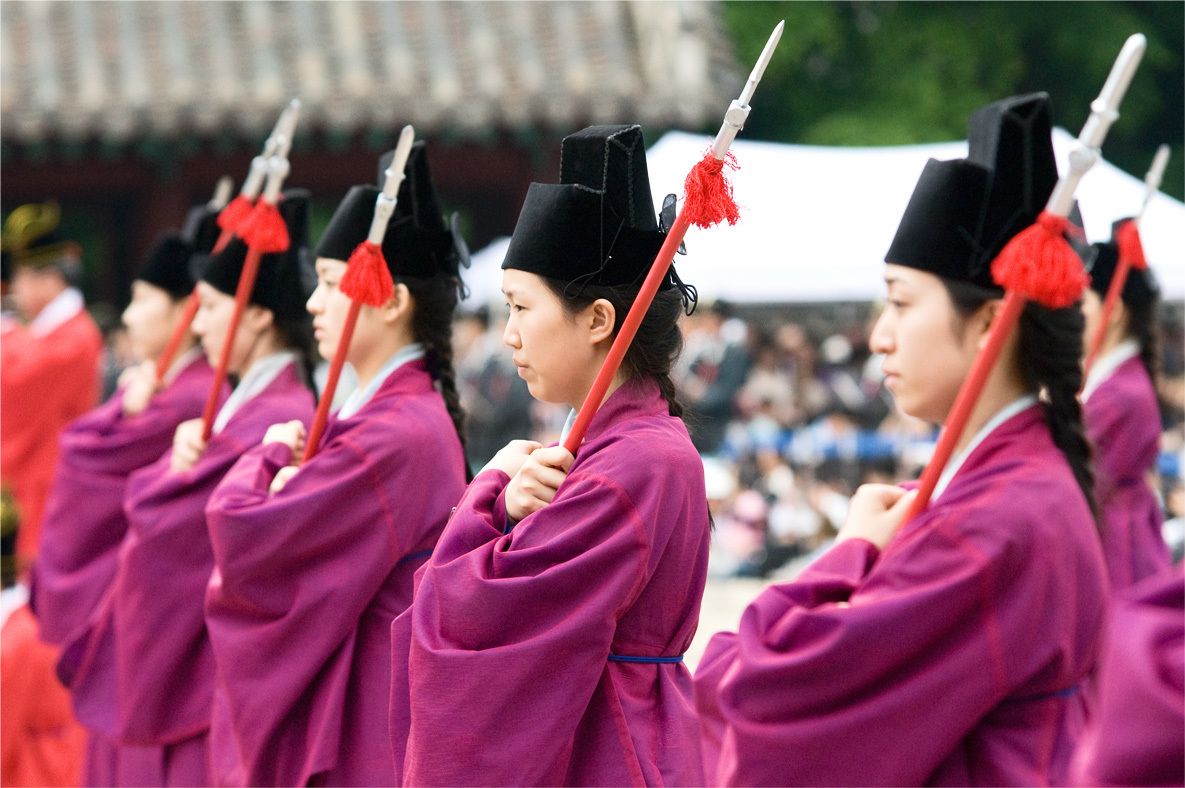
Ballarins realitzant una les danses del Jongmyo Jerye coneguda com a ilmu

Els balls i la música preferits per la cort reial i l'elit yangban eren molt diferents de la música folklòrica preferida pel poble pla, sobretot perquè seguien els principis confucians. A la cort reial es van adoptar dos estils de música: el dangak (당악) es basava en la música de la dinastia xinesa Tang i era una herència del període de Silla, i l'aak (아악), que es basava en la música de la dinastia xinesa yayue i també s'anomenava "música elegant". El jeongak (정악) era la música preferida de la classe alta.
Entre les danses rituals hi havia l'ilmu (일무, "dansa en línia"), que es va ballar per primera vegada durant les festivitats de la cort en el període Joseon, i després es va convertir en una dansa dels rituals confucians. Hi havia dos tipus, la dansa civil (munmu) i la dansa militar (mumu).
El geommu, o dansa de les espases, que antigament es ballava a la cort reial, és també una antiga tradició. Hi ha diverses variants, com la dansa de l'espasa jinju, interpretada per vuit ballarines.
La música i els balls de la cort incloïen el hyangak (香悪), popularitzat al seu dia pels hwarang, i el gainjeonmokdan (가인전목단, literalment "gent maca recollint peònies").

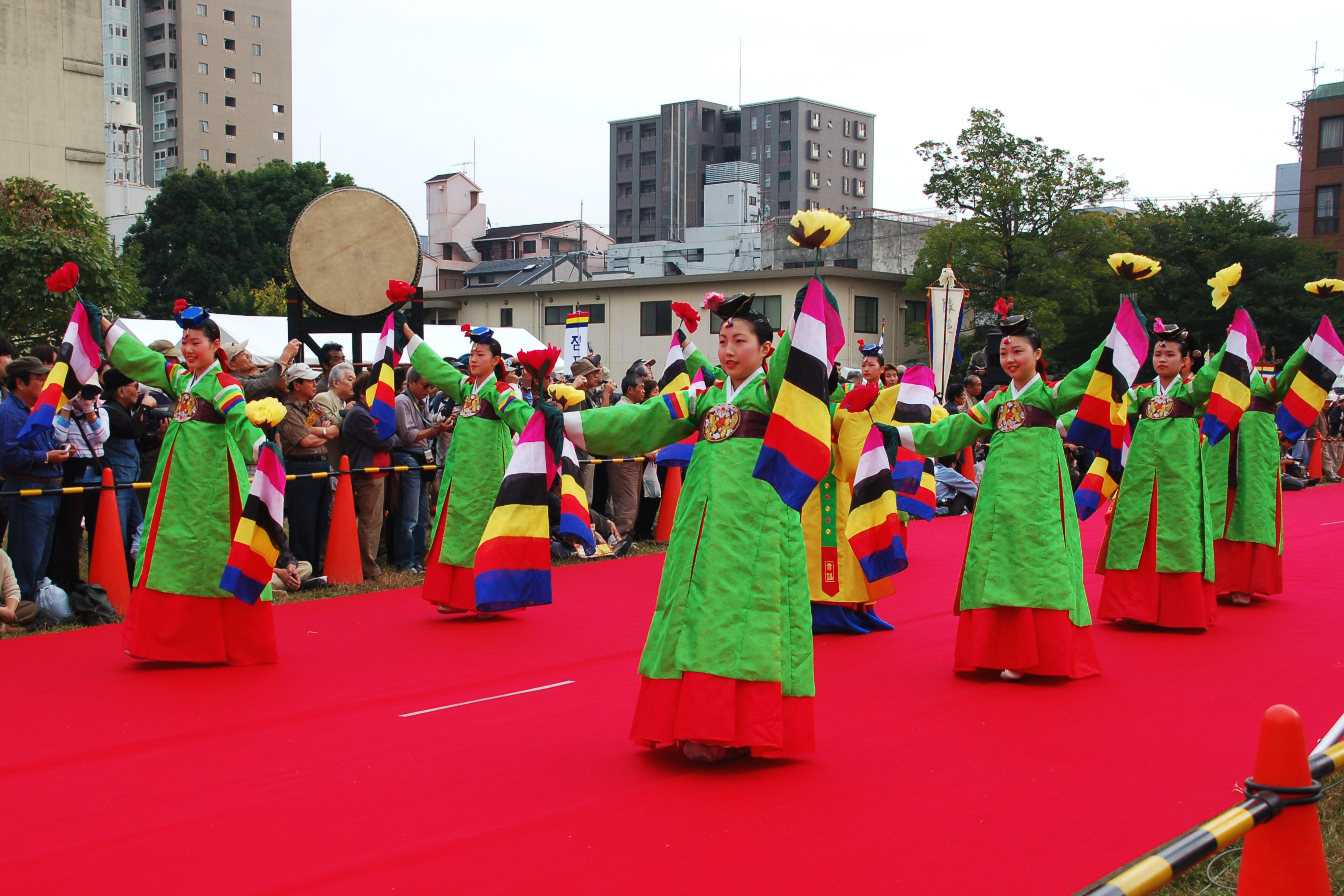
Gainjeonmokdan
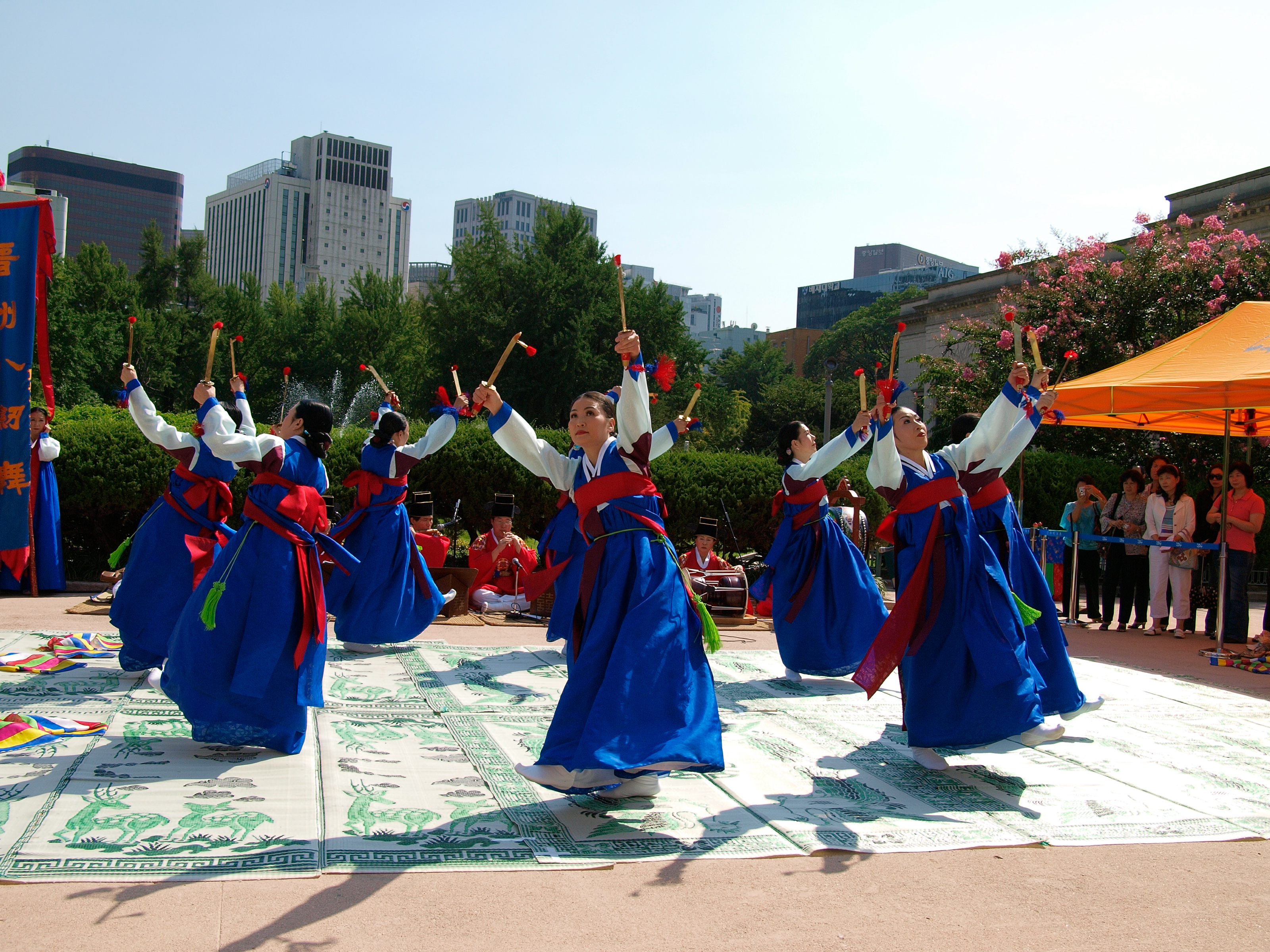
Jinju geommu

##### Folklore

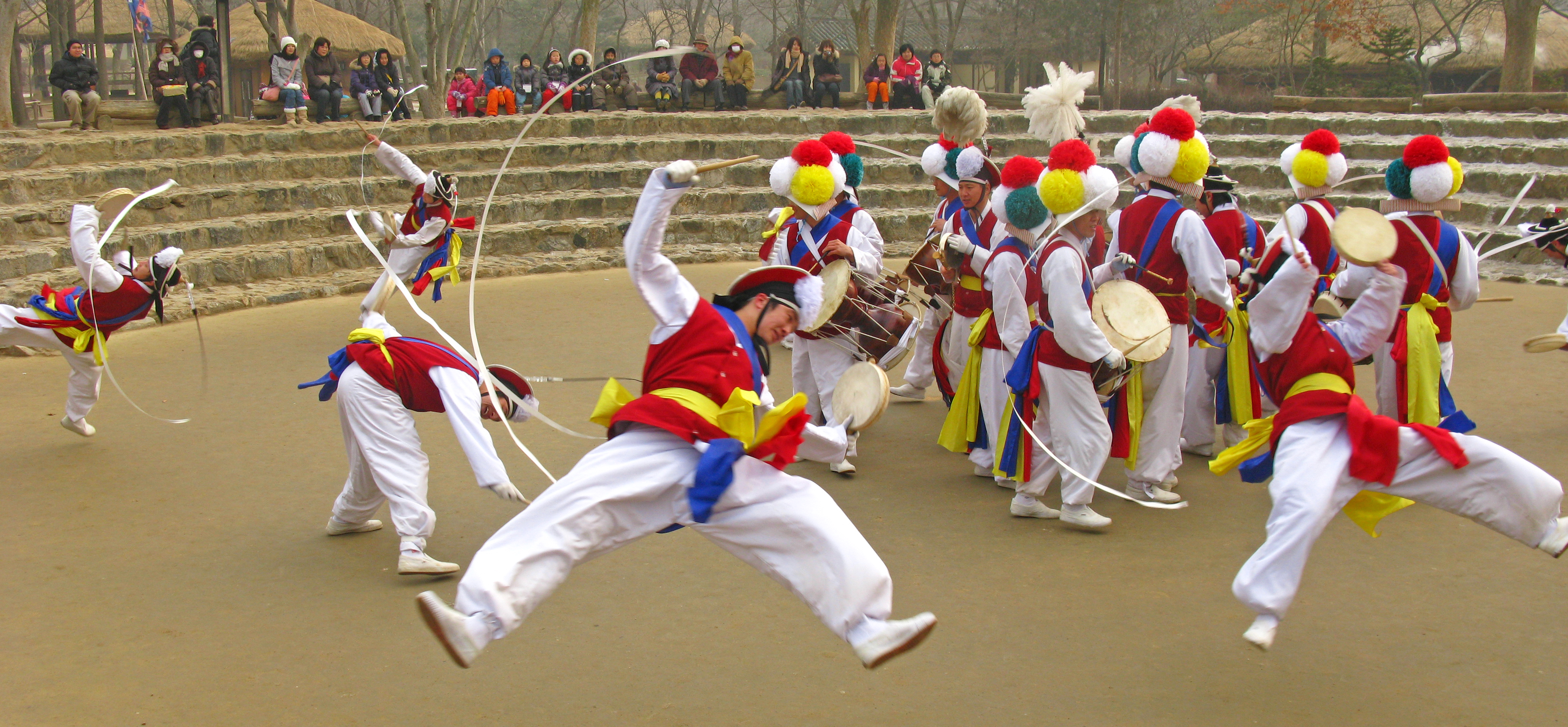
Pungmul modern

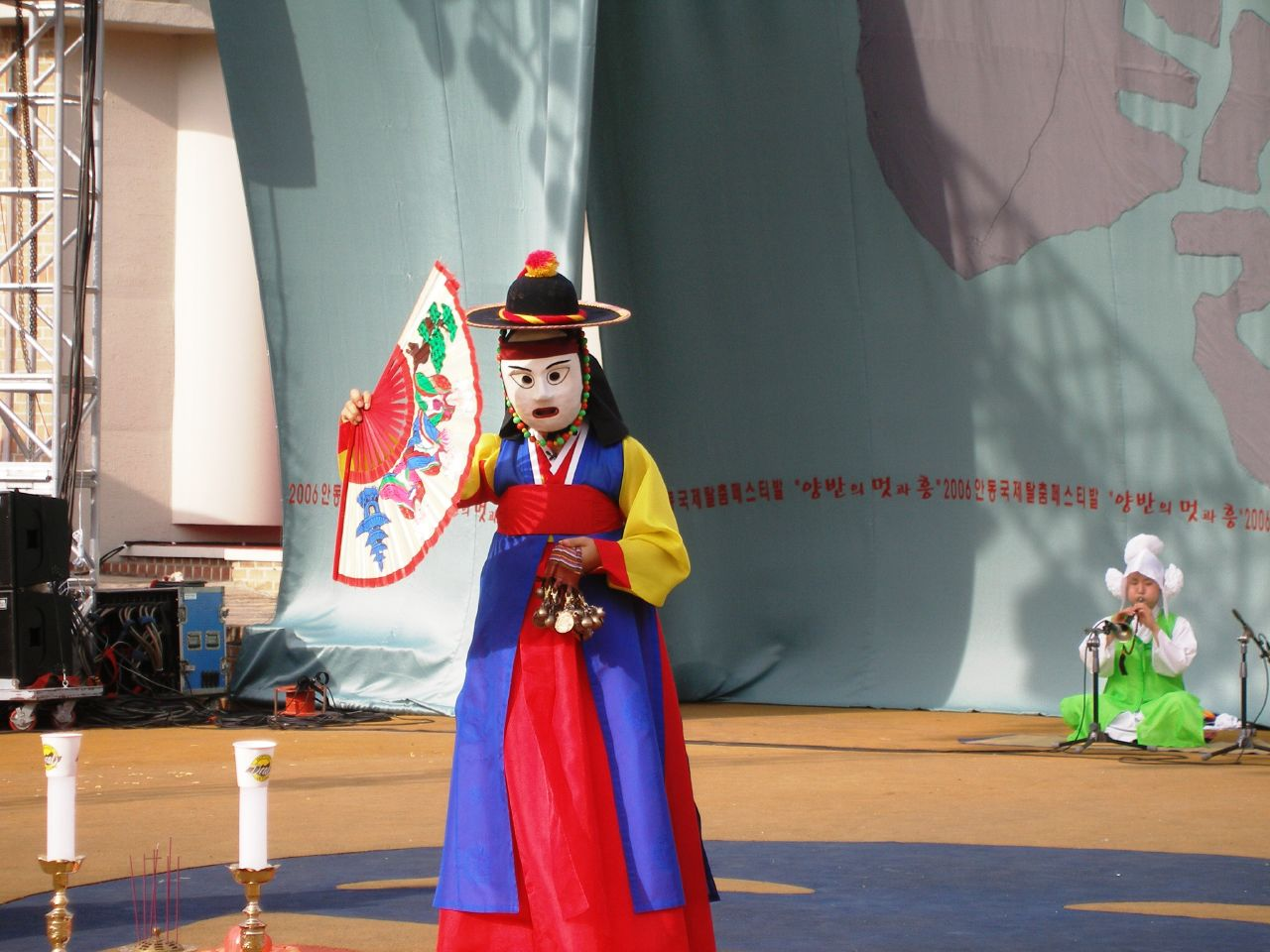
Eunyul talchum

Les tradicions de la música i la dansa populars de l'època Joseon es remunten a l'època dels tres regnes, però també van sobreviure els costums de Goryeo. A més de tot això, el folklore també es va enriquir d'una manera especial en aquesta època. Les cançons populars eren conegudes com a taryeong (타령), inclòs l'arirang cantat en moltes versions. El pansori, també conegut com a "òpera coreana", era popular, així com el changgeuk (창극), una representació de diversos actors basada en el pansori. El pungmul (風物) o nongak (농악, "música camperola"), que ara és popular entre els turistes, era conegut com un entreteniment camperol, en el qual els camperols tocaven música, ballaven i realitzaven acrobàcies amb vestits de colors, tambors diversos i instruments de vent. La tradició continua viva en molts llocs avui dia.
El budisme, oficialment exiliat però encara viu entre el poble, també va influir en el folklore, i les danses rituals incloïen el nabichum (나비춤, "dansa de la papallona"), el beopgochum (법고춤, "dansa del tambor") o el barachum (바라춤, "dansa del címbal"). També és una dansa budista el seungmu (승무), o "dansa del monjo", en què el ballarí porta una capa amb caputxa i mànigues extremadament llargues.
Algunes eren humorístiques i satíriques, i les màscares eren criatures mitològiques, fantasmes o persones concretes. Les màscares que representen els nobles al Yang eren majoritàriament caricatures. Els artistes no només van ballar, sinó que també van fer trucs acrobàtics i van recitar lletres. Els balls de màscares eren característics de cada regió, com el bongsan talchum i el eunyul talchum de la província de Hwanghae, ara a Corea del Nord. Un dels tipus de ball emmascarat més populars era el sandae noli (산대놀이).
La música que s'interpreta als rituals dels xamans coreans s'anomena musok eumak (hangul 무속 음악, hanja 巫俗音樂), o muak (hangul 무악, hanja 巫樂) abreujadament. Durant els rituals gut, el xaman ajudava els necessitats ballant i cantant, per exemple, per curar l'ànima d'un mort, curar un malalt, prevenir una catàstrofe, netejar un poble sencer. Entre les danses xamàniques hi ha, per exemple, la dansa de màscares Hahoe byeolsingut talnori (hangul 하회별신굿탈놀이, hanja 河回別神굿탈놀이) de Hahoe, a Andong, que ha estat declarada Patrimoni cultural immaterial de Corea del Sud. Una de les danses xamàniques més espectaculars és el salpurichum (살풀이춤), literalment "expulsar els esperits malignes", l'objectiu de la qual era fer un exorcisme. Durant aquest procés, la xaman realitzava el ritual de dansa amb un petit tambor de mà i un mocador. La dansa en cercle ganggangsullae, també presumiblement d'origen xamànic, era popular en algunes províncies durant les festes.
Els teatres de titelles de carrer eren una forma comuna d'entreteniment popular, sovint amb obres vulgars, satíriques i humorístiques representades amb marionetes o amb actors emmascarats que actuaven com a marionetes. Igual que els balls de màscares, les escenes eren interpretades exclusivament per homes. Un element essencial de les acrobàcies i festes al carrer era el jultagi (줄타기), una dansa que s'executa sobre una corda fluixa, de la qual hi havia tres tipus principals al període Joseon, depenent de qui la interpretava.

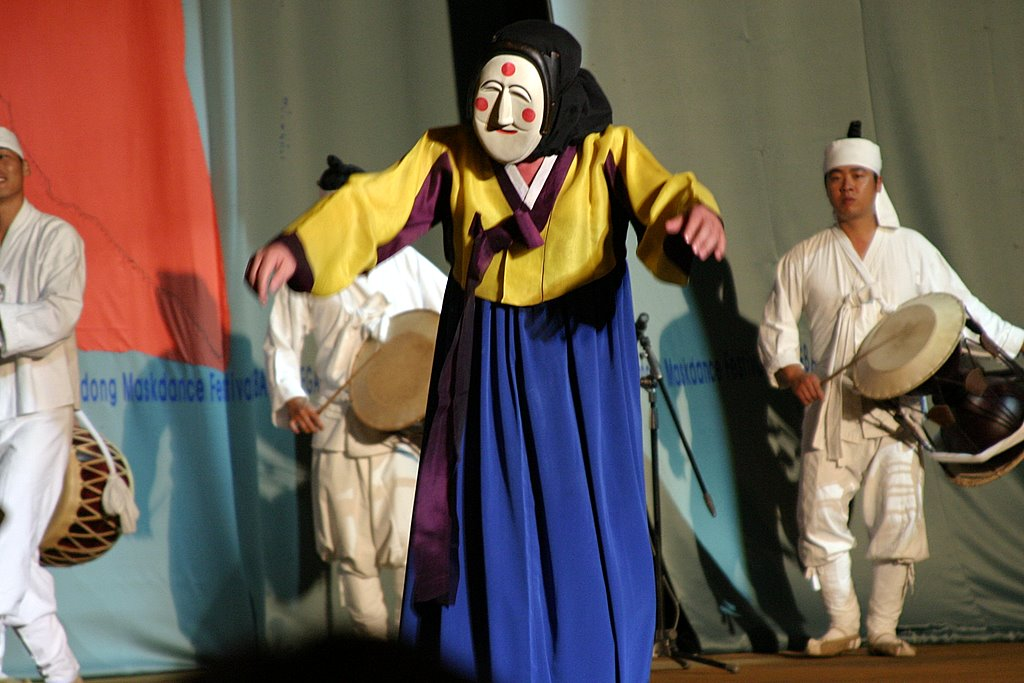
Talchum
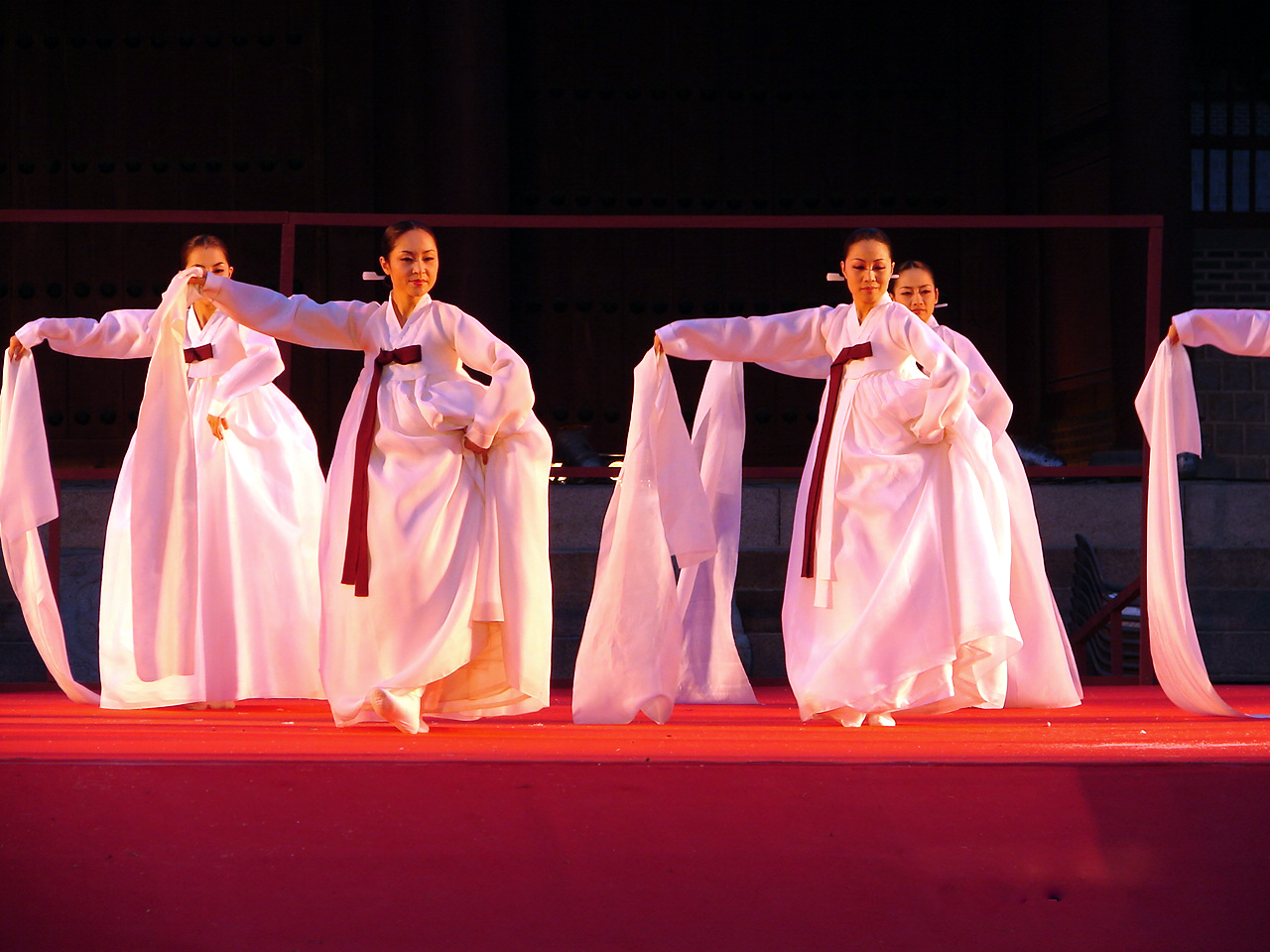
Salpurichum
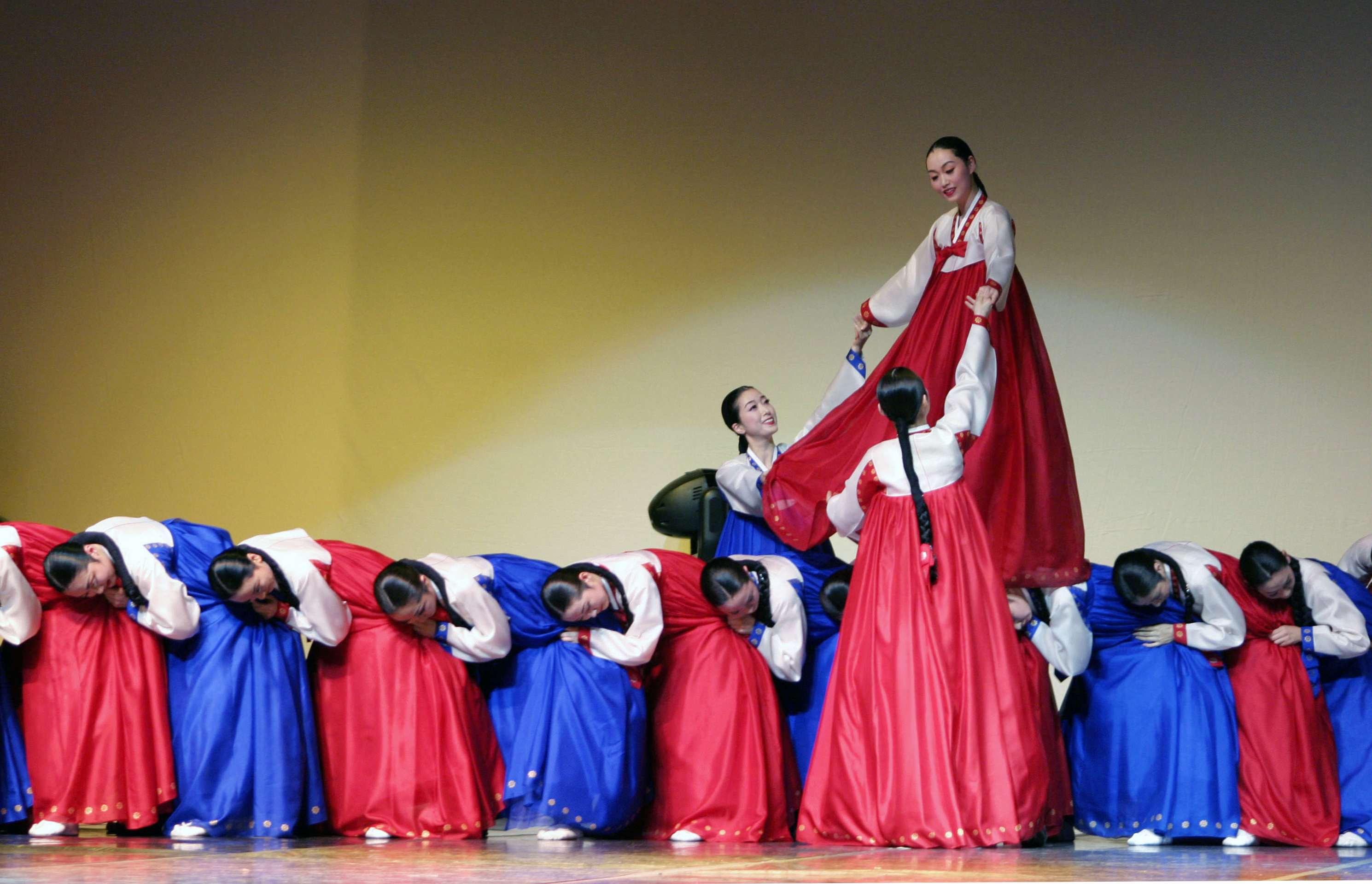
Ganggangsullae
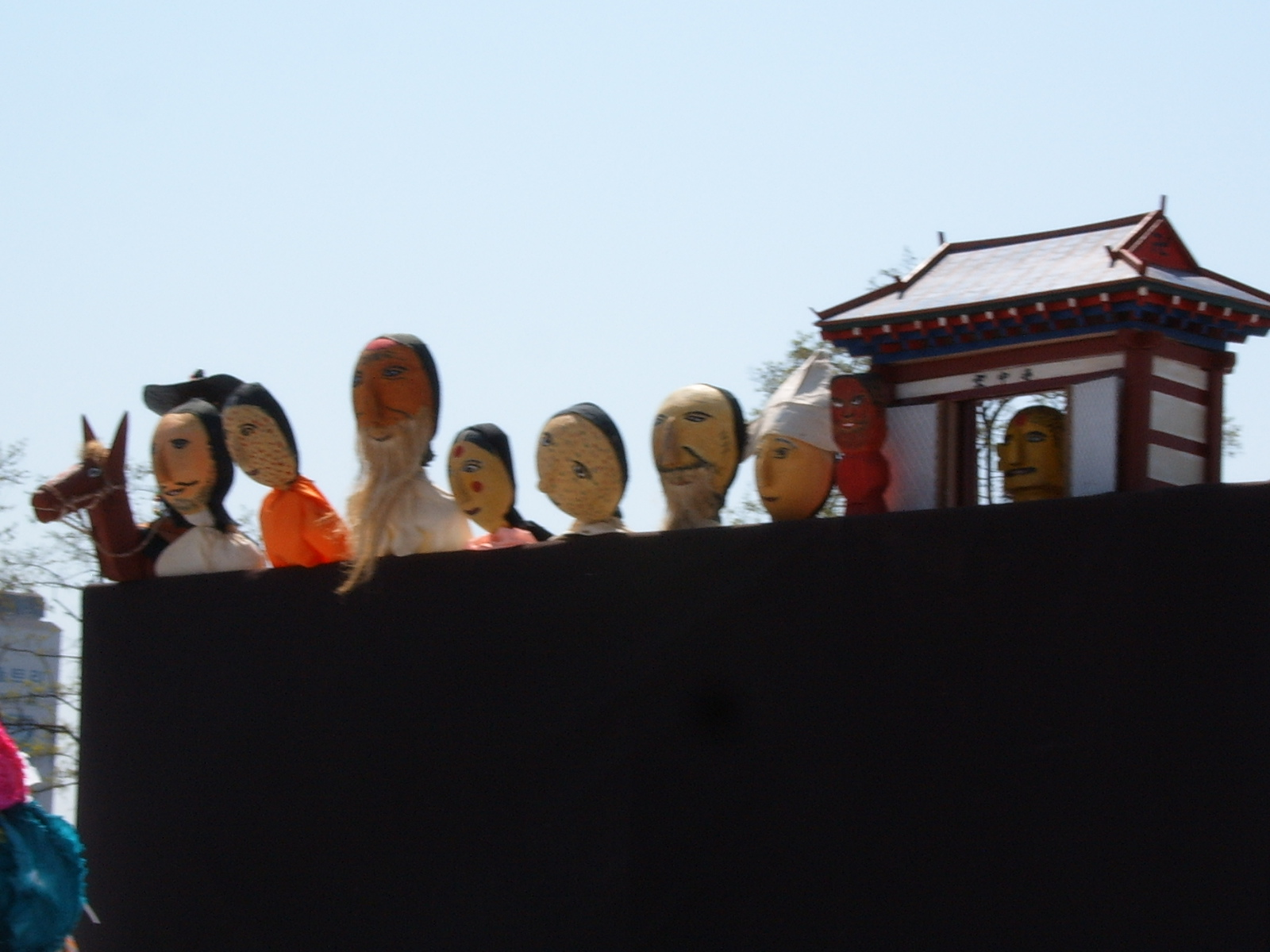
Teatre coreà de titelles
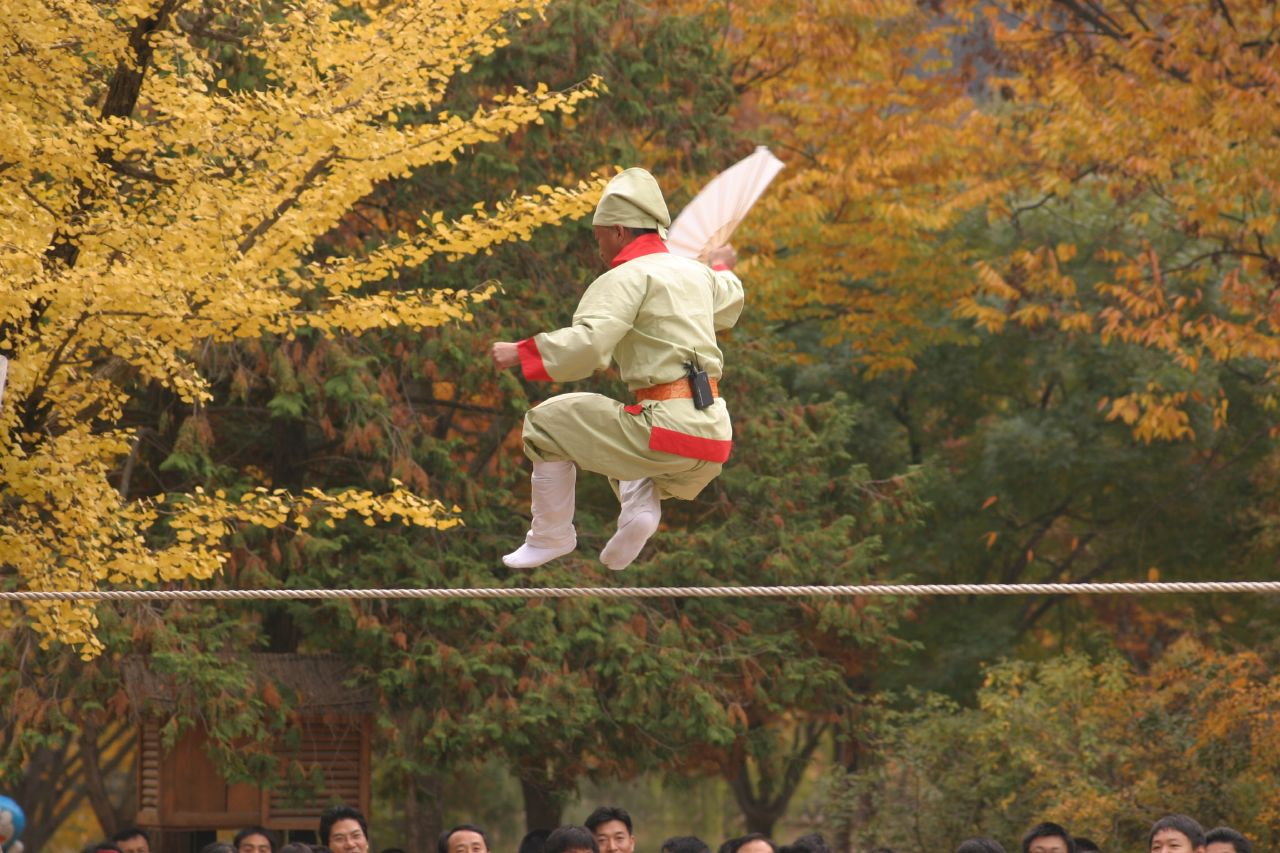
Jultagi

#### Pintura

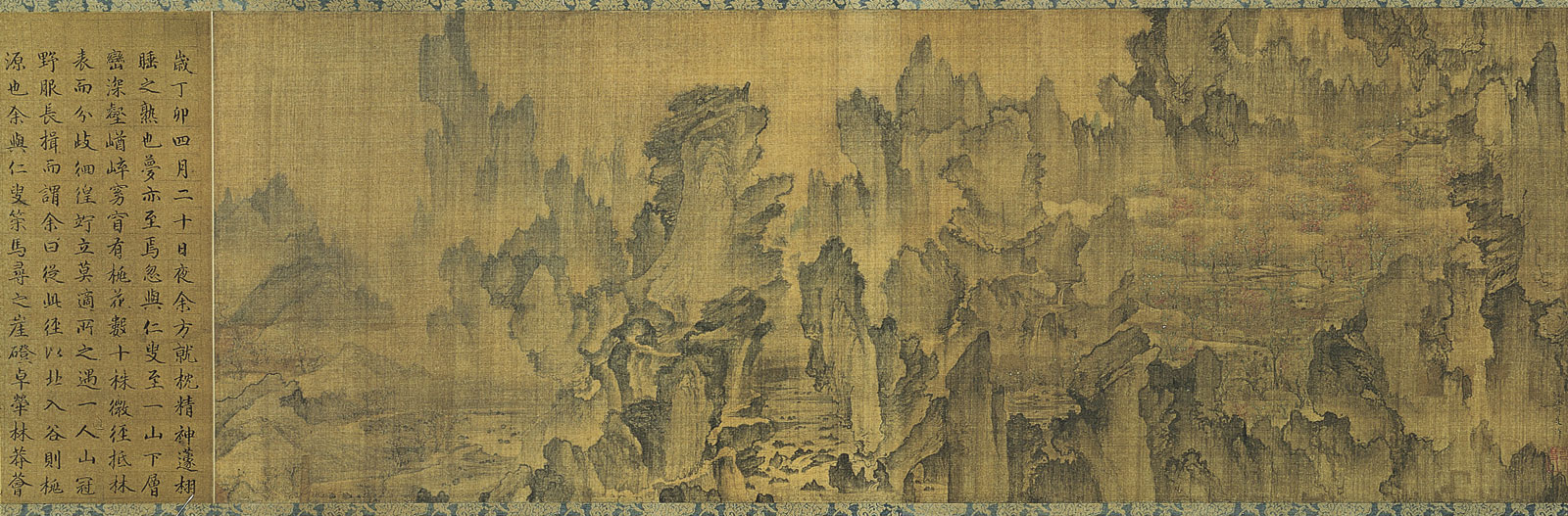
Mongyu dowondo ("Viatge de somni a la terra dels préssecs en flor") d'Ahn Gyeon

L'elit yangban havia de ser hàbil en les arts, entre moltes altres coses, i encara que cap dels nobles era artista professional, molts pintaven. Un dels pintors yangban més coneguts fou Gang Hui-an (강희안) al segle XV. La pintura era important per a la noblesa, ja que l'ideal coreà (i xinès) era que un artista sabés utilitzar un pinzell. Per això, els yangban també eren experts en cal·ligrafia. Els pintors professionals, procedents de l'estrat jungin, no gaudien de tanta estima com els nobles aficionats, encara que n'hi havia alguns l'obra dels quals era admirada. Alguns exemples són Yi Sang-jwa (이상좌) i Ahn Gyeon (안견). El Mongyu dowondo ("Viatge de somni a la terra dels préssecs en flor") d'aquest últim és considerat una obra mestra pels coreans.

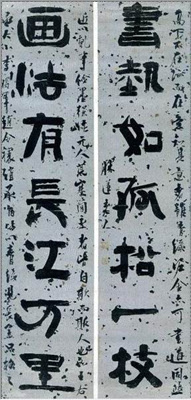
Estil de cal·ligrafia chusache

La pintura era supervisada per un institut estatal, el Dohwaseo (도화서), on l'admissió era per examen. Seguint l'ordre d'importància xinès, els pintors s'examinaven sobre quatre temes principals: el bambú; el paisatge; les persones, els animals i els ocells; i, finalment, les flors. La majoria dels pintors van imitar els estils xinesos. L'estil Song del Nord fou el primer a estar de moda, seguit pel Song del Sud i les diverses escoles Ming.

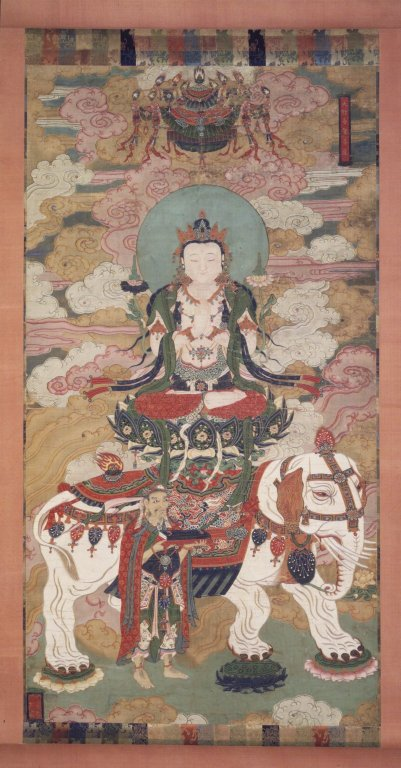
Pintura budista coreana penjant del o XIX

La pintura budista era menys apreciada, però hi va haver moltes obres d'autors desconeguts. Al segle XVI es va popularitzar la taenghwa (탱화), o pintura penjant.
Decebuts amb la política, al segle xviii alguns nobles yangban van trobar refugi en les arts i van intentar desenvolupar un estil coreà independent de la influència xinesa. Un d'ells va ser Kim Jeong-hui (김정희), que va crear l'estil coreà del chusache (추사체), que es diferenciava dels estils cal·ligràfics xinesos. A més dels pintors que imitaven els estils xinesos, n'hi va haver d'altres que van desenvolupar un nou enfocament i van pintar en un estil no tradicional. Entre ells hi havia Jeong Seon (정선), que va crear l'estil coreà de pintura de paisatge. Als segles XVII i XVIII, diversos pintors es van apartar dels estils tradicionals i van començar a centrar-se en altres temes en lloc de l'anterior estil centrat en el paisatge. Kim Myeong-guk (김명국), per exemple, preferia els temes budistes, mentre que Sim Sa-jeong (심사정) va crear quadres com "El follet jugant amb un gripau" (hangul 하마선인도 Hamaseon-indo) i "El tigre" (hangul 맹호도 Maenghodo).
Al segle XVII va començar a difondre's un nou estil de pintura de gènere (pungsokhwa, 풍속화) atribuït a Yun Du-seo (윤두서) i Cho Young-seok (조영석). El seu art va ser desenvolupat al segle xviii per Kim Hong-do (김홍도), que es va fer famós per les seves obres que combinaven paisatges amb persones. A més de les seves pintures humorístiques de yangban, sovint representava gent corrent, treballadors i viatgers. Altres grans de la pintura al natural d'aquest segle van ser Sin Yun-bok (신윤복) i Kim Deuk-sin (김득신). Sin solia retratar nobles en diverses situacions, però també censors menors, i Kim és més conegut pel seu humorístic Pajeokdo (파적도, "Pertorbació de la calma").
A més de les obres dels nobles aficionats i dels pintors professionals, també hi havia pintures populars, conegudes col·lectivament com a minhwa (민화). Aquestes pintures s'inspiraven sobretot en el budisme, el xamanisme i les creences populars, i representaven esdeveniments quotidians, animals, moments, festivals, balls de màscares, amb molta més vitalitat i espontaneïtat que les pintures dels nobles.

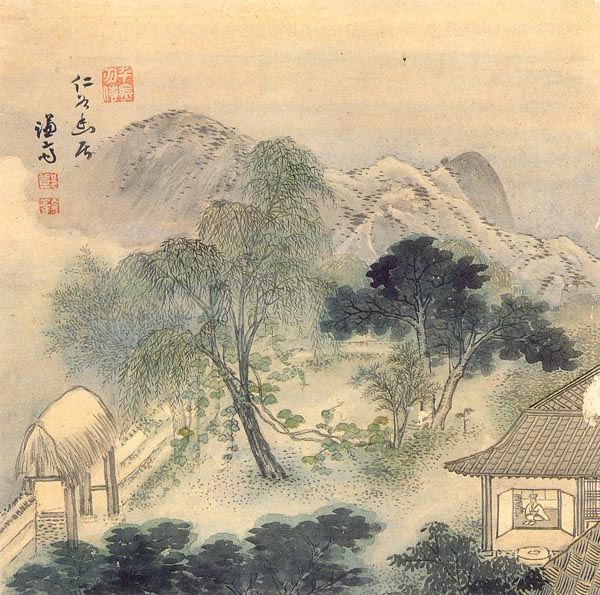
Jeong Seon: Ingeokyugeodo (인곡유거도, "Casa solitària sota el mont Inwangsan")
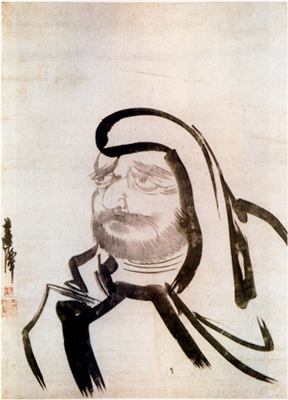
Kim Myeong-guk: Dalmado (Bodhidharma)
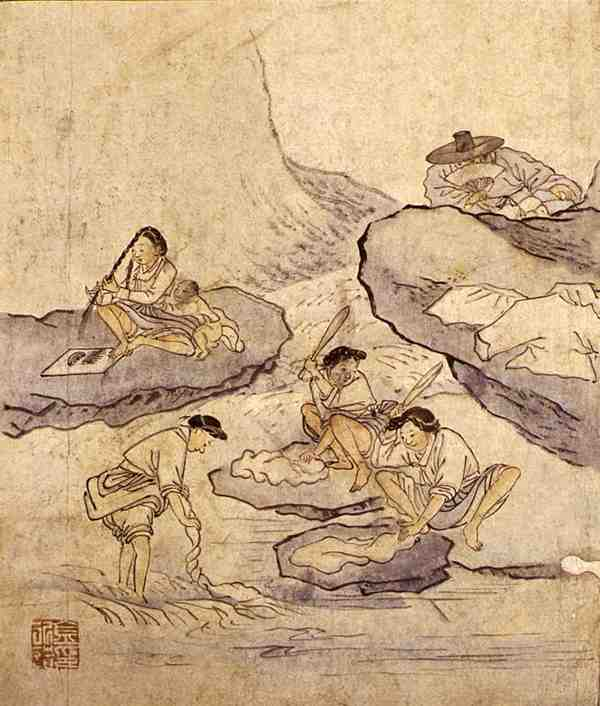
Kim Hong-do: Bballaeteo (빨래터, "Bugada")
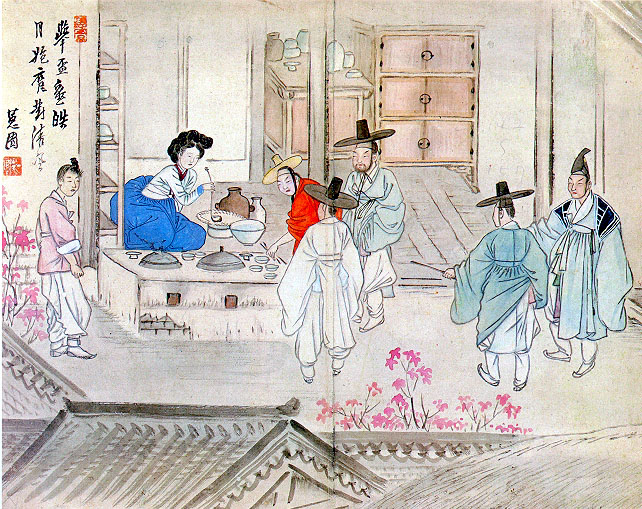
Shin Yun-bok: Jusageobae (주사거배, "Celebració d'una festa per beure")
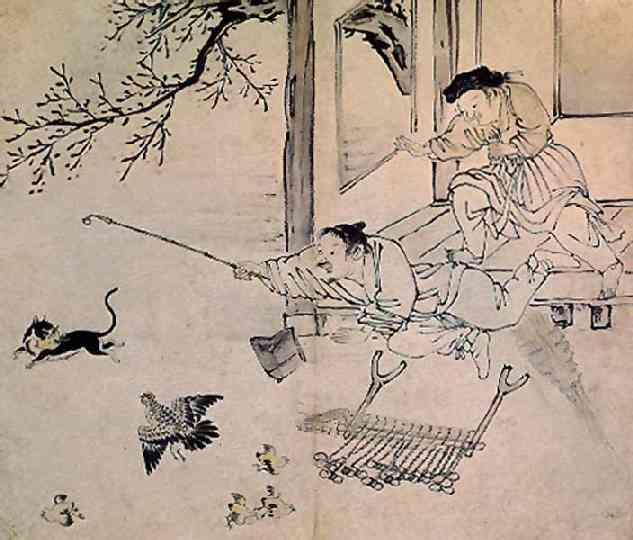
Kim Deuk-sin: Pajeokdo (파적도, "Pertorbació de la tranquil·litat")

#### Ceràmica
Mentre que a l'època de Goryeo, el celadont verd era la ceràmica predominant, a Joseon ho era la porcellana blanca. A partir del segle xv, la cort coreana va preferir això i es van establir forns reials oficials al poble de Bunwon (hangul: 분원; hanja: 分院), prop de Gwangju, per cobrir les necessitats de la cort. Els forns de la cort xinesa establerts a Jingdezhen (província de Jiangxi) a la Xina van servir de model. La porcellana coreana de l'època es diferenciava de la xinesa Ming i Qing per ser més sòbria, senzilla i menys ornamentada, i als japonesos els va agradar tant que la van adoptar per a les cerimònies del te: després de la invasió coreana, Toyotomi Hideyoshi es va endur al Japó diversos terrissers coreans per construir forns. Així es va crear, per exemple, el raku japonès.Les línies netes i els colors reflecteixen en part les idees neoconfucianes. A més de la porcellana sense decorar preferida per la cort, a partir del segle xv es buscaven peces finament decorades amb blau de cobalt, i les decorades amb tons marrons van ser populars a partir del segle xvii, sobretot perquè el cobalt era un material cada cop més car. En rares ocasions, però en períodes posteriors, també es van produir peces amb decoració vermella.
A més de la porcellana blanca, també és típic de l'època, fins a finals del segle xvi, el gres de tipus buncheong. Es fabricava amb la mateixa argila grisa que el celadont, però tenia una textura més rugosa amb una engalba blanca. Després que la porcellana blanca es convertís en una cosa comuna i es construïssin molts forns a tot el país per satisfer la creixent demanda, la demanda de buncheong va disminuir.

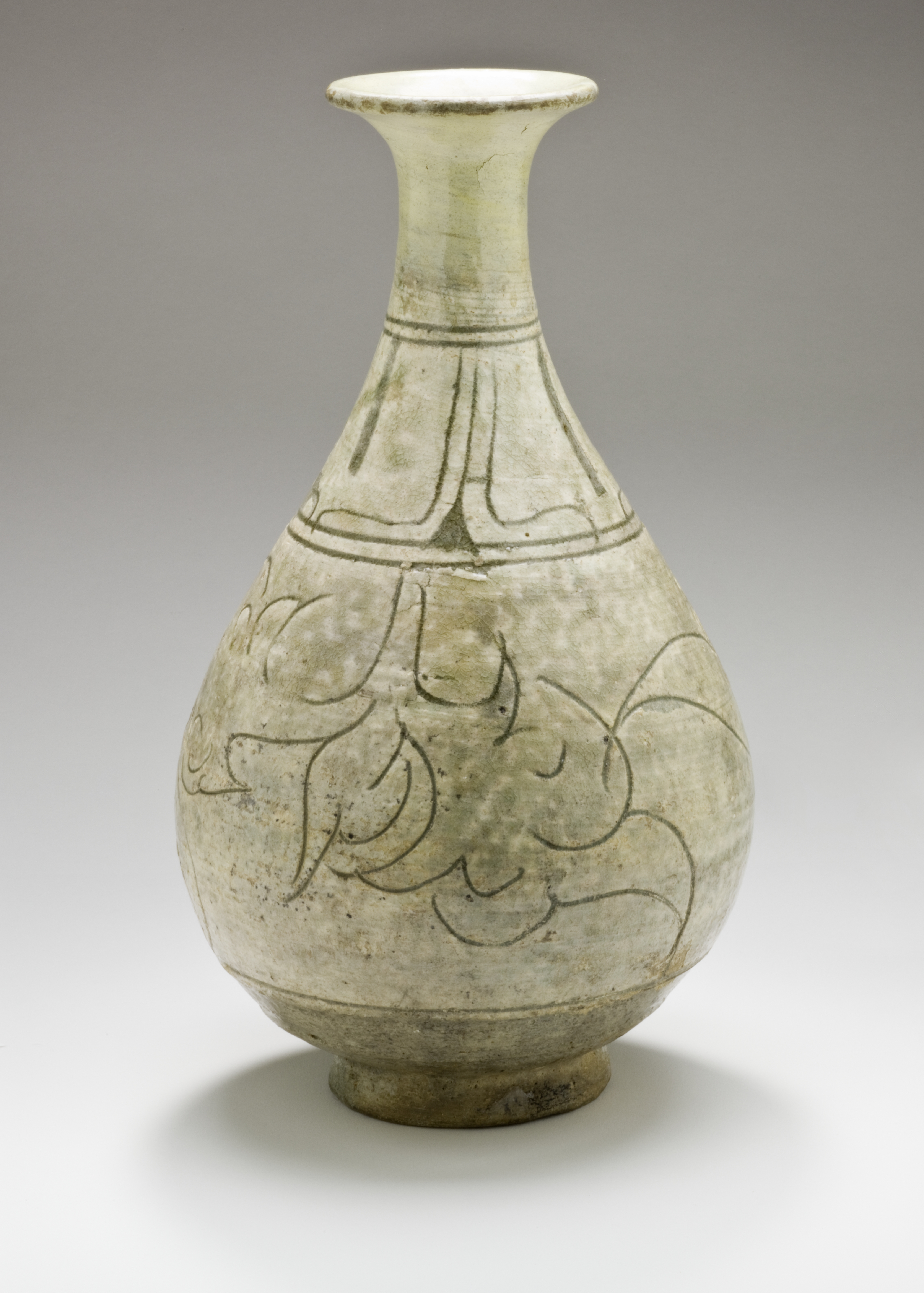
Gerro buncheong
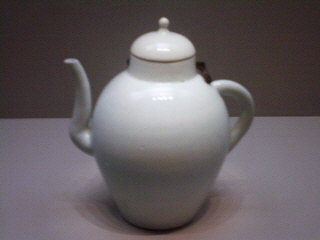
Tetera de porcellana blanca
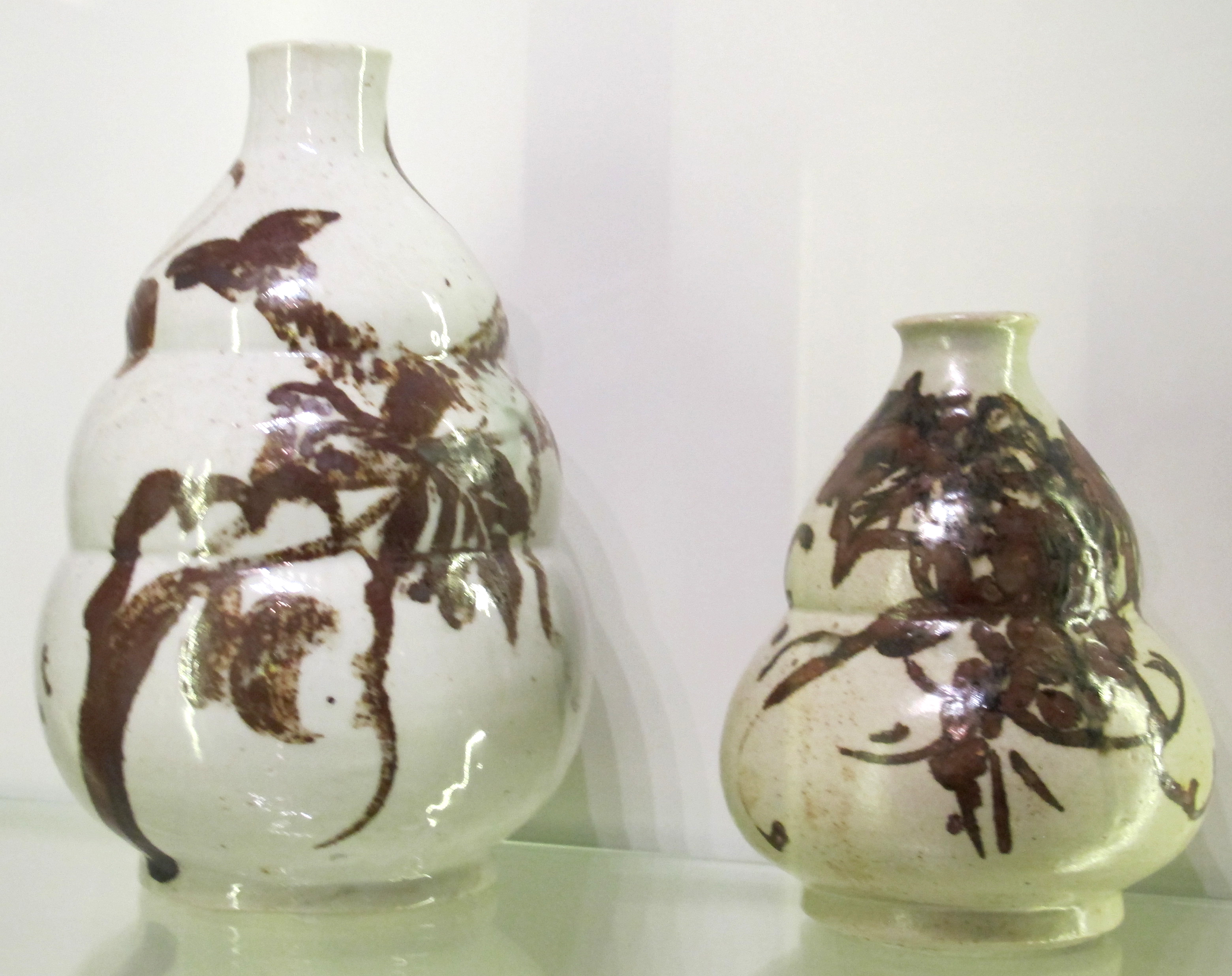
Porcellana blanca amb decoració marró

### Roba

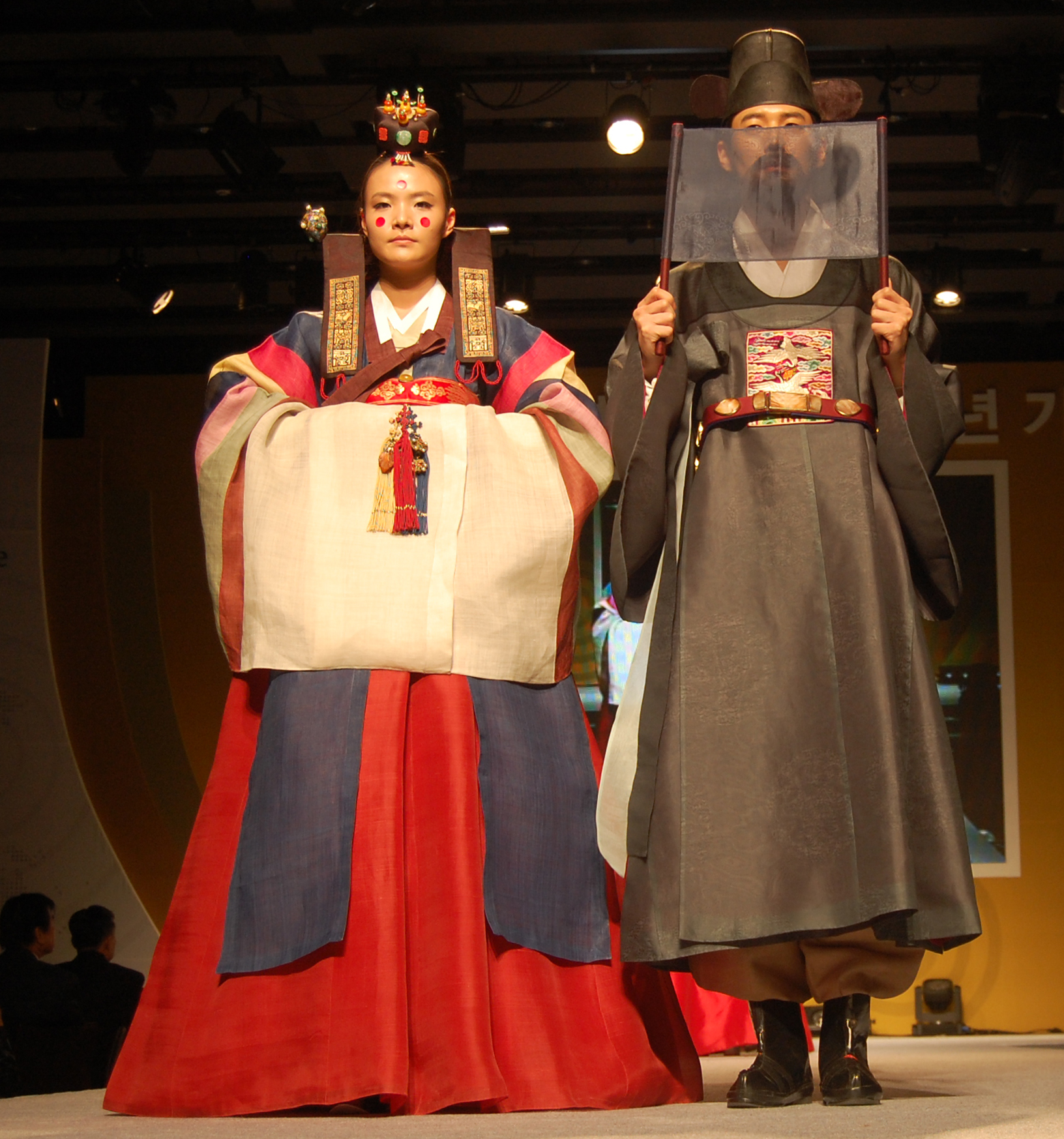
Hanbok de casament de l'època Joseon

La vestimenta típica coreana, el hanbok, va patir importants canvis en el període Joseon. Al segle xvi, els nobles portaven robes molt folgades, perquè era un indicador de riquesa (podien permetre's portar excés de material). Al segle xvii, probablement a causa de la pitjor situació econòmica, el hanbok estava fet a mida del portador i no s'utilitzava cap material innecessari. El jeogori de les dones baixava aleshores fins a la cintura, i a partir d'aquí començava la faldilla o chima. A finals de l'era Joseon, el jeogori era tan curt que acabava per sota l'aixella i la part davantera s'arrodonia per cobrir els pits, moment en què la falda començava per sobre del bust. La longitud, l'extensió, el nombre i la qualitat de la chima també indicaven l'estatus social de la portadora.
Normalment era de cotó o lli blanc, materials més cars que només es podia permetre la noblesa. La gent comuna només podia portar roba de colors durant les festes o els esdeveniments familiars nombrosos (casaments, funerals). A més del cotó i el lli blancs, la noblesa i els més rics podien permetre's teixits cars com el rami especial, la seda, el ras o la mussolina. Les teles es tenyien amb tints naturals, com els pètals de les flors o l'escorça dels arbres, que s'extreien mitjançant un treball laboriós.
Tant els homes com les dones portaven diversos barrets, gorres i tocats per a ocasions especials. Els cabells de les dones s'adornaven amb un passador de cabell, anomenat binyeo (hangul: 비녀), el material i la longitud del qual també reflectien l'estatus social de la dama. La qualitat, el color, el dibuix dels materials de la roba i, en el cas dels homes, la forma del barret, podien servir també per determinar la posició social del portador o el càrrec.Quan els homes coreans sortien de casa, havien de portar un abric conegut com a durumagi (두루마기) que arribava fins als genolls. S'utilitzava no només per protegir-se del fred, sinó també amb finalitats cerimonials.
A l'època Joseon, la puresa era una virtut especial i es parava atenció a l'aparença. Els homes mai no sortien de casa amb robes desordenades, o vestits de forma inapropiada per a la seva posició o rang. Els homes adults portaven barrets adequats al seu estatus i ocupació, protegits de la pluja per un impermeable fet de paper oliat. La compareixença davant el rei també es podia denegar si la roba estava mullada, ja que no era apropiat presentar-se d'aquesta manera. La vestimenta que es portava a la cort reial s'anomena col·lectivament gungjung bogsig (hangul 궁중복식), i inclou el vestit de la sanggung (상궁, "dama de la cort") i de les naegwan (hangul 내관, hanja 內官, "concubines"), així com dels membres de la família reial. El rei portava una túnica de drac vermella, anomenada gollyongpo (곤룡포) amb un motiu d'un drac de cinc urpes, per a les seves activitats diàries d'estat, i el príncep hereu portava un gollyongpo negre amb un drac de quatre urpes.

### Ciència i tecnologia

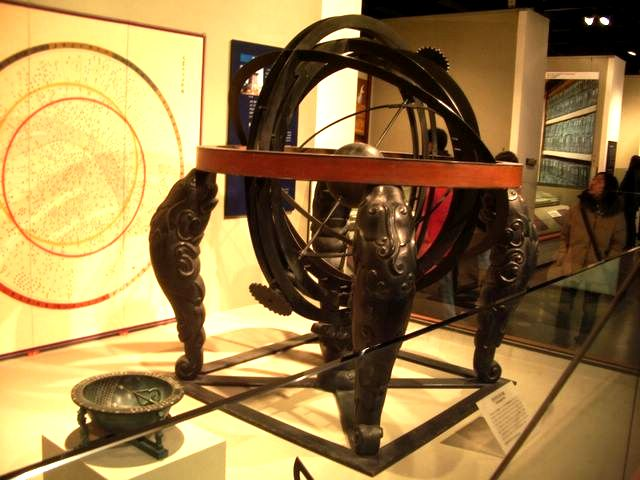
Globus celeste coreà creat per primera vegada pel científic Jang Yeong-sil durant el regnat del rei Sejong

#### Segle XV
El període de Joseon, sota el regnat de Sejong el Gran, va ser el període de major avenç científic de Corea. Sota la nova política de Sejong, els cheonmin (persones de baix estatus), com Jang Yeong-sil, pogueren treballar per al govern. Des de molt jove, Jang va demostrar el seu talent com a inventor i enginyer, creant màquines per facilitar el treball agrícola. També va supervisar la construcció d'aqüeductes i canals.

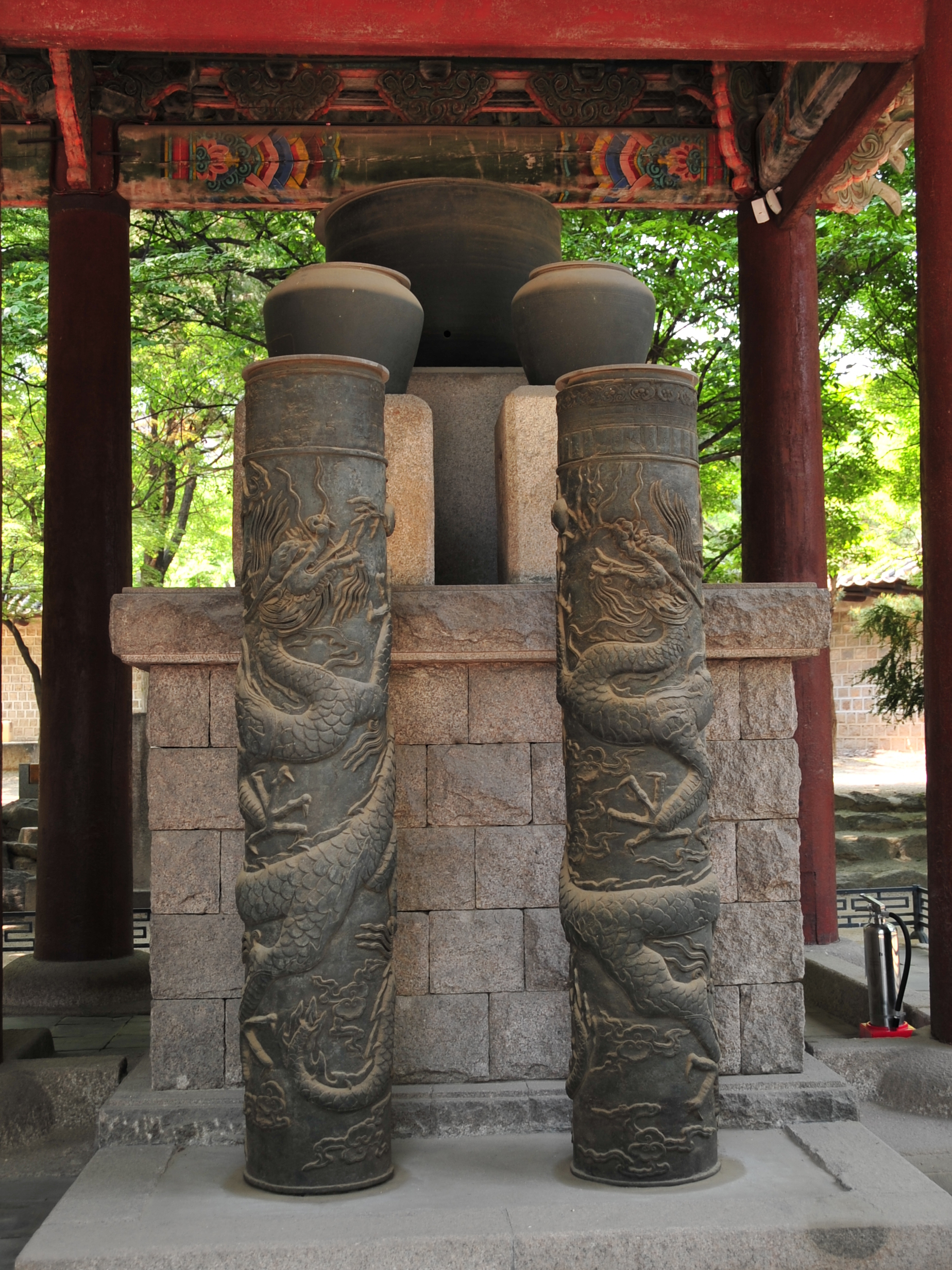
Part supervivent del rellotge d'aigua Borugak Jagyeongnu

Alguns dels seus invents van ser un rellotge d'aigua automatitzat (el Borugak Jagyeongnu) que funcionava activant els moviments de figures de fusta per indicar el temps visualment (inventat el 1434 per Jang), un rellotge d'aigua més complicat posterior amb dispositius astronòmics addicionals, i un model millorat de l'anterior tipus d'impressió mòbil de metall creat a la dinastia Goryeo. El nou model era de qualitat encara més alta i era el doble de ràpid. Altres invents van ser el visor de nivell de vidre i l'udòmetre.
El punt àlgid de l'astronomia coreana va ser durant el període Joseon, on homes com Jang van crear dispositius com ara globus celestes que indicaven les posicions del Sol, la Lluna i les estrelles. Els globus celestes posteriors (Gyupyo, 규표) es van adaptar a les variacions estacionals.
El punt àlgid dels avenços astronòmics i del calendari sota el rei Sejong va ser el Chiljeongsan, que compilava càlculs de la trajectòria dels set objectes celestials (cinc planetes visibles, el Sol i la Lluna), desenvolupat el 1442. Aquest treball va permetre als científics calcular i predir amb precisió tots els principals fenòmens celestials, com els eclipsis solars i altres moviments estel·lars. El Honcheonsigye és un rellotge astronòmic creat per Song I-yeong l'any 1669. El rellotge té una esfera armil·lar amb un diàmetre de 40 cm. L'esfera s'activa mitjançant un mecanisme de rellotge, i mostra la posició dels objectes celestes en un moment donat.
El Kangnido, un mapa del món fet a Corea, va ser creat l'any 1402 per Kim Sa-hyeong (hangul 김사형, hanja 金士衡), Yi Mu (hangul 이무, hanja 李茂) i Yi Hoe (hangul 이회, hanja 李撓). El mapa es va crear el segon any del regnat de Taejong de Joseon. El mapa es va fer combinant mapes xinesos, coreans i japonesos.

#### Segles XVI-XIX
L'avenç científic i tecnològic al final del període Joseon va ser menys destacat que el primer període Joseon.
Des del segle XVI es va experimentar amb armes com la pólvora i l'anomenat vaixell tortuga, un invent coreà que s'atribueix a l'almirall Yi Sun-sin.
El metge de la cort del segle xvi, Heo Jun va escriure una sèrie de textos mèdics. La seva obra més significativa fou el Dongui Bogam, que sovint s'assenyala com el text definitori de la medicina tradicional coreana. El treball es va estendre a la Xina i al Japó, on encara es considera un dels clàssics de la medicina oriental avui dia.
La primera armilla antibales lleugera, la Myunjebaegab, va ser inventada a Joseon l'any 1860 poc després de la campanya francesa contra Corea. Heungseon Daewongun va ordenar la confecció d'armilles antibales per l'increment d'amenaces de part dels exèrcits occidentals. Kim Gi-Doo i Gang Yoon van descobrir que el cotó podia resistir els projectils, si era prou dens. Sabent això van dissenyar armilles compostes de 30 capes de cotó. Aquestes armilles van ser usades a la batalla durant l'expedició dels Estats Units a Corea, quan la marina estatunidenca va atacar l'illa de Ganghwa l'any 1871. L'exèrcit estatunidenc es va apoderar d'una de les armilles antibales i se la va endur als Estats Units, on va ser guardada al Museu Smithsonian fins al 2007. Aquell any, l'armilla va ser retornada a Corea, on ara s'exposa al públic.

### Arquitectura

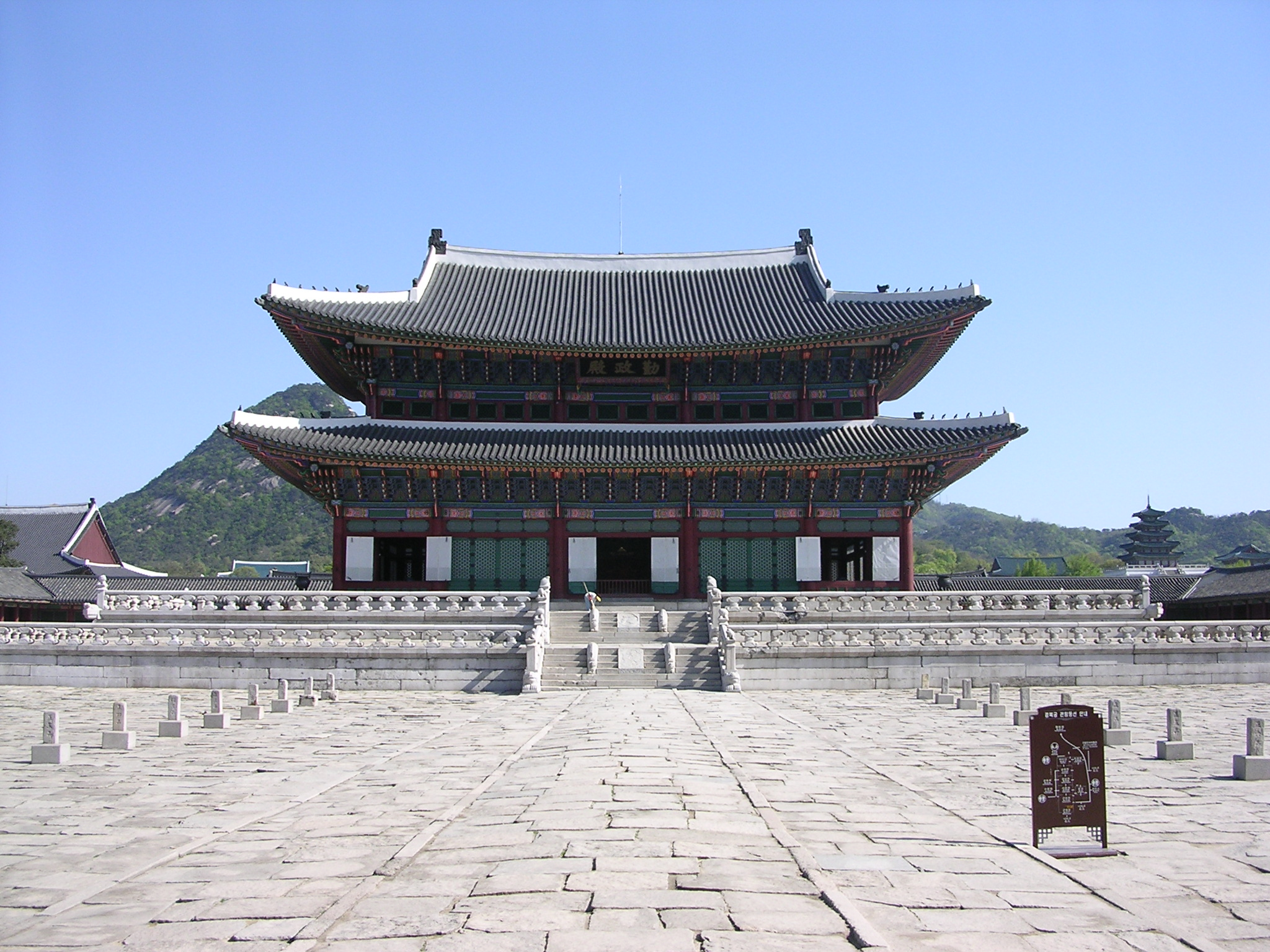
Sala del tron al palau Gyeongbokgung.

La geomància, basada en el fengshui, tenia un paper important en la construcció a Corea. L'elecció de la ubicació, l'emplaçament i la disposició dels edificis es basava en aquests principis, per exemple, les cases dels nobles (yangbanjib) es construïen sota un turó en la mesura del possible i hi havia d'haver un curs d'aigua prop. També es tenien en compte consideracions pràctiques, ja que les habitacions dels edificis orientats al sud es construïen l'una al costat de l'altra per permetre el pas del vent, i les dels edificis orientats al nord es construïen en forma de L per proporcionar refugi a l'hivern. Les cases de la noblesa eren de fusta amb sostres de teules, mentre que les del poble pla eren de tova amb sostres de palla.:60-61 En aquesta època, les cases s'escalfaven cada cop més amb ondol (escalfament per terra radiant), independentment de l'estatus social.:53
L'arquitectura de l'època no es diferenciava gaire de la de Goryeo. La majoria dels edificis eren de fusta, amb estructures de sostres corbats en voladís i cobertes de teules. L'arquitectura coreana va desenvolupar la seva pròpia paleta de colors amb tons distintius de vermell, blau, groc, blanc i verd. La tècnica s'anomenava dancheong. La seva adquisició es considerava un art seriós i era practicada per mestres dedicats.
L'època de Joseon es caracteritza per l'arquitectura palatina (hi ha diversos palaus reials a la capital) i els monuments confucians, que estaven molt estesos per tot el país, inclòs el santuari de Jongmyo. En el disseny de cada edifici, era important assegurar que l'edifici harmonitzés amb el seu entorn. Per això les cases dels més rics solien incloure un jardí. Un dels més famosos és el Jardí Secret del Palau de Changdeokgung.:40–45 :74–75
Si bé que aquest període destaca per la seva arquitectura palatina, també s'hi van construir fortaleses, com ara la de Hwaseong el 1794-:80

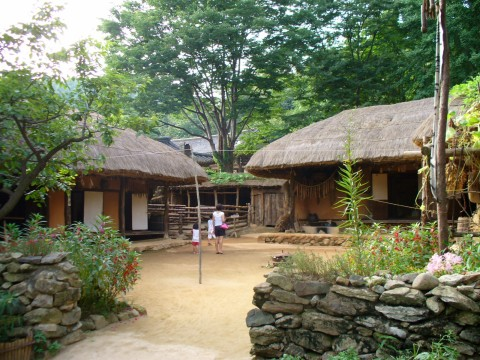
Casa de camp
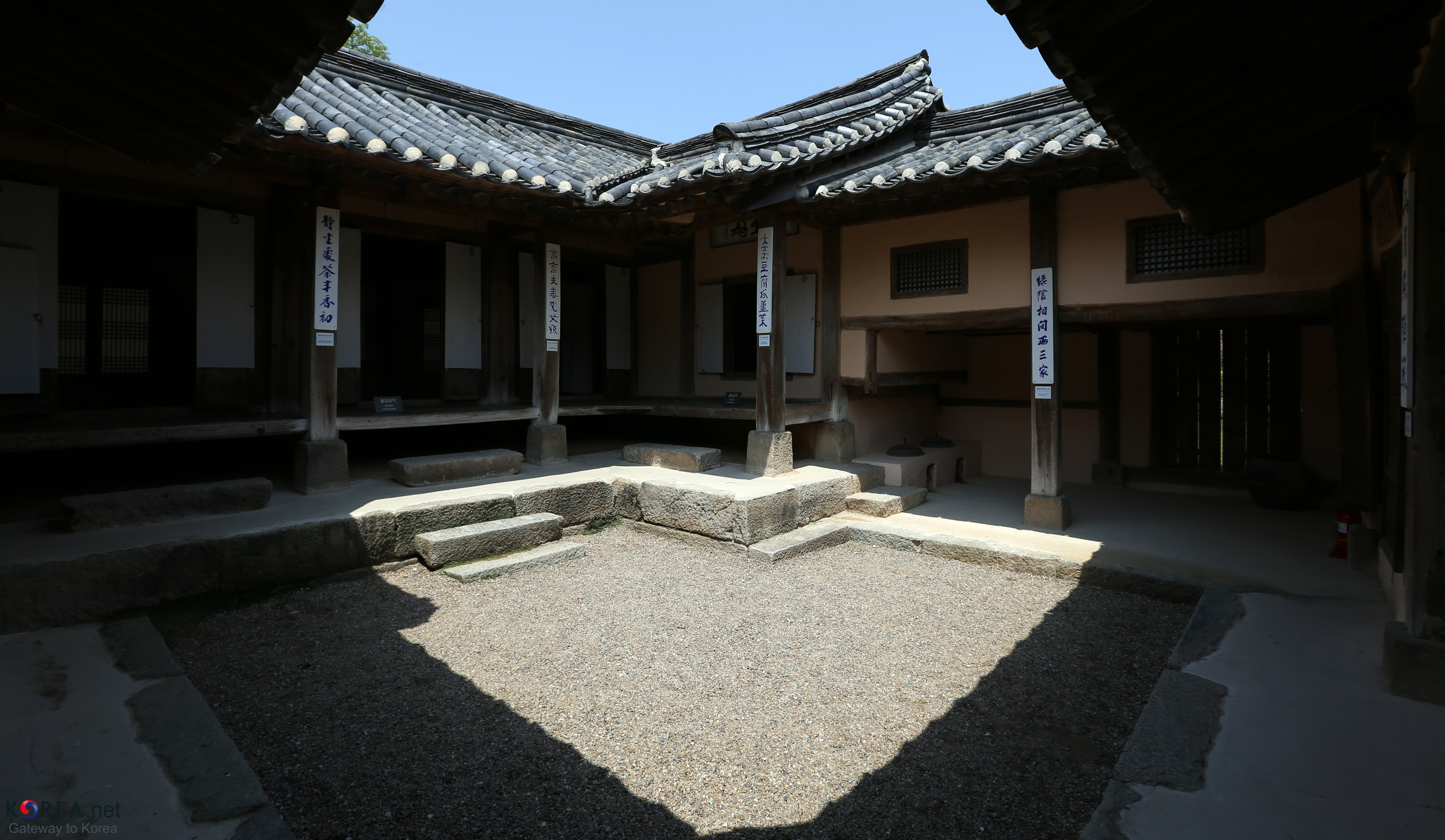
Yangbanjib
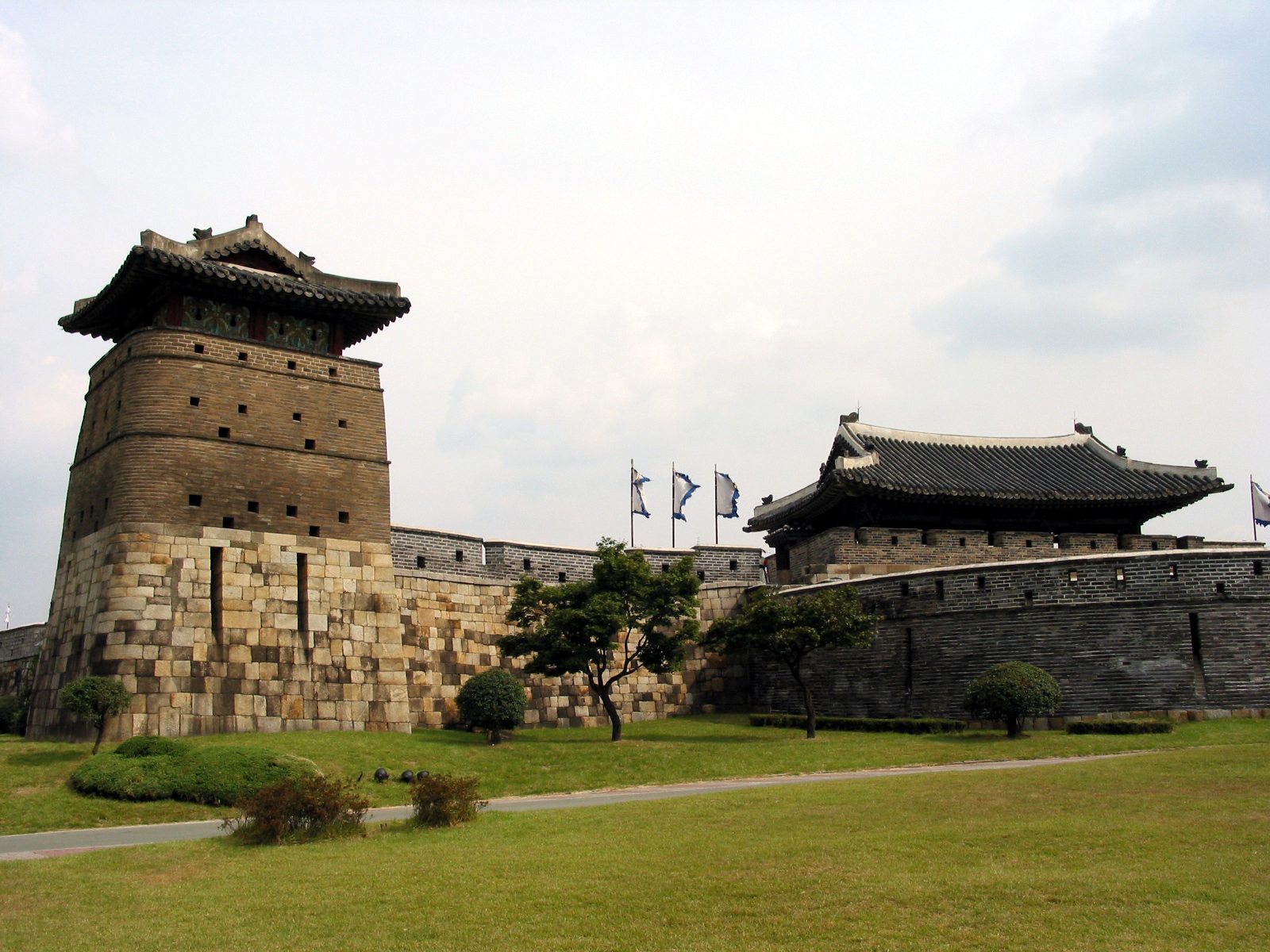
Fortalesa de Hwaseong

## Membres de la dinastia Joseon

### Llista
| N°           | Nom de temple | Nom de temple | Nom de temple | Nom de temple | Període de regnat | Període de regnat |
| N°           | Romanització  | Romanització  | Hangul        | Hanja         | Període de regnat | Període de regnat |
| ------------ | ------------- | ------------- | ------------- | ------------- | ----------------- | ----------------- |
| 1            |               | Taejo         | 태조          | 太祖          | 1392              | 1398              |
| 2            |               | Jeonjong      | 정종          | 定宗          | 1398              | 1400              |
| 3            |               | Taejong       | 태종          | 太宗          | 1400              | 1418              |
| 4            |               | Sejong        | 세종          | 世宗          | 1418              | 1450              |
| 5            |               | Munjong       | 문종          | 文宗          | 1450              | 1452              |
| 6            |               | Danjong       | 단종          | 端宗          | 1452              | 1455              |
| 7            |               | Sejo          | 세조          | 世祖          | 1455              | 1468              |
| 8            |               | Yejong        | 예종          | 睿宗          | 1468              | 1469              |
| 9            |               | Seongjong     | 성종          | 成宗          | 1469              | 1494              |
| 10           |               | Yeonsangun    | 연산군        | 燕山君        | 1494              | 1506              |
| 11           |               | Jungjong      | 중종          | 中宗          | 1506              | 1544              |
| 12           |               | Injong        | 인종          | 仁宗          | 1544              | 1545              |
| 13           |               | Myegjong      | 명종          | 明宗          | 1545              | 1567              |
| 14           |               | Seonjo        | 선조          | 宣祖          | 1567              | 1608              |
| 15           |               | Gwanghaegun   | 광해군        | 光海君        | 1608              | 1623              |
| 16           |               | Injo          | 인조          | 仁祖          | 1623              | 1649              |
| 17           |               | Hyonjong      | 효종          | 孝宗          | 1649              | 1659              |
| 18           |               | Hyeonjong     | 현종          | 顯宗          | 1659              | 1675              |
| 19           |               | Sukjong       | 숙종          | 肅宗          | 1675              | 1720              |
| 20           |               | Gyeongjong    | 경종          | 景宗          | 1720              | 1724              |
| 21           |               | Yeongjo       | 영조          | 英祖          | 1724              | 1776              |
| 22           |               | Jeongjo       | 정조          | 正祖          | 1776              | 1800              |
| 23           |               | Sunjo         | 순조          | 純祖          | 1800              | 1834              |
| 24           |               | Heonjong      | 헌종          | 憲宗          | 1834              | 1849              |
| 25           |               | Cheoljong     | 철종          | 哲宗          | 1849              | 1863              |
| Imperi coreà |               |               |               |               |                   |                   |
| 26           |               | Kojong        | 고종          | 高宗          | 1863              | 1907              |
| 27           |               | Sunjong       | 순종          | 純宗          | 1907              | 1910              |